# Weihnachtsmarkt

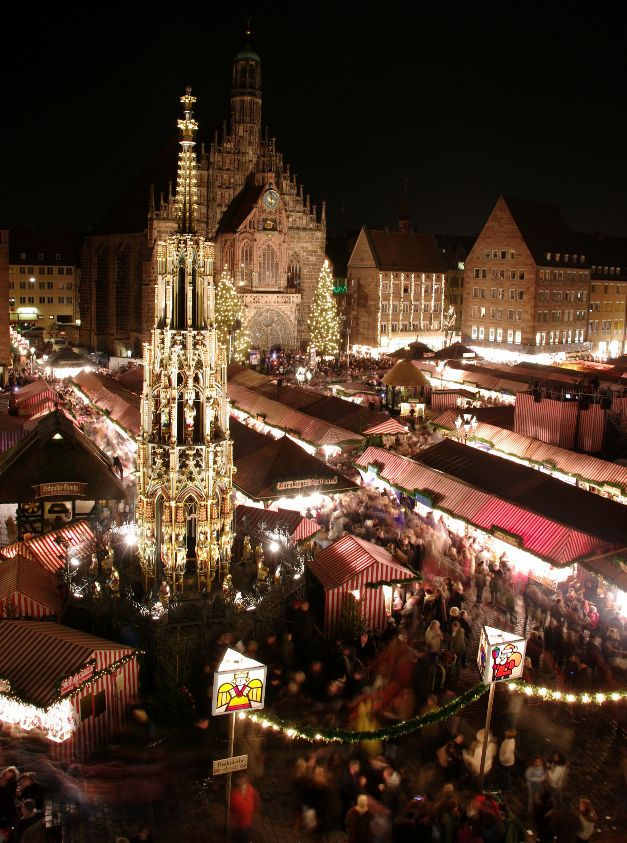
Der Christkindlesmarkt Nürnberg auf dem Hauptmarkt

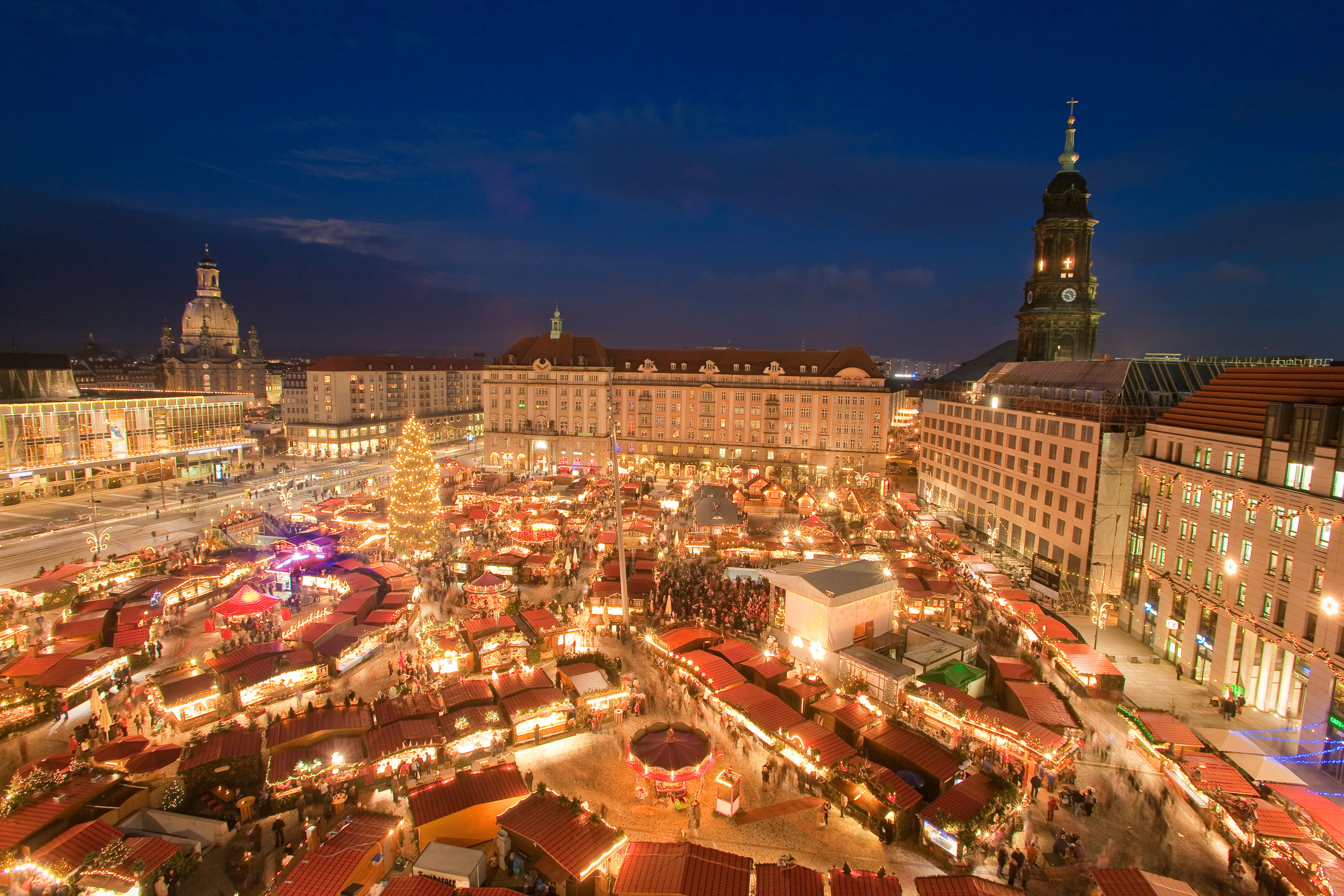
Der Dresdner Striezelmarkt auf dem Altmarkt

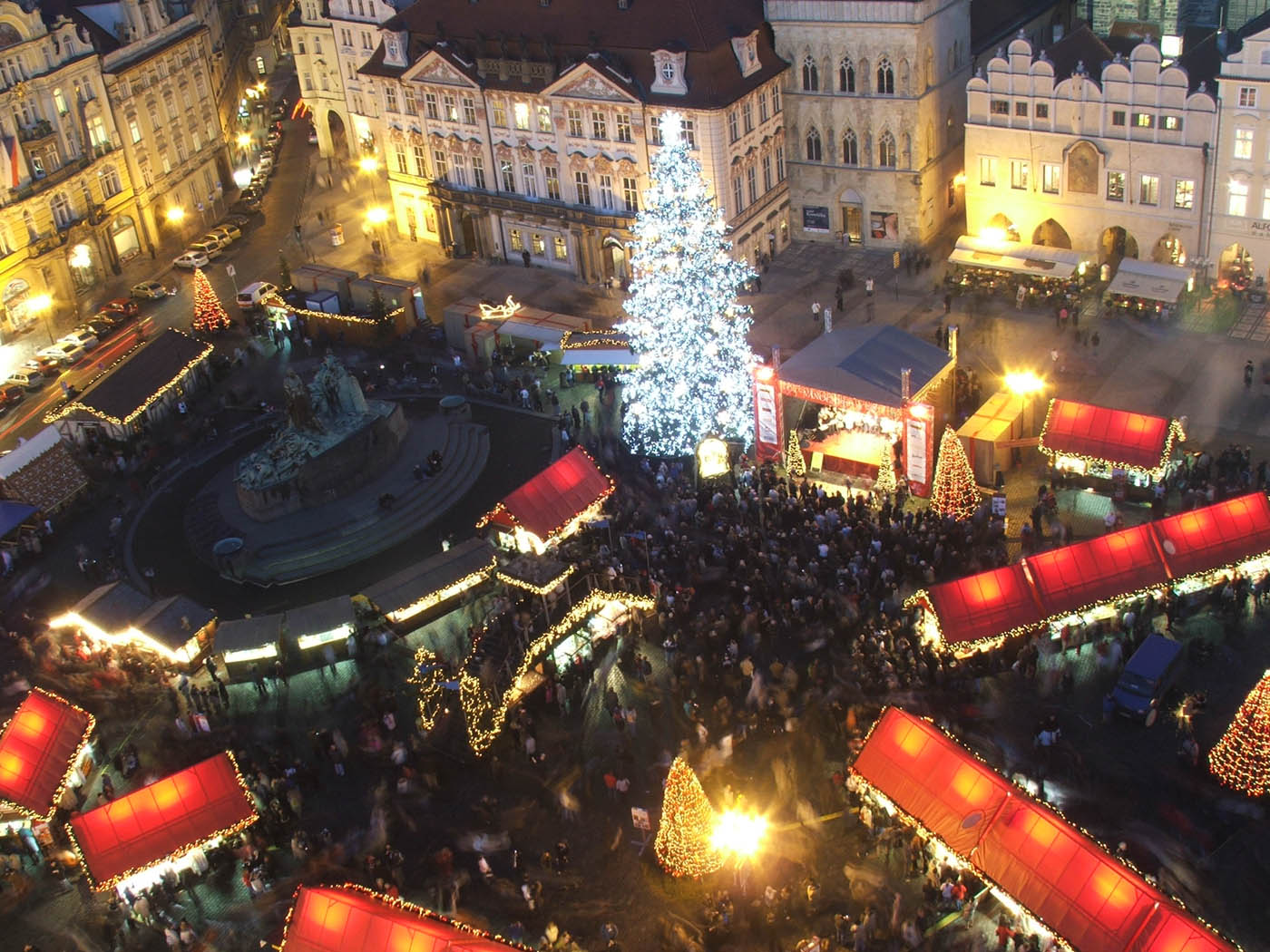
Ein großer Weihnachtsmarkt außerhalb Deutschlands ist in Prag.

Im Advent, teils auch noch in den Tagen nach Weihnachten, wird vielerorts ein Weihnachtsmarkt abgehalten. Abhängig von der lokalen Tradition wird ein solcher Markt auch Adventsmarkt bzw. Adventmarkt oder Christkindlesmarkt (bzw. Christkindlemarkt, Christkindlmarkt, Christkindchesmarkt oder Wintermarkt bzw. Winterwelt) genannt. Daneben gibt es regionale Namenszusätze oder vollständige Eigennamen, beispielsweise den Dresdner Striezelmarkt oder den Neubrandenburger Weberglockenmarkt.
Die Zahl der Weihnachtsmärkte ist schwer fassbar. Allein in Deutschland schwanken die Angaben zwischen 1500 und 3000, die Dauer reicht von einem Tag bis zu mehreren Wochen. Auf Weihnachtsmärkten werden besondere Waren angeboten, etwa Kunsthandwerk zur Weihnachtsdekoration und Lebensmittel. Viele Weihnachtsmärkte bieten den Besuchern auch Fahrgeschäfte, Musik und Darbietungen wie Krippenspiele.
Das Weihnachtsbrauchtum im deutschen Sprachraum ist weltweit bekannt, und es gibt in vielen Ländern Weihnachtsmärkte nach diesem Vorbild.

## Herkunft

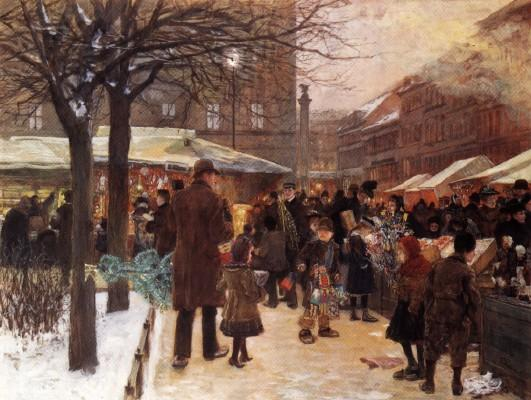
Weihnachtsmarkt in Berlin, Gemälde von Franz Skarbina, 1892

Die Weihnachtsmärkte gehen zurück auf spätmittelalterliche Verkaufsmessen, Neujahrsmärkte und – häufig eintägige – Märkte, die den Bürgern zu Beginn der kalten Jahreszeit die Möglichkeit gaben, sich mit Fleisch und winterlichem Bedarf einzudecken. Im 14. Jahrhundert kam der Brauch auf, Handwerkern wie Spielzeugmachern, Korbflechtern oder Zuckerbäckern zu erlauben, Verkaufsstände für die Kleinigkeiten auf dem Markt zu errichten, die die Kinder zu Weihnachten geschenkt bekamen; auch Stände mit gerösteten Kastanien, Nüssen und Mandeln gab es damals bereits.
1296 erhielten die Wiener Händler von Herzog Albrecht I. von Österreich das Privileg, einen „Dezembermarkt“ zur Versorgung der Wiener Bevölkerung abzuhalten. Im Jahr 1310 wurde ein Nikolausmarkt in München erstmals urkundlich erwähnt. 1384 verlieh König Wenzel der Stadt Bautzen das Recht zur Abhaltung eines freien Fleischmarktes, jeweils samstags vom Michaelistag (29. September) bis Weihnachten. Im Laufe der Zeit breitete sich eine Tradition im gesamten deutschen Sprachraum aus. Seit etwa der ersten Hälfte des 20. Jahrhunderts wurden die Märkte zu einem festen Element des vorweihnachtlichen Brauchtums.

## Zeitraum
Der Beginn städtischer Weihnachtsmärkte hat sich spätestens in den 2000er Jahren in den November hinein verschoben. Da jedoch der Sonntag vor dem ersten Advent in der evangelischen Kirche als Totensonntag, einem der stillen Tage des Jahres, begangen wird, stößt diese Praxis auf Kritik, und es wurden Kompromisse vereinbart, indem etwa bereits eröffnete Märkte am Totensonntag geschlossen bleiben. Verschiedene Weihnachtsmärkte dauern über Weihnachten hinaus „zwischen den Jahren“ bis zum Beginn des neuen Jahres.
Kleinere Weihnachtsmärkte öffnen mancherorts nur für wenige Tage, an einem oder auch mehreren Wochenenden im Advent. Zum Weihnachtsfest sind die meisten Weihnachtsmärkte bereits wieder geschlossen.

## Übliches Bild eines Weihnachtsmarktes

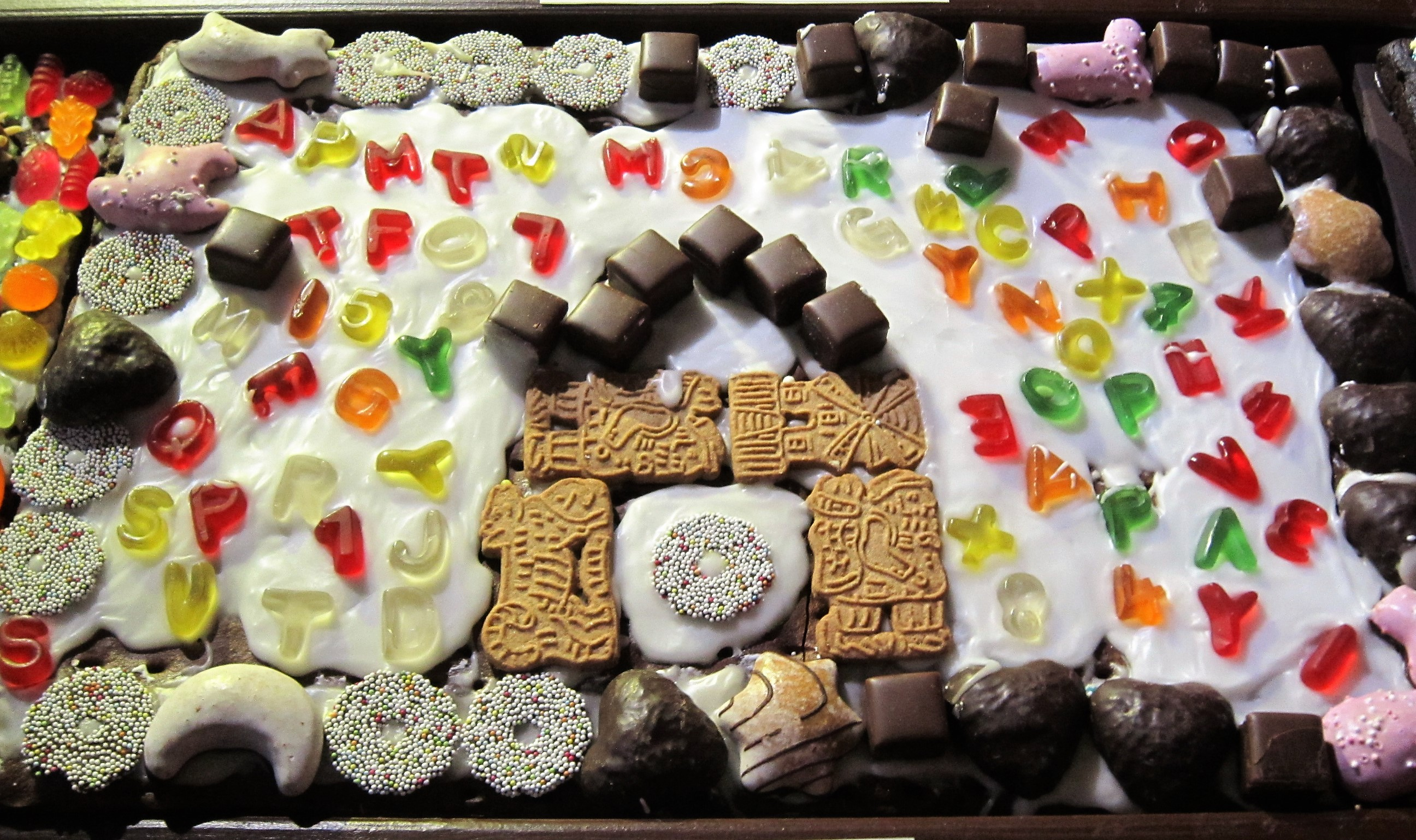
Collage von Süßigkeiten am Knusperhaus auf dem Auricher Weihnachtsmarkt

Ein typischer Weihnachtsmarkt besteht aus zahlreichen Verkaufsständen auf den Straßen und Plätzen eines Ortes, oft vor historischer und publikumswirksamer Kulisse. Es werden weihnachtliche Backwaren und regionale Spezialitäten wie Printen, Lebkuchen, Berliner Pfannkuchen, Spekulatius, Christstollen, diverse Süßigkeiten wie Schokoladenfiguren, Zuckerwatte, gebrannte Mandeln, heiße Maronen und warme Speisen angeboten. Es werden auch warme Getränke, wie Glühwein (daher auch der Name „Glühmarkt“), Feuerzangenbowle sowie Glühmost und Punsch (in Österreich) zum Durchwärmen ausgeschenkt, aber auch andere Getränke wie Weihnachtsbock.
Was zum typischen Angebot von Weihnachtsmärkten gehört, ist umstritten. So vertrat der Bürgermeister der Stadt Wolfratshausen, Helmut Forster, den Standpunkt, Cocktails und Bier hätten auf einem Weihnachtsmarkt nichts zu suchen, als sich der Stadtrat von Wolfratshausen mit Alkoholproblemen auf dem dortigen Christkindlmarkt befasste. Auch sonst wird der hohe und bei manchen Märkten sogar überwiegende Anteil von Essens- und Getränkeangeboten kritisiert, ebenso die Tatsache, dass es sich bei vielen als weihnachtliches Kunsthandwerk angebotenen Artikeln in Wirklichkeit um industrielle Massenware handelt. In manchen Orten wird auch die exklusive Vergabe des gesamten Marktes an einen Veranstalter kritisch gesehen, der dann monopolartig die Auswahl und Zusammensetzung der Marktteilnehmer bestimmt. Andererseits wird angeführt, dass die Organisation eines solchen Marktes ein finanzielles Risiko darstelle und letztlich auch die Nachfrage das Angebot bestimme.
Regelmäßig gibt es auf einem Weihnachtsmarkt Verkaufsstände für Weihnachtsartikel oder Schmuck für den Christbaum, wie Glaskugeln, Adventssterne, Lametta, oder kunsthandwerkliche Weihnachtsartikel, wie Krippen, erzgebirgische Schwibbögen oder Räucherfiguren. Auf größeren Weihnachtsmärkten werden hauptsächlich Waren von professionellen Marktfahrern angeboten. Es gibt aber auch Märkte, deren Erlös karitativen oder anderen gemeinnützigen Zwecken zufließt und die von Vereinen organisiert werden, die oft auch selbst hergestellte Produkte verkaufen.
Zu den meisten Weihnachtsmärkten gehört zudem ein künstlerisches oder kulturelles Rahmenprogramm. In sogenannten „No-Commerce-Ecken“ können soziale Einrichtungen, Kindergärten und Kinder- und Erwachsenenchöre sowie Musikgruppen mit weihnachtlichen Konzerten oder einem Krippenspiel auftreten. Für die Kinder erscheint der Nikolaus mit seinen Helfern, oder der Weihnachtsmann bzw. das Christkind teilen kleine Geschenke aus. Mancherorts werden Fahrten mit Pferdekutschen angeboten. Gelegentlich werden Weihnachtskrippen oder andere Figurengruppen aufgestellt (z. B. Szenen aus Märchen). Auf manchen Weihnachtsmärkten werden auch lebende Krippen inszeniert, mit echten Schafen, Eseln und Ziegen. Mitunter sind auch Dromedare oder Trampeltiere als Reittiere der Heiligen Drei Könige Teil dieser Krippen. Seinen besonderen Reiz erlangt der Weihnachtsmarkt meist durch einen großen Weihnachtsbaum und die festliche Beleuchtung, die im Kontrast zur früh einsetzenden Dunkelheit stehen.

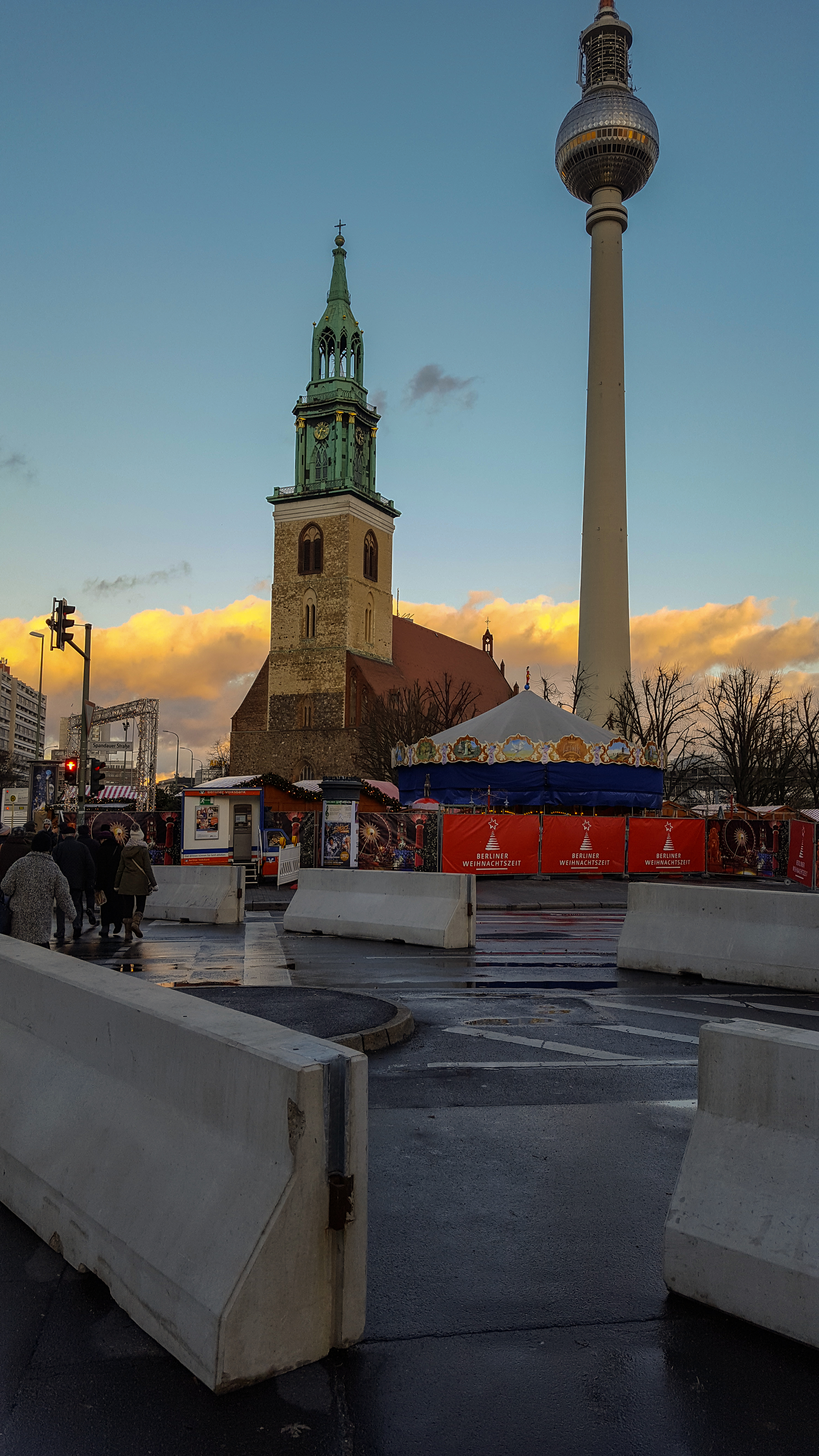
Weihnachtsmarkt unter dem Berliner Fernsehturm mit Betonbarrieren, 26. Dezember 2016

Manche Weihnachtsmärkte finden außerhalb von Ortszentren statt, etwa auf Burgen, Schlössern, in Guts- oder Klosterhöfen oder Freilandmuseen, in Porta Westfalica auch in einem Besucherbergwerk oder in Saalfeld innerhalb und außerhalb der Feengrotten. Bei manchen Weihnachtsmärkten wird Eintrittsgeld erhoben. Teilweise soll damit starker Besuch gesteuert werden.

## Wandel des Erscheinungsbildes durch externe Ereignisse

### Bedrohung durch terroristische Anschläge
Infolge des Anschlags auf den Weihnachtsmarkt bei der Kaiser-Wilhelm-Gedächtniskirche in Berlin am 19. Dezember 2016 wurden die Sicherheitsvorkehrungen bei vielen deutschen Weihnachtsmärkten verschärft. Massive Poller zur Lkw-Abwehr und sichtbar patrouillierende Polizisten werden seitdem vermehrt eingesetzt.
Am 11. Dezember 2018 forderte ein Terroranschlag auf einen Weihnachtsmarkt in Straßburg fünf Todesopfer. Ein Jahr später rügte der Schwarzwälder Bote, dass auf dem Straßburger Weihnachtsmarkt 2019 nichts an den Anschlag erinnere, während auf der Treppe des Breitscheidplatzes in Berlin die Namen der Opfer zu lesen seien. Alles sehe in Straßburg auf den ersten Blick so aus wie vor dem 11. Dezember 2018.
Österreichische Medien berichteten darüber, dass im Dezember 2019 weitere Anschläge auf Weihnachtsmärkte in Europa geplant gewesen seien.
Bereits Ende November 2016 hatte es in Ludwigshafen einen Attentatsversuch auf den dortigen Weihnachtsmarkt gegeben.
Am Abend des 20. Dezember 2024 fuhr, trotz Zugangsblockaden rund um das Gelände, ein PKW etwa 400 Meter durch die Menschenmenge auf dem Magdeburger Weihnachtsmarkt. Mindestens fünf Menschen starben bei dem Anschlag, darunter ein Kleinkind, über 200 Personen wurden verletzt, teils schwer. Der Amokfahrer, ein 50-jähriger Arzt, wurde noch vor Ort von der Polizei festgenommen.

### Einschränkungen durch die COVID-19-Pandemie

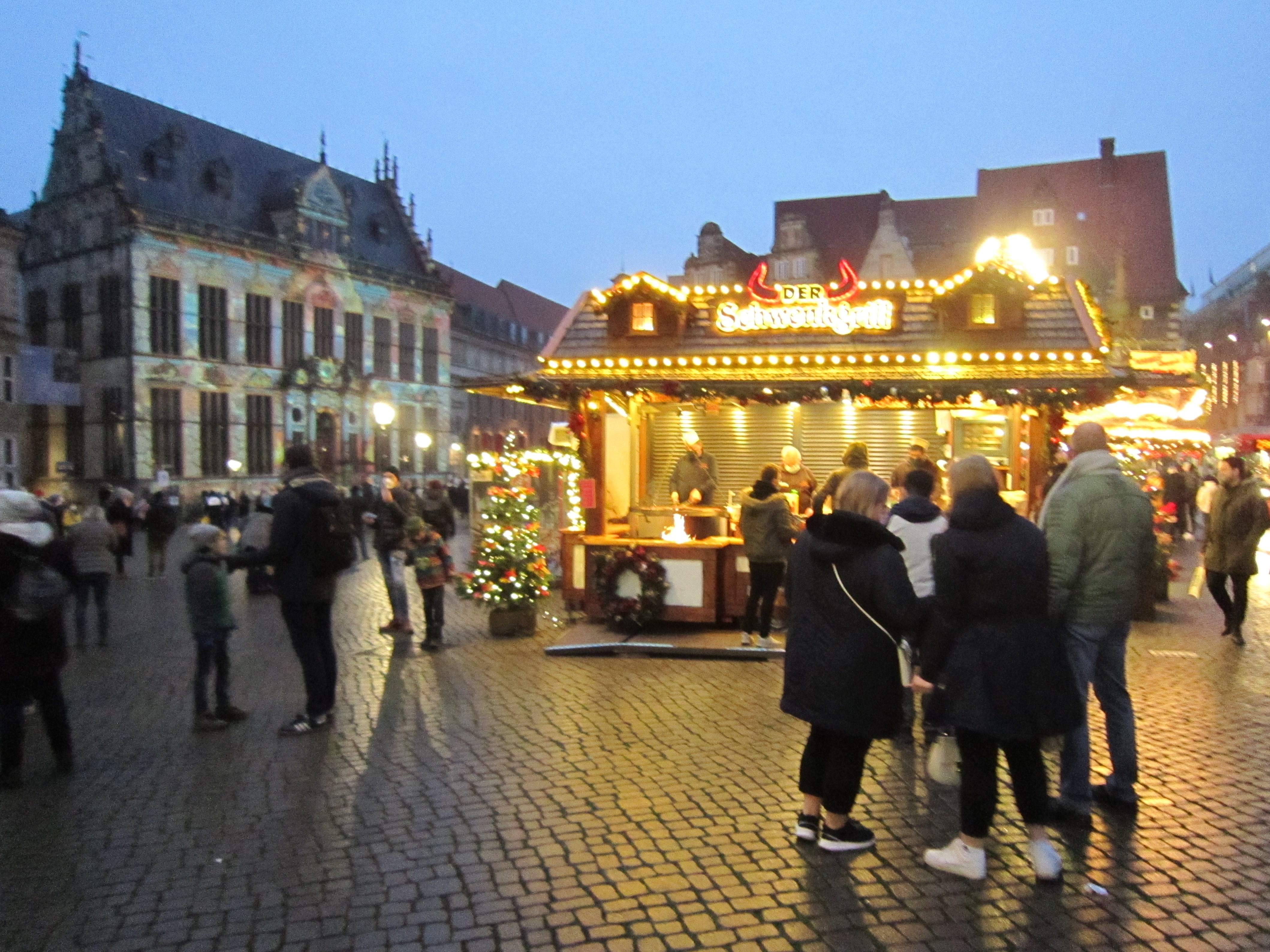
Umsetzung der Initiative „Bremen neu“ auf dem Bremer Marktplatz im Advent 2020

#### 2020
Im Kontext der COVID-19-Pandemie in Deutschland beschlossen Bundeskanzlerin Angela Merkel und die Regierungschefs der Länder am 15. April 2020, dass in Deutschland bis zum 31. August 2020 alle Großveranstaltungen verboten sein sollten. Diese Frist wurde am 27. August 2020 für diejenigen Großveranstaltungen bis zum 31. Dezember verlängert, bei denen eine Kontaktverfolgung und die Einhaltung von Hygieneregeln nicht möglich sind. Diese Charakterisierung trifft auf die meisten traditionellen Weihnachtsmärkte zu.
Bereits am 28. August 2020 wurden daher die großen Kölner Weihnachtsmärkte von den Veranstaltern abgesagt. Andere Städte versuchten, die Bedingungen zu erfüllen, unter denen Weihnachtsmärkte nach der bis Ende Oktober 2020 gültigen Rechtslage doch durchgeführt werden durften. So war beispielsweise bis zum 23. Oktober 2020 geplant, den Cranger Weihnachtszauber in Herne auf dem Cranger Kirmesplatz stattfinden zu lassen, um so alle Auflagen nach dem Vorbild von Pop-up-Freizeitparks erfüllen zu können.
Der am 27. Oktober 2020 von der Bundeskanzlerin und den Regierungschefs der Länder beschlossene „Lockdown light“ bis zum 30. November 2020 führte zur Aufgabe der meisten solcher Pläne; zuversichtlichere Planungen wurden durch den Start des „harten“ Lockdowns ab 16. Dezember 2020 gegenstandslos.
In einigen Städten und Gemeinden fanden 2020 Advents- oder Weihnachtsmärkte in eingeschränkter Form statt. Einzelne Hütten waren weitläufiger in Innenstädten oder an geeigneten Orten platziert, in denen weihnachtlicher Schmuck, Textilien, Spielwaren und abgepackte Lebensmittel und Süßigkeiten verkauft wurden. Eine Zubereitung und Abgabe von Speisen und Getränken in den Hütten sowie der Verkauf von Alkohol waren nicht erlaubt. Nach Ansicht einiger Kommunalpolitiker und Gewerbetreibender sollte in der Vorweihnachtszeit „ihre“ „Innenstadt […] mit einem Aktionsprogramm gefördert [werden], um die Frequenz in der City durch Maßnahmen zur Steigerung der Aufenthaltsqualität kurzfristig deutlich zu erhöhen.“ Ein entsprechendes Konzept wurde beispielsweise von der Stadt Bremen entwickelt. Diese Absicht stand in einem Zielkonflikt mit der Vorgabe, Kontakte während der COVID-19-Pandemie zu minimieren.

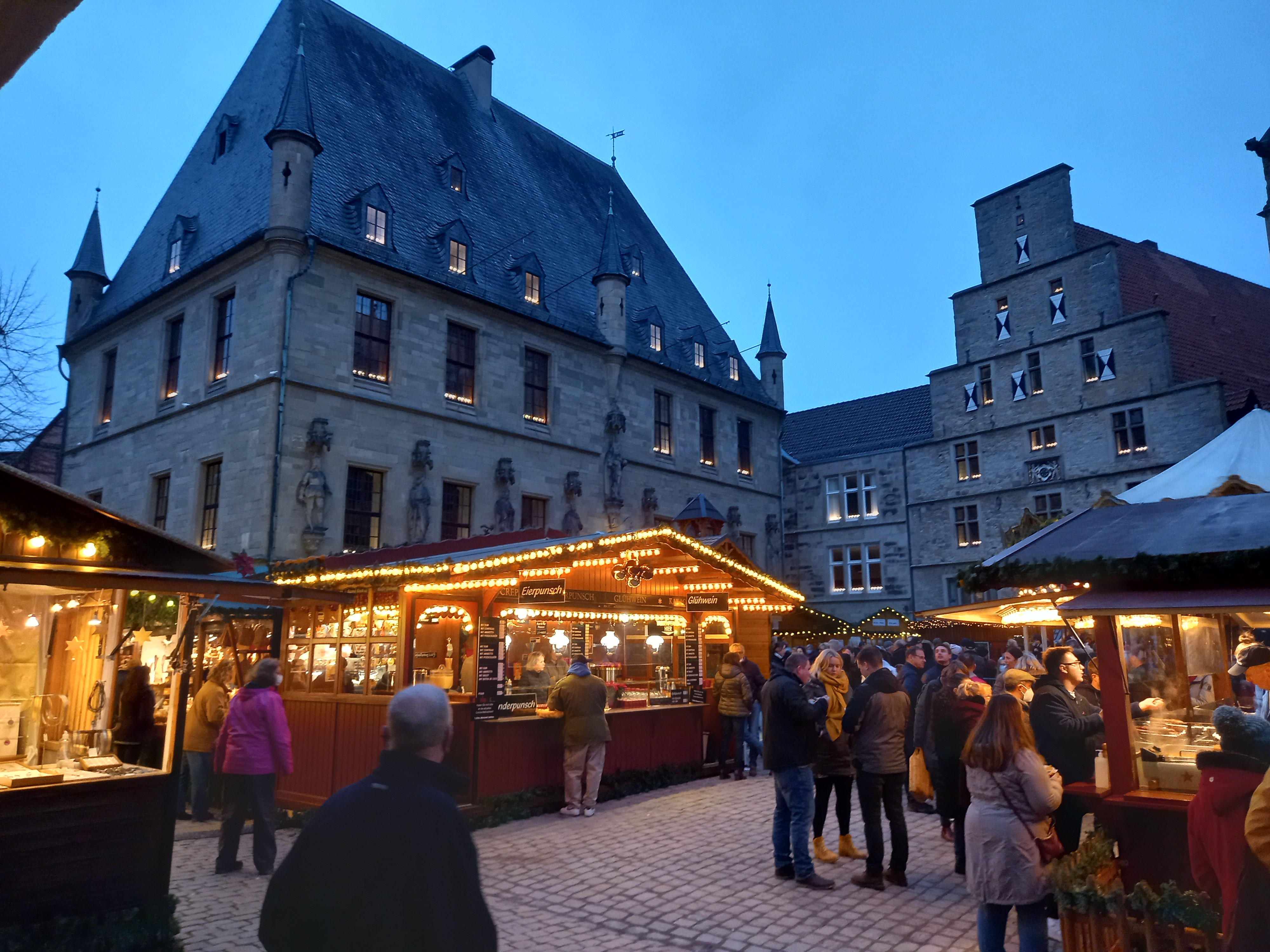
Weihnachtsmarkt Osnabrück am 20. November 2021. Es gab eine 3G-Regelung für Flaneure und eine 2G-Regelung für Konsumenten von Getränken und Speisen, aber noch keine Pflicht zum Tragen von Atemschutzmasken. Die „digitale Ampel“ musste an diesem Tag nicht auf Gelb oder Rot geschaltet werden.

#### 2021

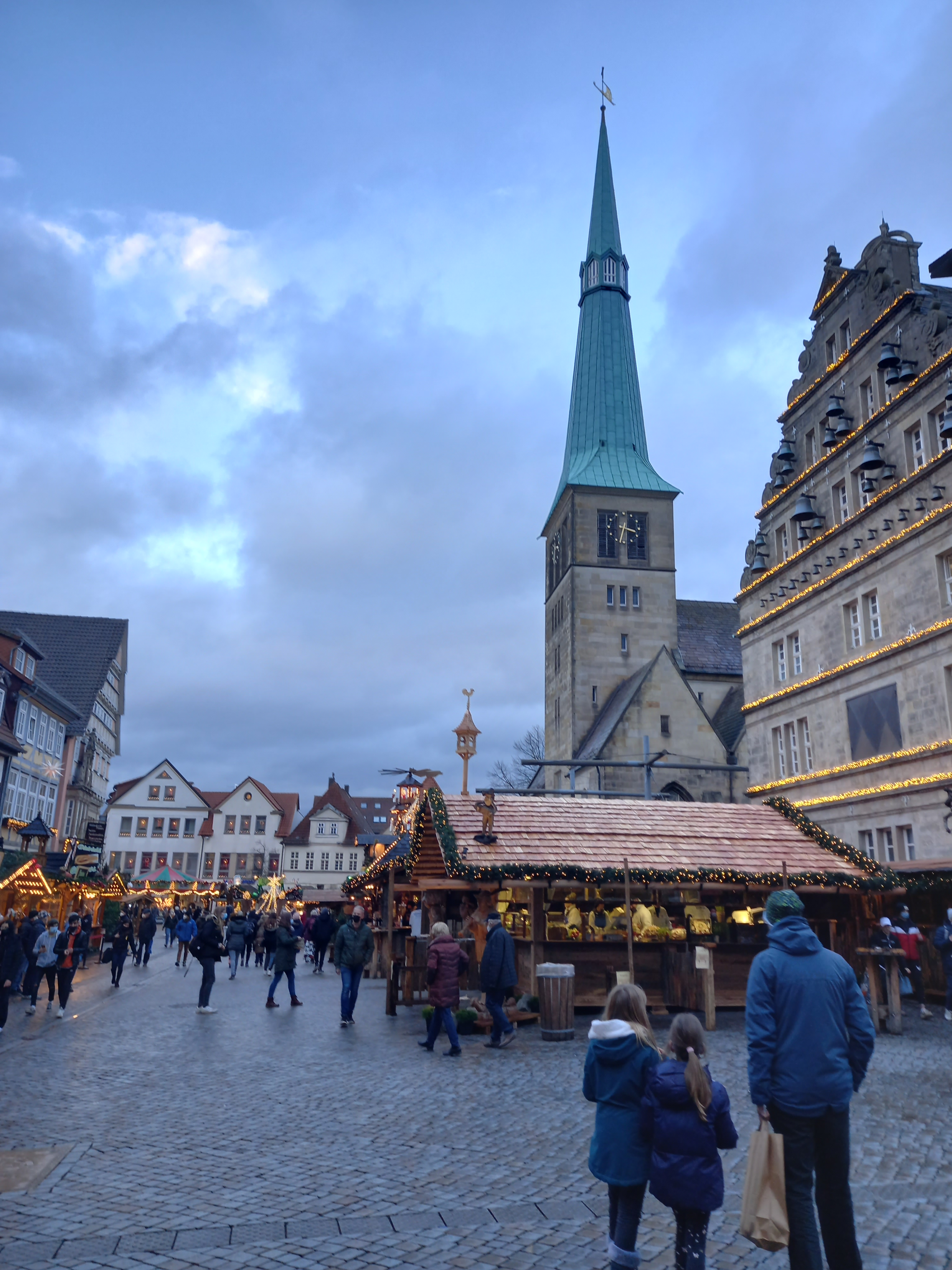
Tag 1 der Geltung der 2G plus-Regelung auf dem Weihnachtsmarkt Hameln (1. Dezember 2021)

Im Jahr 2021 hatten alle Einwohner, die mindestens zwölf Jahre alt waren, bis Mitte November die Möglichkeit, sich vollständig gegen SARS-CoV-2 impfen zu lassen. Während des Sommers 2021 wurde es zumindest diesen Gruppen nach und nach möglich gemacht, alle seit Beginn der Pandemie ausgefallenen Dienstleistungsangebote in Form von Präsenzveranstaltungen wieder wahrzunehmen (vor allem im Rahmen von 3G-Regelungen).
Nach dem Anstieg der 7-Tage-Inzidenz ab Oktober 2021 wurden Stimmen lauter, die die Verantwortbarkeit von Weihnachtsmärkten im Jahr 2021 in Frage stellten. Besonders stark war der Anstieg der Inzidenz in der Südosthälfte Deutschlands. Daher wurden in Bayern, Sachsen, Thüringen und Brandenburg alle Weihnachtsmärkte durch die jeweilige Landesregierung abgesagt. Einige Weihnachtsmärkte in den betroffenen Ländern waren nur wenige Tage bzw. nur einen Tag lang geöffnet. In anderen Ländern entschieden sich Kommunen, ihre Weihnachtsmärkte nicht stattfinden zu lassen oder abzubrechen, und zwar teilweise ebenfalls nach nur wenigen Öffnungstagen. In vielen Städten, in denen Weihnachtsmärkte mehr als nur wenige Tage geöffnet blieben, wurden im Verlauf der Vorweihnachtszeit Regeln verschärft: Eine Pflicht zum Tragen von Atemmasken wurde Besuchern auferlegt, und statt einer 3G-Regelung wurde eine 2G-Regelung verfügt. Nach der Einführung landesweit gültiger 2G plus-Regelungen für Weihnachtsmarktbesucher (mit der Pflicht für Geimpfte, sich vor dem Besuch eines Weihnachtsmarkts auf COVID-19 testen zu lassen), wurden Weihnachtsmärkte auf Initiative von Schaustellern geschlossen, die weiteren Verlusten aufgrund stark gesunkener Besucherzahlen vorbeugen wollten.
Der Vorsitzende des Weltärztebundes Frank Ulrich Montgomery plädierte am 27. November 2021 dafür, die Weihnachtsmärkte bundesweit zu schließen. Dagegen wiesen Aerosolforscher auf eine Studie aus Irland vom April 2021 hin, der zufolge von 232.164 Infektionen mit SARS-CoV-2 nur 232 eindeutig auf eine Übertragung im Freien hätten zurückgeführt werden können. Auch in Deutschland würden sich erheblich mehr Menschen in (zumal schlecht gelüfteten) Innenräumen infizieren als im Freien. Zu befürchten sei, dass sich Gruppen, die sich auf einem Weihnachtsmarkt treffen wollen, nach dessen Schließung stattdessen in Privatwohnungen begäben, wo ihre Gefährdung deutlich höher sei als auf dem Weihnachtsmarkt.

## Liste von Weihnachtsmärkten

### Bedeutende Weihnachtsmärkte in Deutschland
Nach Angaben des Deutschen Schaustellerbundes fanden 2017 in Deutschland mehr als 2500 Weihnachtsmärkte statt, davon 1500 größere Märkte.
In diesem Abschnitt sind nach Bundesländern sortiert Märkte in Deutschland aufgeführt, deren Ursprünge vor das Jahr 1500 zurückreichen oder die aus mindestens 200 Ständen bestehen bzw. von mehr als 1,5 Mio. Gästen pro Jahr besucht werden. In den Bundesländern Brandenburg, Rheinland-Pfalz, Saarland und Schleswig-Holstein gibt es keine Märkte, die diesen willkürlichen Kriterien entsprechen.

#### Baden-Württemberg

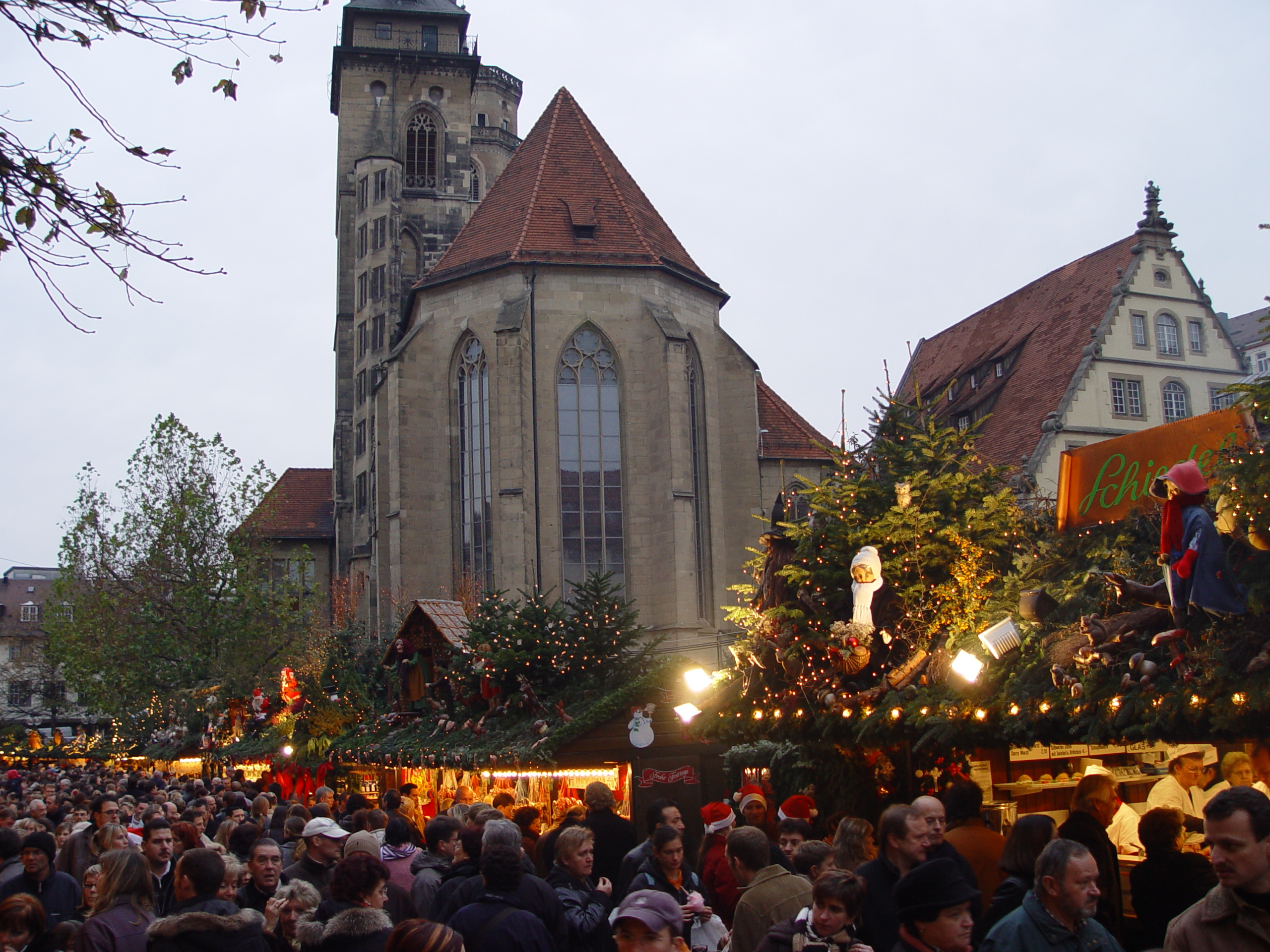
Stuttgarter Weihnachtsmarkt bei der Stiftskirche

##### Stuttgart
Der Stuttgarter Weihnachtsmarkt gehört mit 280 Ständen und rund 4 Millionen Besuchern (Stand 23. Dezember 2011) zu den großen Weihnachtsmärkten in Deutschland.
Der Markt findet auf dem Schloßplatz (u. a. Märchenland für Kinder und Schlittschuhbahn) und den angrenzenden historischen Plätzen und Straßen im Stadtzentrum statt, darunter die Kirchstraße und die Hirschstraße, der Schillerplatz, der Karlsplatz (u. a. finnisches Weihnachtsdorf und Weihnachts-Sammler-Antikmarkt) und der Marktplatz. Er wird alljährlich am letzten Donnerstag im November im Renaissance-Innenhof des Stuttgarter Alten Schlosses eröffnet.

#### Bayern

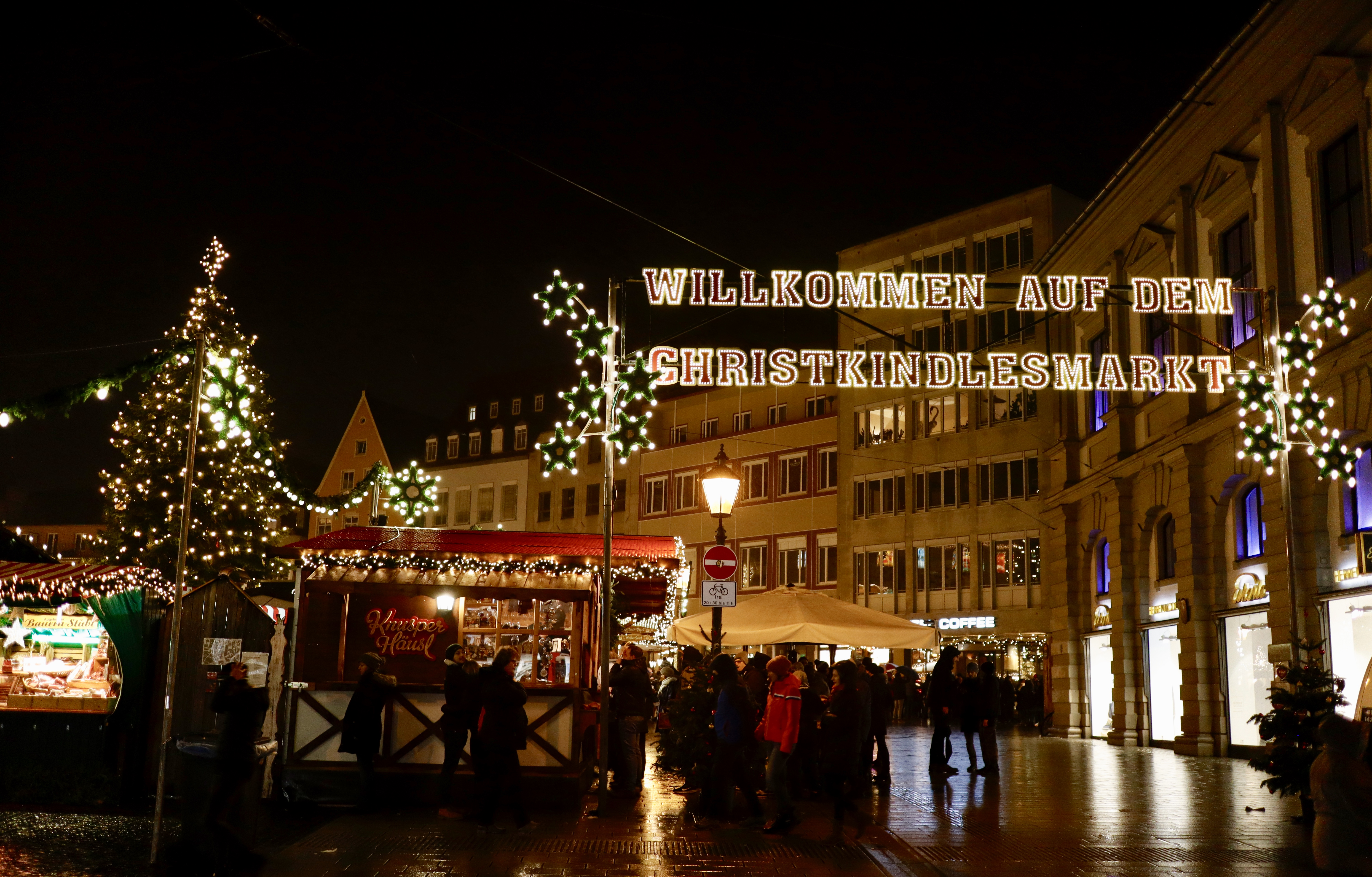
Augsburger Christkindlesmarkt

##### Augsburg

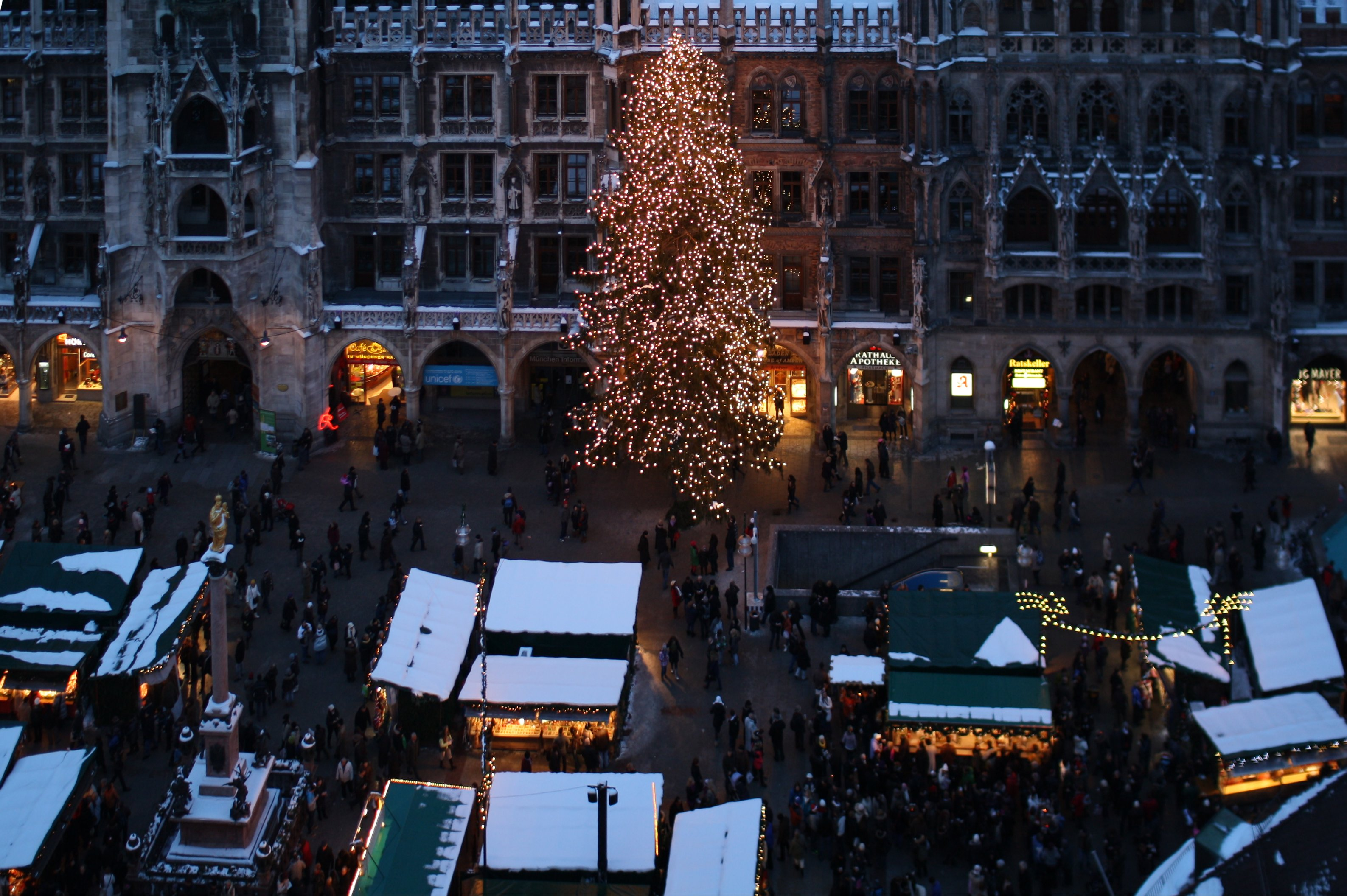
Christkindlmarkt am Marienplatz von St. Peter gesehen

Der Augsburger Christkindlesmarkt hat seinen Ursprung im 1498 erstmals urkundlich erwähnten Lebzeltermarkt. Neben dem Christkindlesmarkt auf dem Rathausplatz gibt es in der Stadt noch weitere kleinere Märkte, z. B. vor dem Hauptbahnhof oder dem Martin-Luther-Platz. Berühmt ist der Christkindlesmarkt vor allem durch das Engelesspiel.

##### München
Christkindlmärkte lassen sich in der Vorweihnachtszeit in vielen Stadtteilen und Landkreisgemeinden finden. Im Jahr 1310 wurde in München ein Nikolausmarkt erstmals urkundlich erwähnt. Neben dem umfangreichen musikalisch-kulturellen Begleitprogramm gehört zu seinen Attraktionen der fast 30 Meter hohe Christbaum vor dem Rathaus mit rund 2.500 Lichtern, der jedes Jahr von einer anderen Ortschaft aus dem In- oder Ausland (Österreich, Italien) den Münchner Bürgern gespendet wird. Der Markt hat üblicherweise vom Freitag vor dem 1. Adventssonntag bis zum Heiligen Abend täglich geöffnet.
Eine Besonderheit stellt der Kripperlmarkt dar. Er befand sich bis 2011 wenige Meter abseits von der Fußgängerzone am Rindermarkt. Seit 2012 liegt er wieder am historischen Ursprungsort in der direkten räumlichen Nachbarschaft zum Christkindlmarkt in der Fußgängerzone zwischen Stachus und Marienplatz um den Richard-Strauss-Brunnen. Dort werden handgeschnitzte und industriell gefertigte Krippenfiguren in verschiedenen Größen, Materialien und Formen, fertige Weihnachtskrippen, vielfältiges Zubehör für Bastler sowie weihnachtliche Leckereien wie Glühwein, Bratwürste, Obst sowie Süßwaren angeboten. Die Verkaufsstände sind um den Richard-Strauss-Brunnen und vor der St.-Michael-Kirche angeordnet.
Seit 1972 im Zusammenhang mit den Olympischen Spielen die Münchner Fußgängerzone gestaltet wurde, findet ein Christkindlmarkt am heutigen Standort vor dem Neuen Rathaus und entlang der Neuhauser Straße statt. Während dieses Christkindlmarkts kann im Innenhof des Neuen Rathauses die altbairische Münchner Stadtkrippe besichtigt werden.
Ebenfalls erwähnenswert sind die alljährlich stattfindenden größeren Weihnachtsmärkte am Chinesischen Turm im Englischen Garten, am Sendlinger Tor sowie an der Münchner Freiheit. Auf letzterem wird neben Gastronomieständen ausschließlich modernes Kunsthandwerk von Bildhauerei in Holz, Keramik und Stein, Buchbinderkunst, Druckgrafik, Metallbearbeitung bis Goldschmiedewerke angeboten. Nahe beim Sendlinger Tor findet seit 2005 Pink Christmas statt, der seit 2005 am längsten bestehende queere Weihnachtsmarkt, auf dem 2018 das erste Mal auch in jüdischer Tradition „Pink Chanukka“ gefeiert wurde.

##### Nürnberg
Auch in Nürnberg finden sich in der Vorweihnachtszeit in mehreren Stadtteilen sogenannte Advents-, Weihnachts- oder Wintermärkte. Einer der bekanntesten der Welt und zugleich der größte der Stadt ist der Nürnberger Christkindlesmarkt. Er findet in der Altstadt von Nürnberg auf dem Hauptmarkt und den angrenzenden Straßen und Plätzen statt. Er entwickelte sich aus einem Wochenmarkt. Erste Nachweise finden sich aus dem Jahre 1628. Der Name „Christkendleinsmarck“ ist spätestens durch eine Stadtgeschichte aus dem Jahr 1697 dokumentiert.
Auf dem Markt befinden sich alljährlich über 180 Verkaufsbuden. Mit etwa zweieinhalb Millionen Besuchern jährlich zählt er zu den größten Weihnachtsmärkten Deutschlands. Eröffnet wird der Markt jeweils am Freitag vor dem ersten Advent. Der letzte Tag ist der 24. Dezember, sofern der Heilige Abend nicht auf einen Sonntag fällt.
Neben den kleineren Märkten, die zumeist von den Gemeinden der jeweiligen Stadtteilkirchen organisiert werden und nur an Wochenenden stattfinden, stellen der Gostenhofer Adventsmarkt am Veit-Stoß-Platz und das Weihnachtsdorf im Handwerkerhof die gesamte Adventszeit geöffnete, größere Märkte dar.

#### Berlin
Seit dem beginnenden 16. Jahrhundert gibt es in der deutschen Hauptstadt Weihnachtsmärkte. Sie haben sich im Lauf der Zeit außer in Alt-Berlin auch in den bis 1920 selbstständigen Gemeinden wie Charlottenburg, Friedrichshain oder Spandau entwickelt. Aufgrund eines fehlenden gewachsenen Stadtzentrums finden die Advents- und Weihnachtsmärkte weiterhin dezentral statt, einige gehören zu den besucherstärksten in Deutschland. Mit Unterbrechungen durch die Weltkriege des 20. Jahrhunderts und die Teilung der Stadt entwickelten sich die Weihnachtsmärkte zu einem Besuchermagnet in fast allen Berliner Bezirken. Im Jahre 2008 wurden 45 Märkte angegeben, von denen etwa ein Dutzend über mehrere Wochen in der Adventszeit abgehalten werden, 2017 sollten es nach Angaben der Berliner Stadtwerbung visitberlin.de über 50, nach anderen Angaben rund 80 werden.
Auf den Weihnachtsmarkt am Breitscheidplatz in Charlottenburg wurde am 19. Dezember 2016 ein Anschlag durch einen islamistischen Terroristen verübt, der einen LKW auf das Gelände des Weihnachtsmarktes lenkte. Bei dem Anschlag kamen 12 Menschen ums Leben, 55 wurden zum Teil schwer verletzt.

#### Bremen
Der Weihnachtsmarkt in der Innenstadt hat rund 200 Stände. Auf dem Bremer Marktplatz, rund um den Bremer Roland, sowie auf dem Domshof sind Stände, Buden und Fahrgeschäfte vertreten. Ein historisierender maritimer Markt namens „Schlachte Winterzauber“ wird auf der Weserpromenade Schlachte abgehalten, der Bereich wird dort mit spezieller blauer Beleuchtung ausgestattet. Die Eröffnung findet 30 Tage vor dem 24. Dezember statt.

#### Hamburg

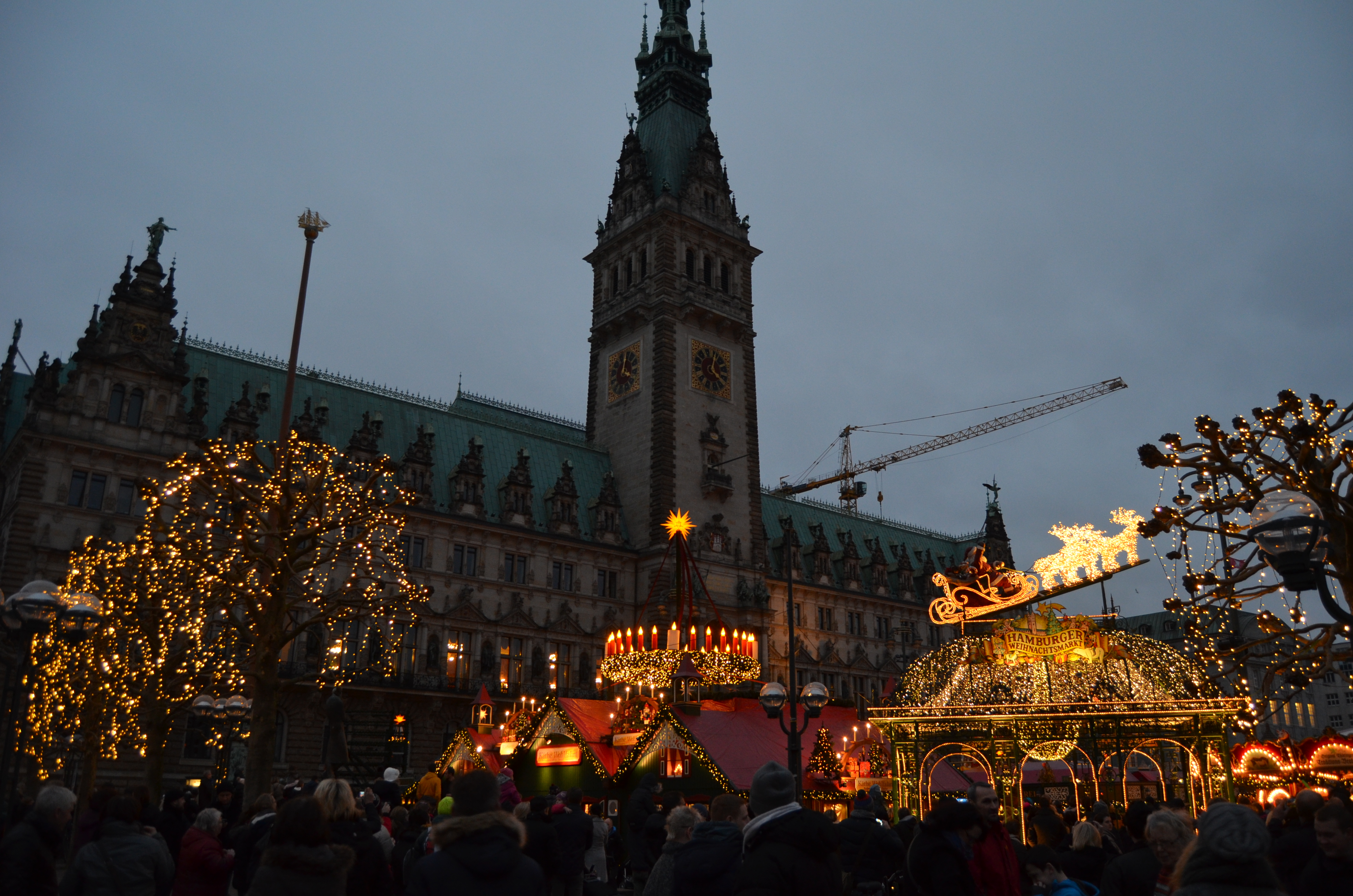
Weihnachtsmarkt vor dem Hamburger Rathaus

In Hamburg wird eine Vielzahl von Weihnachtsmärkten veranstaltet, von denen sich einige im Stadtzentrum konzentrieren, während andere in der gesamten Stadt verteilt stattfinden. Der größte und traditionsreichste Weihnachtsmarkt Hamburgs befindet sich vor dem Rathaus der Hansestadt.

#### Hessen

##### Darmstadt
Der Darmstädter Weihnachtsmarkt besteht seit 1947 und erstreckt sich vom Marktplatz (mit Weihnachtspyramide auf dem Marktbrunnen) über den Ernst-Ludwigs-Platz und den Friedensplatz (dort mit großer Weihnachtskrippe und dem schwul-lesbischen „vielbunten Weihnachtsmarkt“.) bis zum Luisenplatz. Die Kulisse bilden das Alte Rathaus, das Kaufhaus Henschel und das Residenzschloss. Seit Ende der 1980er-Jahre findet er unter Beteiligung aus den Darmstädter Partnerstädten Gyönk, Liepāja, Płock, Saanen-Gstaad, Szeged und Uschhorod statt. Auf dem Friedensplatz ist ein Kunsthandwerkermarkt angegliedert. Weihnachtsmärkte gibt es auch in den Stadtteilen Arheilgen, Bessungen, Eberstadt, Kranichstein und Wixhausen.

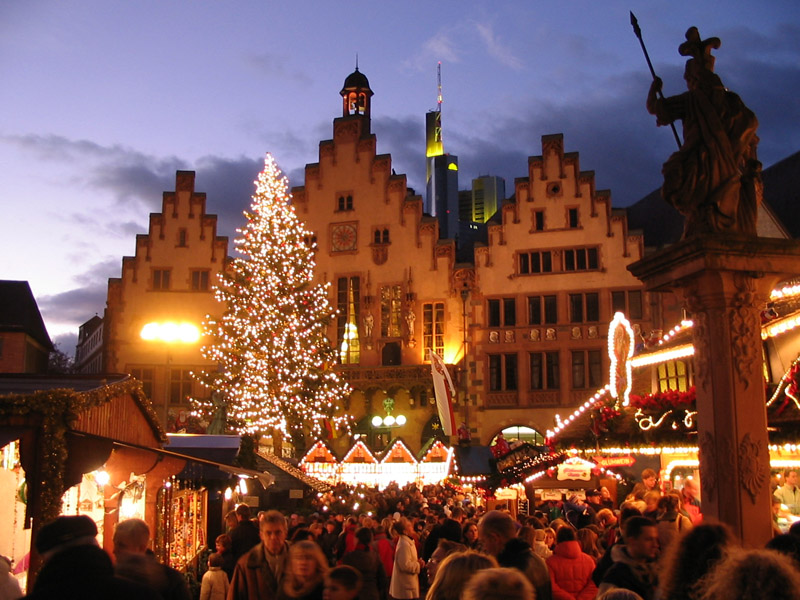
Frankfurter Weihnachtsmarkt auf dem Römerberg

##### Frankfurt am Main
Der Frankfurter Weihnachtsmarkt wurde erstmals 1393 urkundlich erwähnt. Er besteht aus über 200 Ständen zwischen Hauptwache und Mainkai, hauptsächlich in der Altstadt auf dem Römerberg, dem Paulsplatz und der Neuen Kräme. Mit rund drei Millionen Besuchern ist er einer der größten Weihnachtsmärkte in Deutschland.
Seit den 1990er Jahren finden „Frankfurter Weihnachtsmärkte“ auch in Großbritannien statt und ziehen viele Leute an. Der größte Weihnachtsmarkt-Ableger mit über 80 Marktständen und jährlich 3,5 Millionen Besuchern ist in Birmingham, der Partnerstadt Frankfurts.
Der schwul-lesbische „rosa Weihnachtsmarkt“ findet seit 2012 am Friedrich-Stoltze-Platz in der Frankfurter Innenstadt statt.

##### Michelstadt
In Michelstadt findet der Weihnachtsmarkt in der historischen Altstadt statt. Es gibt rund ca. 100 Stände. Eine Besonderheit bilden die lebensechten Holzfiguren, die durch das Berufliche Schulzentrum gefertigt werden, die zwölf Meter hohe Weihnachtspyramide und das besondere Bild mit dem historischen Alten Rathaus als zentralem Gebäude.
Er gehört zu den beliebtesten Weihnachtsmärkten in Hessen und ist auch überregional bekannt. Zeitweise zog der Weihnachtsmarkt bis zu 130 Reisebusse pro Tag an. Der Markt wurde daraufhin vor einigen Jahren verkleinert, wobei es seitdem „ruhiger und beschaulicher“ geworden sei.

#### Mecklenburg-Vorpommern

##### Rostock
Der Rostocker Weihnachtsmarkt gilt als bedeutendster Norddeutschlands und zieht alljährlich zehntausende Touristen aus Schweden und Dänemark an, die mittels spezieller Tages- und Wochenendausflüge der Reiseveranstalter mit den Fähren über die Ostsee nach Rostock kommen. Mit rund 250 Ständen erstreckt sich der Rostocker Weihnachtsmarkt über 3,2 km vom Neuen Markt über den Universitätsplatz zum Kröpeliner Tor bis hinunter zur Fischerbastion, nahe dem Stadthafen. Findet man im Areal der Fischerbastion eher einen Rummel mit seinen vielen Fahrgeschäften vor, geht es auf der restlichen Strecke beschaulicher und traditionell zu. Es befinden sich fast jedes Jahr zwei Bühnen auf dem Uniplatz beziehungsweise dem Neuen Markt. Etwas versteckt neben der Universitätskirche (Kloster zum heiligen Kreuz) befindet sich seit einigen Jahren der historische Weihnachtsmarkt mit seinem mittelalterlichen Flair.

#### Niedersachsen

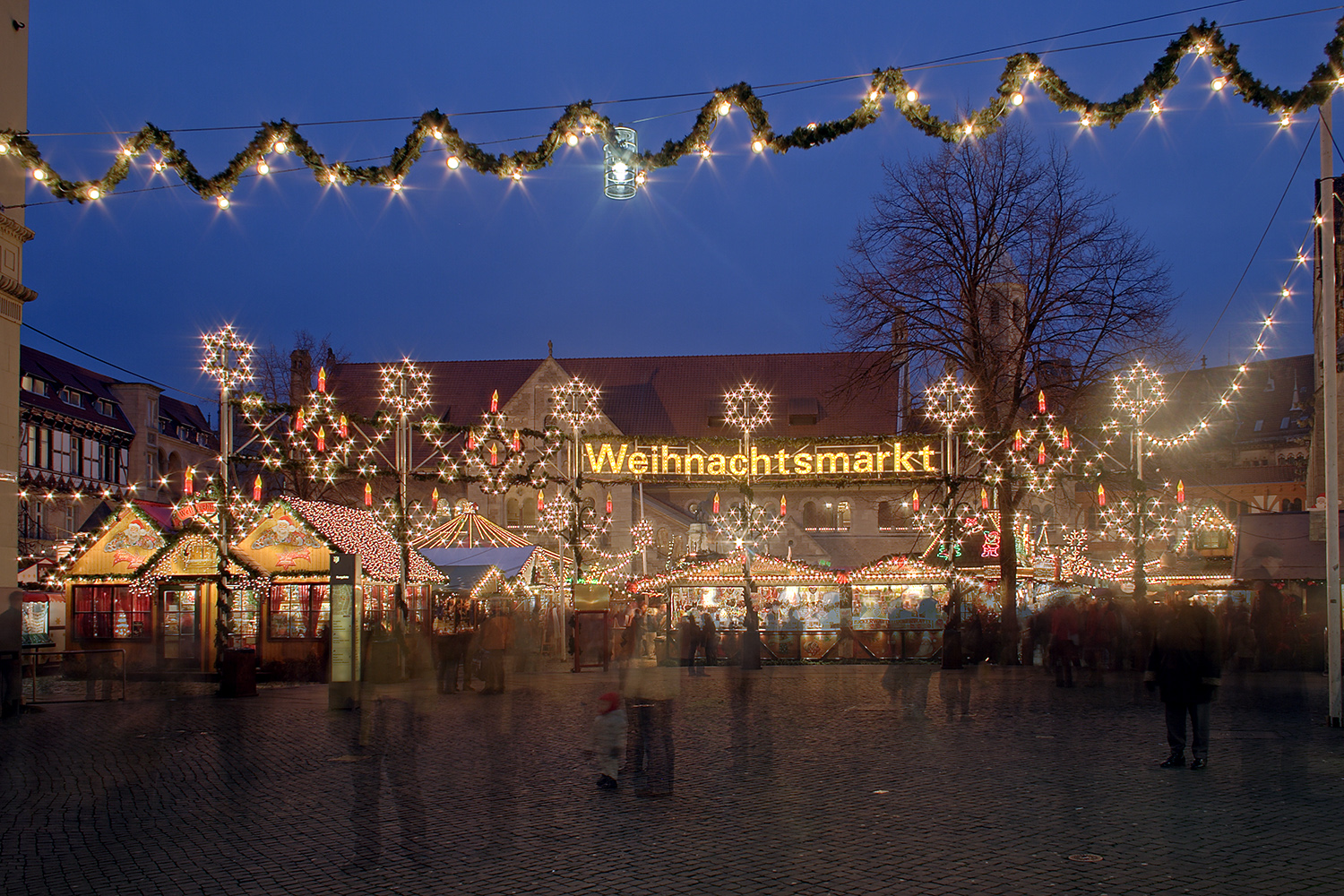
Braunschweiger Weihnachtsmarkt auf dem Burgplatz

##### Braunschweig
Der Weihnachtsmarkt in Braunschweig hat eine über 300-jährige Tradition, deren Ursprünge bis in die Zeit um 1500 zurückreichen. Er findet rund um den Braunschweiger Dom und auf dem Burgplatz statt und wird eingerahmt von einem baulichen Ensemble aus Burg Dankwarderode, dem Huneborstelschen Haus und dem Vieweghaus mit dem Braunschweiger Löwen in seiner Mitte. Die mehr als 140 Buden und Stände ziehen jedes Jahr Hunderttausende an, 2008 kamen etwa 900.000 Besucher.

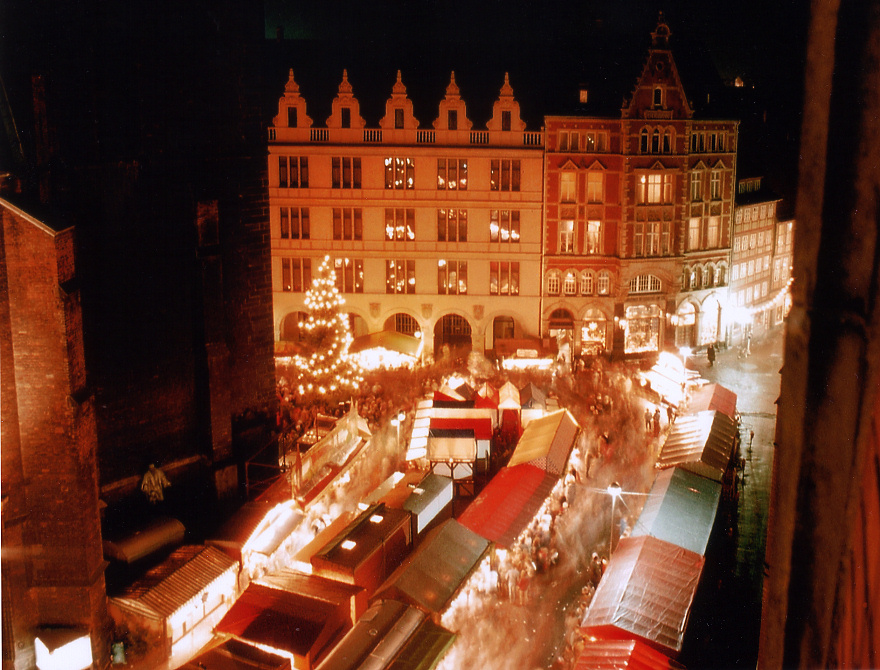
Weihnachtsmarkt Hannover in der Altstadt neben der Marktkirche

##### Hannover
Der Weihnachtsmarkt Hannover an der Marktkirche, 1813 erstmals erwähnt, besteht aus rund 200 Ständen und wird jährlich von etwa 2 Millionen Menschen besucht. Als Besonderheiten gelten das Finnische Weihnachtsdorf, der Wunschbrunnenwald und das historische Weihnachtsdorf mit Mittelalter-Flair. Daneben gibt es während der gesamten Adventszeit auf der Lister Meile den Lister-Meile-Weihnachtsmarkt und vor dem Hauptbahnhof den Weihnachtsmarkt Ernst-August-Platz.

#### Nordrhein-Westfalen

##### Aachen
Der Weihnachtsmarkt in Aachen, ursprünglich Aachener Printenmarkt genannt, findet mit über 120 Ständen rund um den Aachener Dom und das Aachener Rathaus statt. Er lockt jedes Jahr mehr als 1,5 Millionen Menschen nach Aachen.

##### Bad Salzuflen
Der Bad Salzufler Weihnachtstraum ist ein Weihnachtsmarkt in der Innenstadt von Bad Salzuflen in Ostwestfalen-Lippe.

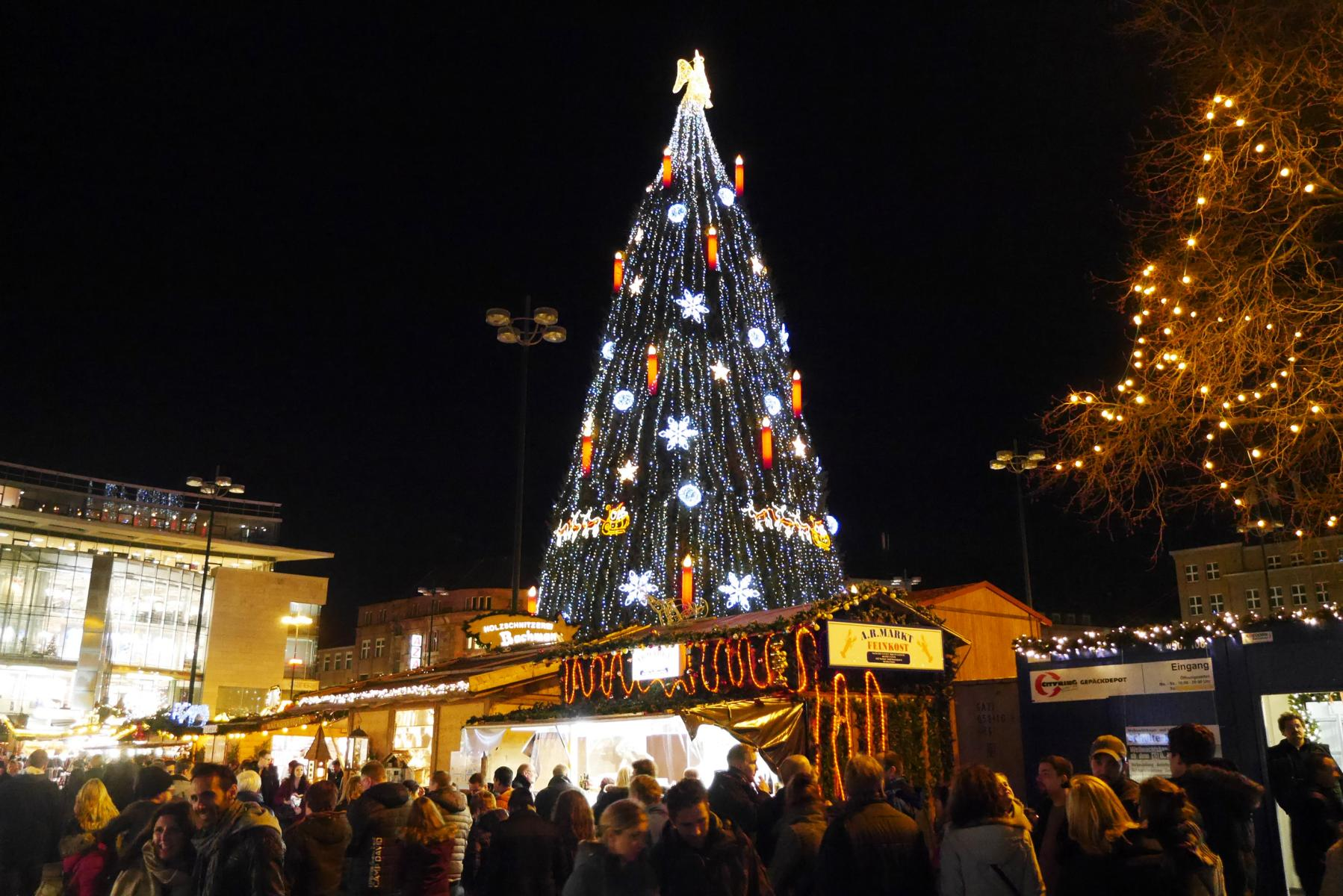
Weihnachtsmarkt in Dortmund mit besonderem Weihnachtsbaum

##### Dortmund

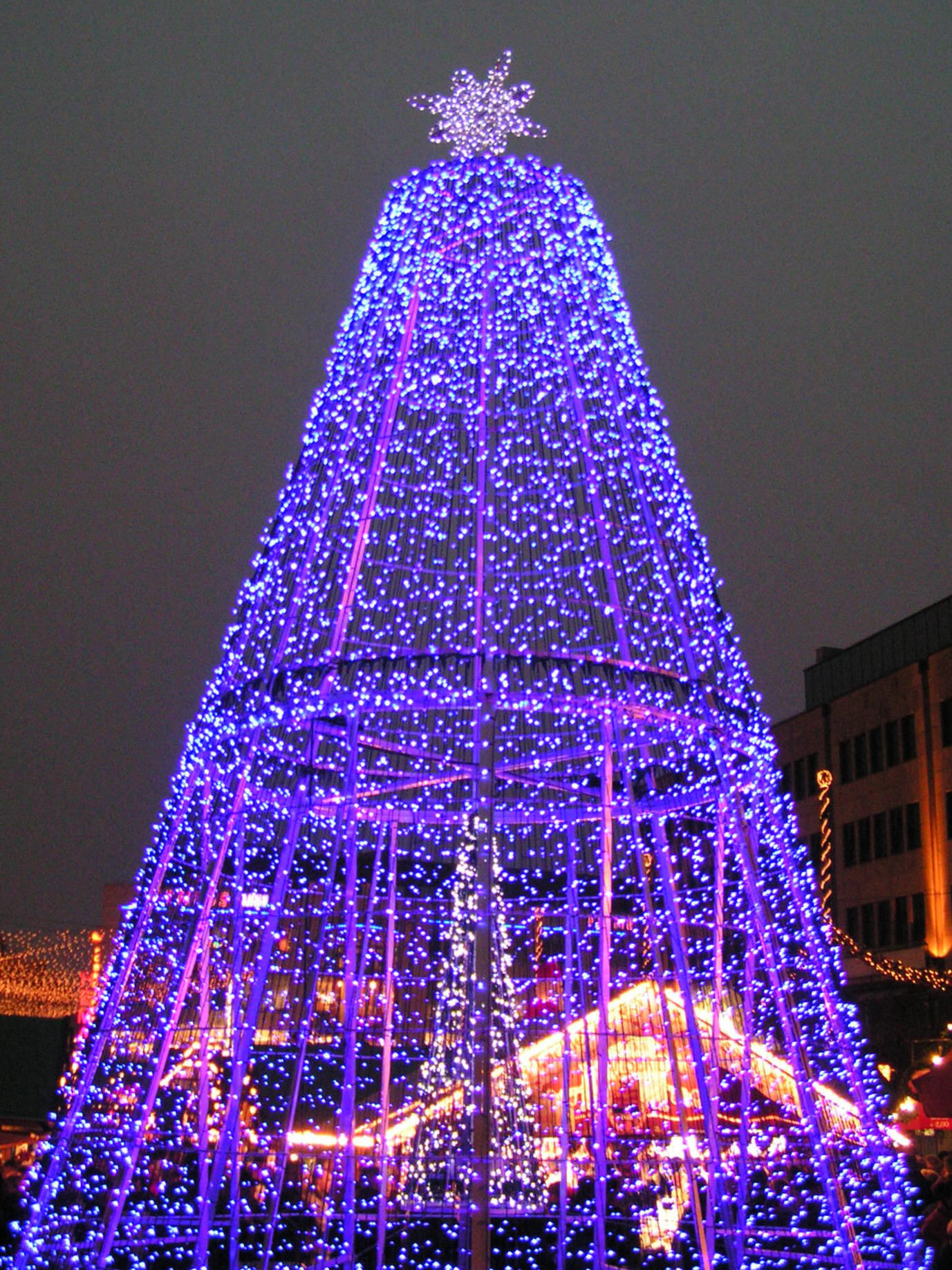
„Blauer Baum“ auf dem Weihnachtsmarkt Essen

Der Dortmunder Weihnachtsmarkt mit über 300 Marktständen lockt jedes Jahr mehr als 3,6 Millionen Besucher nach Dortmund. Die Süddeutsche Zeitung gab 2016 die Zahl der Besucher mit rund zwei Millionen Menschen an. Seit 1997 wird auf dem Hansaplatz ein besonders großer Weihnachtsbaum errichtet: An einem 45 m hohen konisch zulaufenden Stahlgestell werden dabei rund 1700 einzelne Fichten befestigt, so dass sie gemeinsam wie ein sehr großer Baum wirken. Er gilt als der größte Weihnachtsbaum der Welt. Die Kosten für den Weihnachtsbaum werden auf alle Händler umgelegt. Die Firma Mohaba aus Düren produziert jährlich 100.000 Glühweintassen für den Dortmunder Weihnachtsmarkt.

##### Essen
Der Weihnachtsmarkt in Essen erstreckt sich durch die gesamte Innenstadt. Er reicht vom Willy-Brandt-Platz am Hauptbahnhof über die Theaterpassage und den Kennedyplatz bis zur Viehofer Straße. Die 250 Ständen öffnen Ende November. Seine deutschlandweite Einzigartigkeit erhält der Markt durch die leuchtenden Motive der Essener Lichtwochen.

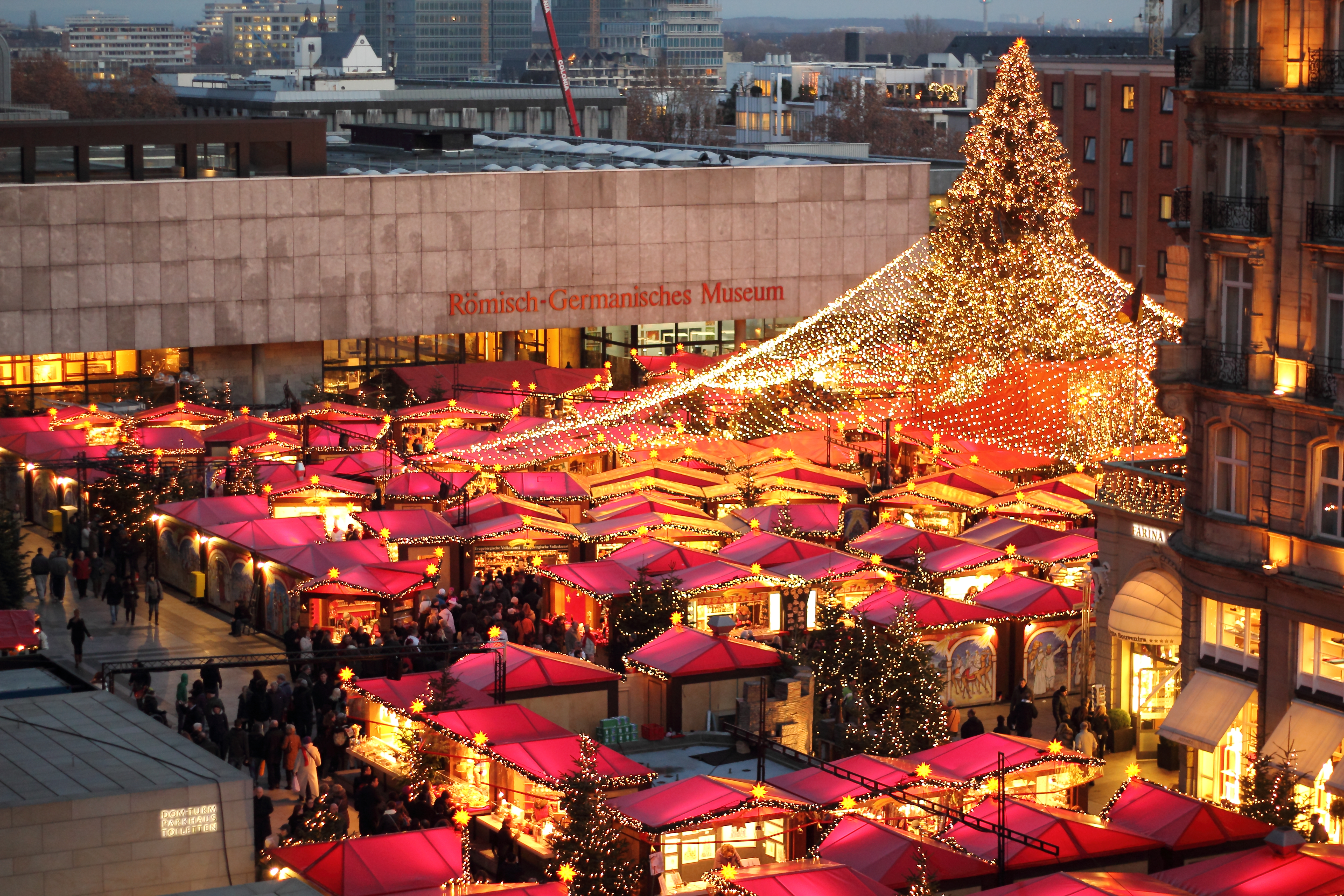
Weihnachtsmarkt auf dem Roncalliplatz am Kölner Dom (2011)

##### Köln
Die Kölner Weihnachtsmärkte führen die Besucherzahlen deutschlandweit an. Unter den Kölner Weihnachtsmärkten ist der Weihnachtsmarkt am Kölner Dom mit seinen ca. fünf Millionen Besuchern der größte. Er erstreckt sich über die Domplatte auf den Roncalliplatz und beherbergt 160 Pavillons mit Angeboten vor allem aus Handwerk und internationaler Gastronomie. Insbesondere ausländische Touristen aus Großbritannien und den Benelux-Ländern reisen hierhin mit Bussen an.
Der Weihnachtsmarkt auf dem Alter Markt beschäftigt sich mit dem Thema der Heinzelmännchen, die mit vielen kleinen Figuren die knapp 100 hölzernen Stände bevölkern. Es gibt unterschiedliche Themengassen, die das Angebot beschreiben; so gibt es beispielsweise eine Handwerkergasse, in der vor Ort produziert und von den Besuchern mitgewirkt wird. Der erste Kölner Weihnachtsmarkt fand am 5. Dezember 1820 als „Nicolai-Markt“ auf dem Alter Markt statt. Auf dem Neumarkt gibt es den Weihnachtsmarkt der Engel.
Weitere Weihnachtsmärkte in Köln sind der auf dem Rudolfplatz, der Hafen-Weihnachtsmarkt am Imhoff-Schokoladenmuseum (bis 2010: Mittelalterlicher Weihnachtsmarkt), der Schiffsweihnachtsmarkt am Rheinufer und der im Stadtgarten. Seit 2012 findet in Köln ein schwul-lesbischer Weihnachtsmarkt in der Kölner Innenstadt statt, bis 2017 unter dem Namen Christmas Avenue, ab 2018 Heavenue – The Gay Christmas Market genannt.
Einen veganen Weihnachtsmarkt gibt es seit 2022 im Klettenbergpark in Köln-Klettenberg. Der „Veihnachtsmarkt“ beschäftigt sich mit den Themen Gesundheit und Nachhaltigkeit und bietet neben veganen Speisen auch Programm für jung und alt.

#### Sachsen

##### Bautzen
Der Bautzener Markt ist ein kleiner Weihnachtsmarkt, dessen Geschichte bis zum Jahr 1384 zurückreicht, als König Wenzel der Stadt das Recht zur Abhaltung eines freien Fleischmarktes, jeweils samstags vom Michaelistag (29. September) bis Weihnachten verlieh. Er ist damit einer der ältesten Weihnachtsmärkte im deutschen Sprachraum. Seit 2009 heißt der Bautzener Weihnachtsmarkt offiziell Wenzelsmarkt.

##### Chemnitz
Ende November wird rund um das Chemnitzer Rathaus mit über 200 Ständen der Chemnitzer Weihnachtsmarkt eröffnet. Sowohl auf dem Neumarkt als auch auf dem Rosenhof finden sich Stände mit erzgebirgischem Kunstgewerbe und lokalen Gerichten sowie Fahrgeschäfte. Als Höhepunkte gelten jedes Jahr der Mittelaltermarkt, die regelmäßigen Rathaus- und Turmführungen mit dem Chemnitzer Türmer, ein Bühnenprogramm und die traditionell als Auftakt stattfindende Bergparade mit etwa 900 Teilnehmern.

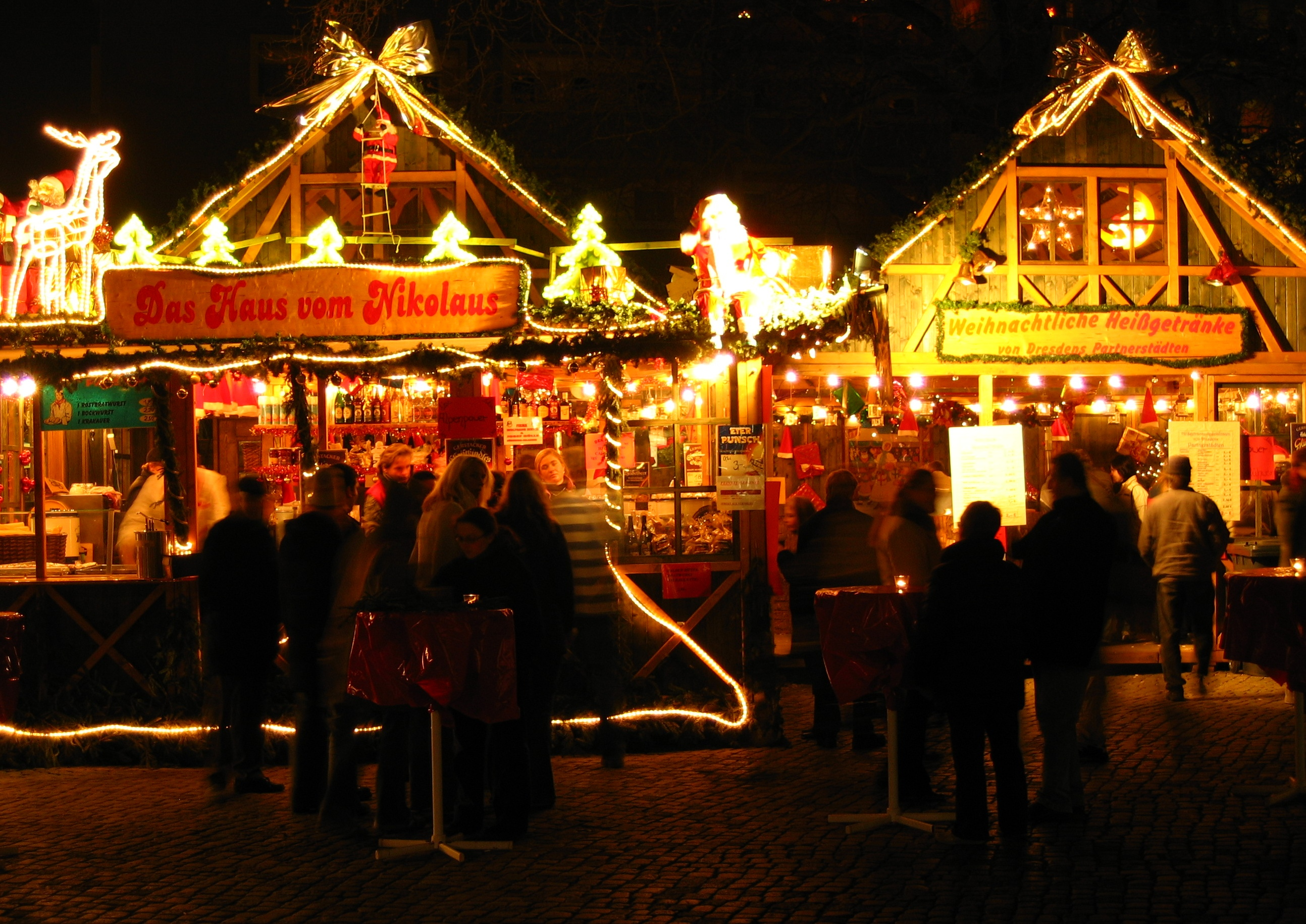
Dresdner Striezelmarkt

##### Dresden

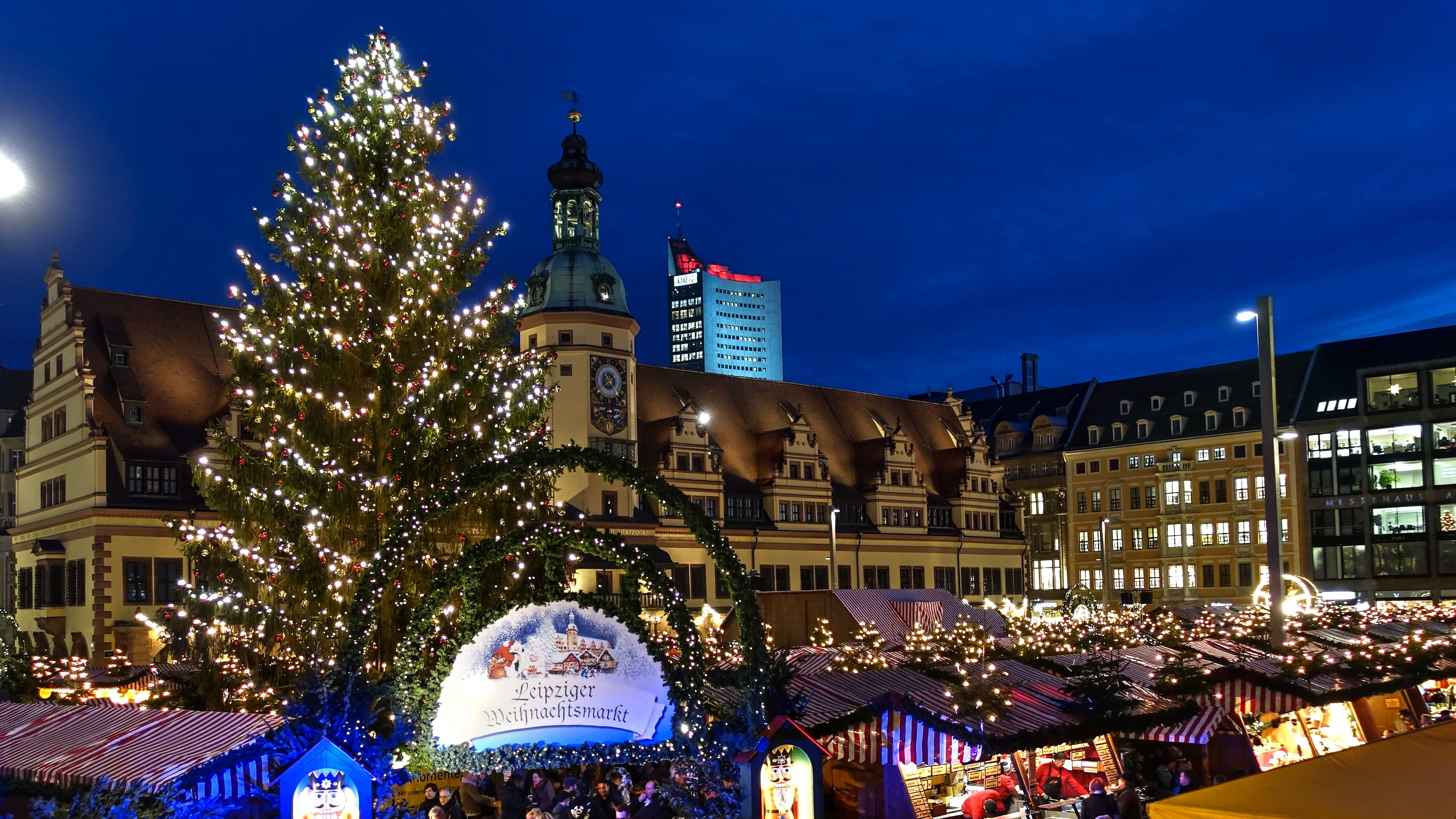
Blick zur blauen Stunde über den Leipziger Marktplatz und zum Alten Rathaus (2019)

Der Dresdner Striezelmarkt, der größte der Weihnachtsmärkte in Dresden, geht auf ein Privileg des sächsischen Kurfürsten Friedrich II. von 1434 zurück, der einen eintägigen freien Markt auf dem Altmarkt „am Tage vor dem Heiligen Christabend“ gestattete. Er ist einer der ältesten Weihnachtsmärkte im deutschen Sprachraum und wird auch heute jährlich auf dem Altmarkt in Dresden veranstaltet. Mit ca. 230 Ständen und zweieinhalb Millionen Besuchern ist er zudem einer der meistbesuchten in Deutschland.

##### Leipzig
Der Leipziger Weihnachtsmarkt auf dem Marktplatz und dem Augustusplatz sowie den angrenzenden Straßen gehört mit etwa 250 Ständen zu den größten Weihnachtsmärkten Deutschlands. Seine Geschichte reicht – nach einer Quelle aus dem Jahr 1714 – bis ins Jahr 1458 zurück. Er ist damit einer der ältesten Weihnachtsmärkte im deutschen Sprachraum. Besondere Attraktionen sind ein 857 m² großer freistehender Adventskalender sowie ein historisches Etagenkarussell.

#### Sachsen-Anhalt

##### Halle

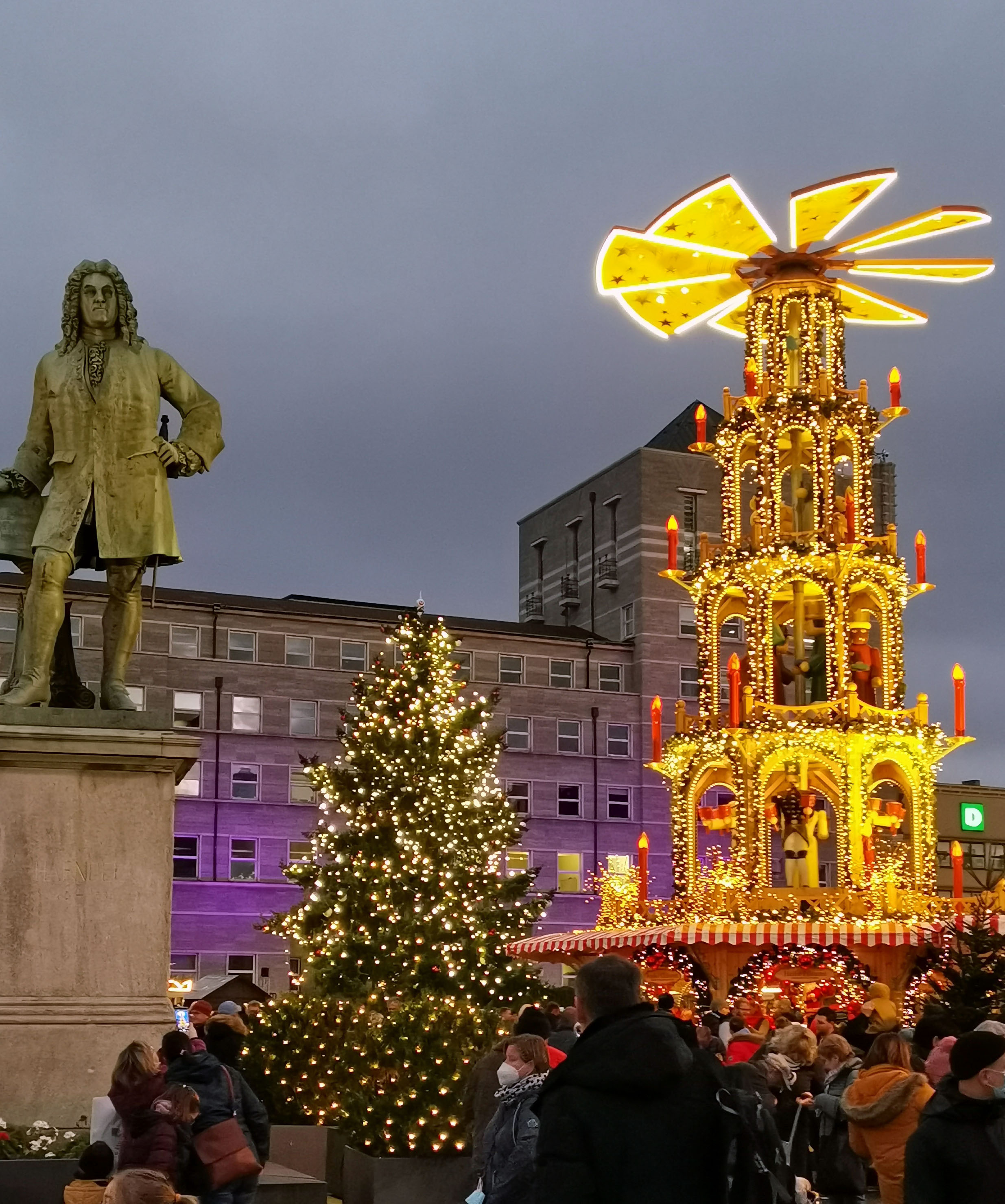
Hallescher Weihnachtsmarkt 2021

Der Weihnachtsmarkt in Halle geht auf die seit dem Beginn des Spätmittelalters im 13. Jahrhundert in der Saalestadt abgehaltenen Neujahrsmärkte zurück und gehört zu den ältesten Weihnachtsmärkten in Deutschland. Er findet von Dienstag nach Totensonntag bis zum 23. Dezember auf dem Marktplatz, dem Hallmarkt, dem Domplatz sowie in der Steinstraße statt.

##### Magdeburg

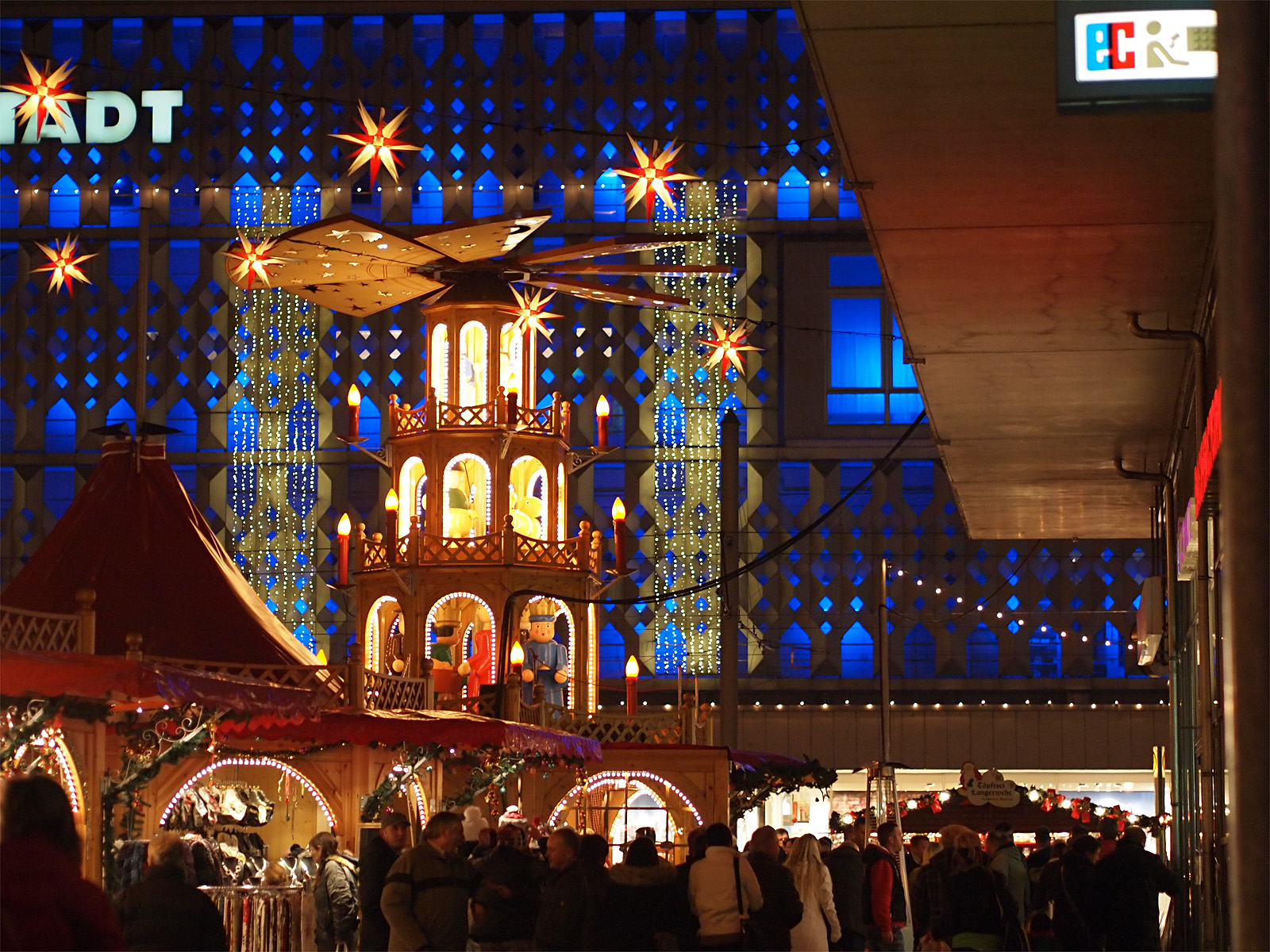
Weihnachtsmarkt in Magdeburg

Der traditionelle Magdeburger Weihnachtsmarkt hat seine Ursprünge in einer spätmittelalterlichen Verkaufsmesse auf dem Domplatz. Heute findet er alljährlich vom Montag nach Totensonntag bis zum 30. Dezember auf dem Alten Markt statt.

#### Thüringen

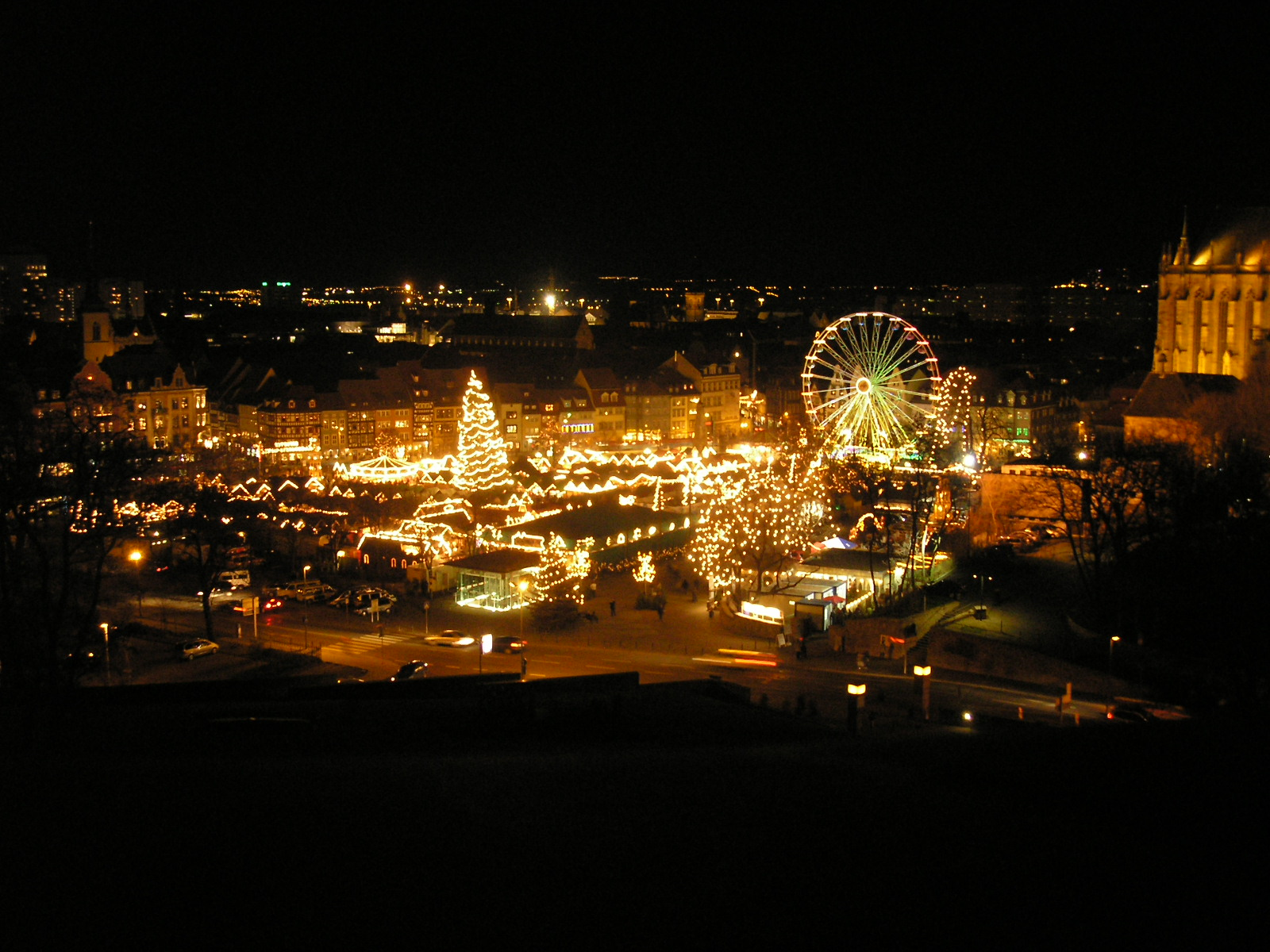
Erfurter Weihnachtsmarkt

##### Erfurt
Der Erfurter Weihnachtsmarkt findet auf dem Domplatz statt. Ableger des Weihnachtsmarktes finden sich auch in der restlichen Innenstadt von Erfurt und erstrecken sich über den Fischmarkt, die Schlösserbrücke, den Anger bis hin zum Willy-Brandt-Platz. Der Erfurter Weihnachtsmarkt wird jedes Jahr von ca. 2 Millionen Menschen besucht.
In der Mitte des Weihnachtsmarktes wird jährlich eine 25 Meter hohe Tanne errichtet. Seit 2005 befindet sich am Eingang des Weihnachtsmarktes eine acht Meter hohe Weihnachtspyramide, die auf fünf Etagen Personen der Erfurter Geschichte sowie weihnachtliche Szenen darstellt.

### Weitere Weihnachtsmärkte in Deutschland

#### Baden-Württemberg
- Biberach an der Riß: Der Biberacher Christkindles-Markt findet vom 1. bis zum 3. Adventswochenende auf dem Marktplatz mit über 70 Hütten, einer lebendigen Krippe und einem vielfältigen Bühnenprogramm statt.
- Bretten: Die Brettener Altstadt beherbergt neben ihrem normalen Weihnachtsmarkt auch einen Kunsthandwerkermarkt und eine überdachte Eislaufbahn. Höhepunkt des Weihnachtsmarkts ist das jährliche Lichterfest am 2. Advent.
- Esslingen am Neckar: Mittelaltermarkt sowie Weihnachtsmarkt in der Altstadt, mit ca. elf Meter hoher Weihnachtspyramide.

- Freiburg im Breisgau: Vom 21. November bis zum 23. Dezember (mit Ausnahme des Totensonntags) findet der Weihnachtsmarkt auf dem historischen Rathausplatz, in der Franziskaner- und Turmstraße, auf dem Kartoffelmarkt und dem Platz Unterlinden statt, an den Sonntagen auch auf der Kaiser-Joseph-Straße. 2019 kam noch ein Stück des Rotteckrings dazu. Seit 1973 findet er statt, doch schon im 19. Jahrhundert gab es auf dem Münsterplatz einen Christkindlesmarkt. Neben über 110 Ständen gibt es im Kreuzgang der Klosterkirche St. Martin eine Krippenausstellung und in der Kirche täglich einen ökumenischen Adventsimpuls. Viele Gäste kommen aus Frankreich, Italien und der Schweiz.[70]
- Heidelberg: Der Heidelberger Weihnachtsmarkt[71][72] findet vom 27. November bis 23. Dezember (mit Ausnahme des Totensonntags) statt[73]. Er besteht aus rund 140 Buden, die auf verschiedenen Plätzen innerhalb der Heidelberger Altstadt verteilt sind. Außerdem gibt es während dieser Zeit eine Schlittschuhbahn vor der Heidelberger Schlosskulisse am Karlsplatz[74] und seit 2014 am Tag nach dem 1. Advent den von der queeren Community geprägten Pink Monday.[75]

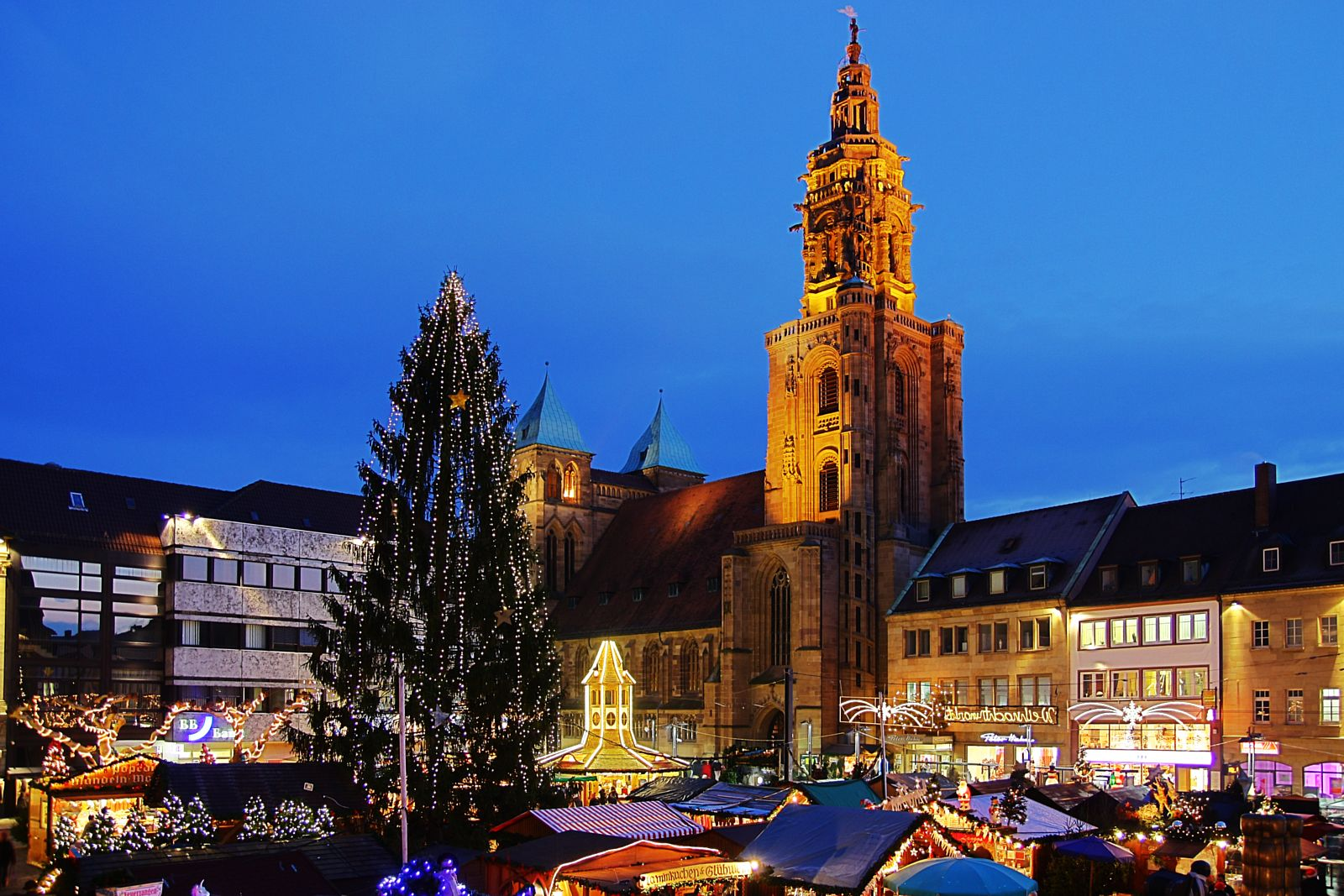
Heilbronner Weihnachtsmarkt auf dem Marktplatz

- Heilbronn: Der Heilbronner Weihnachtsmarkt findet vier Wochen in der Adventszeit auf dem Marktplatz zwischen Rathaus und Kilianskirche, rund um den Kiliansplatz, in der Sülmer City und der Fleiner Straße statt. Es gibt etwa 100 Holzhäuschen und für Kinder unter anderem ein Kinderland mit Karussell, Eisenbahn und Krippe.[76]
- Karlsruhe: Der Karlsruher Christkindlesmarkt mit seinen über 120 Buden findet auf dem zentralen Marktplatz und in den angrenzenden Straßen statt. Besonderheiten sind die Eiszeit, eine Freiluft-Kunsteisbahn sowie eine 17 Meter hohe Glühweinpyramide.[77]
- Konstanz: Seit den 1990er-Jahren zählt der Weihnachtsmarkt am See zu den größten am Bodensee, er erstreckt sich von der Altstadt bis an den Hafen, mit rund 170 Ständen werden jährlich über 450.000 Besucher geschätzt.[78]
- Ludwigsburg: Barock-Weihnachtsmarkt mit über 170 Ständen auf dem Marktplatz.

- Mannheim: Der Weihnachtsmarkt in Mannheim findet mit über 200 Ständen direkt am Mannheimer Wasserturm statt.
- Maulbronn: Jeweils am zweiten Wochenende im Dezember findet vor der Kulisse des Klosters Maulbronn der Weihnachtsmarkt statt. Über 120 Verkaufsstände bieten Kunsthandwerk und Selbstgemachtes an.
- Pforzheim: Der Goldene Pforzheimer Weihnachtsmarkt findet auf dem Pforzheimer Marktplatz statt.
- Rudersberg: Hier wird der Markt an Adventswochenenden auf dem Alten Rathausplatz mittels vieler aufgestellter Tannen und Fichten als begehbarer mit Lichternetzen überzogener Adventswald gestaltet. Die Schwäbische Waldbahn bietet dazu Dampfzugfahrten an.[79]
- Schwäbisch Hall: Seit 2011 wird der Markt auf dem Marktplatz vor der großen Freitreppe der Stadtkirche St. Michael abgehalten. Täglich finden musikalische Darbietungen statt.
- Schwetzingen: Vor der Kulisse des Schloss Schwetzingen findet jedes Jahr an den drei Advents-Wochenenden im Dezember der Weihnachtsmarkt statt. Neben diversen Weihnachtshütten werden auch ein Bühnenprogramm und eine Eisbahn geboten.
- Tübingen: Weihnachtsmarkt in der gesamten Innenstadt, immer an einem verlängerten Wochenende im Dezember. Die Stände werden großenteils von Privatleuten oder von Vereinen aus der Region betrieben.
- Ulm: Der Weihnachtsmarkt findet jedes Jahr ab Montag nach dem Totensonntag bis einschließlich 22. Dezember auf dem Münsterplatz vor dem gotischen Münster statt und hat alljährlich mehr als eine Million Besucher aus dem In- und Ausland.

#### Bayern
- Abensberg: Der Niklasmarkt wird im Schlossgarten der ehemaligen Burg Abensberg abgehalten, früher an den ersten zwei, jetzt den ersten drei Wochenenden im Dezember, jeweils von Donnerstag bis Sonntag
- Altötting: Der Markt befindet sich auf dem Kapellplatz rund um die Altöttinger Gnadenkapelle und umfasst ca. 70 Stände.
- Amberg/Oberpfalz: Auf dem Marktplatz direkt vor dem Amberger Rathaus und direkt neben der Martinskirche befindet sich in den vier Wochen vor dem Heiligen Abend der Weihnachtsmarkt der Stadt Amberg.
- Bad Reichenhall: Der Reichenhaller Christkindlmarkt findet immer ab dem ersten Advent bis Heiligabend vor dem Rathaus am sogenannten Rathausplatz statt.
- Bad Tölz: Hier findet der Tölzer Christkindlmarkt statt. Dieser fast vierwöchige Christkindlmarkt hat seinen Platz in der historischen Marktstraße.
- Bamberg: Auf dem „Maxplatz“ findet ca. vier Wochen bis zum 23. Dezember der Bamberger Weihnachtsmarkt mit „in Reih und Glied“[80] in geraden Linien aufgestellten Buden statt, der auch eine Station des Bamberger Krippenwegs ist. Weitere Märkte, vor allem kunsthandwerklicher Art, werden an anderen Stellen abgehalten.
- Coburg: Der Coburger Weihnachtsmarkt wird auf dem malerischen Marktplatz abgehalten.
- Dachau: Auf dem Rathausplatz in der historischen Altstadt findet jährlich ein Christkindlmarkt statt, der über den gesamten Advent täglich geöffnet ist. Besondere Attraktion ist ein Adventskalender, der sich über die gesamte Fassade des Alten Rathauses erstreckt und als Bayerns größter Adventskalender gilt. Hinter den Türchen verbergen sich Gewinne, die vor Ort verlost werden.
- Dinkelsbühl: Der Weihnachtsmarkt findet in der Spitalanlage statt.
- Eichstätt: Der Domplatz und die ehemalige Johanniskirche bilden die Kulisse für den Eichstätter Adventsmarkt.[81]
- Freising: Den Auftakt in die Adventszeit bildet der Adventszauber am Domberg am ersten Adventswochenende.
- Fürth: Auf dem Weihnachtsmarkt auf der Fürther Freiheit stehen jährlich etwa 50 Buden, auf dem Südteil der Fürther Freiheit findet der Mittelalterliche Weihnachtsmarkt zur Fürther Freiheit mit eigenem Bühnenprogramm, Gauklern und Walkacts statt. Zudem gibt es vom 2. bis zum 3. Adventswochenende auf dem Waagplatz einen Kunsthandwerker-Weihnachtsmarkt.

- Ingolstadt: Der seit 1570 veranstaltete Ingolstädter Christkindlmarkt zählt zu den ältesten in Bayern und findet auf dem Theaterplatz zwischen Stadttheater, Herzogskasten und Viktualienmarkt statt.
- Landsberg am Lech: Kleiner Weihnachtsmarkt direkt an der Hauptkirche gelegen. Mit etwa 40 Holzbuden und -ständen und einem bunten Rahmenprogramm, wie Nikolausbesuch, Christkindl-Audienz, Nachtwächterführung und Adventsbacken für Kinder. Geöffnet täglich bis 23. Dezember.
- Landshut: Kleiner Christkindlmarkt in der Freyung, etwas abseits der Altstadt. Geöffnet täglich vom Freitag vor dem 1. Advent bis 23. Dezember.
- Lichtenfels (Oberfranken): Weihnachtsmarkt mit Kindereisenbahn durch einen Märchenwald.[82]
- Memmingen: Memminger Christkindlesmarkt auf dem Marktplatz im Zentrum der Altstadt. Von Freitag vor dem ersten Advent bis zum letzten Adventssonntag.
- Neu-Ulm: Mittelalterlicher Weihnachtsmarkt auf dem Rathaus- und Johannesplatz während der gesamten Adventszeit.
- Nördlingen: Der Weihnachtsmarkt in der historischen Altstadt von Nördlingen mit mehr als 60 Ständen und einer lebenden Krippe findet von Ende November bis zu den Weihnachtsfeiertagen täglich statt.
- Oberstdorf: An den vier Adventswochenenden findet vor dem und im Kurhaus (Oberstdorf-Haus) ein kleiner Markt mit Ständen gemeinnütziger und karitativer Organisationen und regionaler Anbieter von z. B. Kunsthandwerk statt. Zugleich werden im Rahmen des Oberstdorfer Advents diverse Veranstaltungen abgehalten (Brauchtum, Musik, Gesang, Mundart), um die besinnliche Seite der Adventszeit wieder stärker in den Vordergrund zu rücken, wie die Veranstalter das Konzept beschreiben.
- Regensburg: Auf dem Neupfarrplatz rund um die Neupfarrkirche sind die Buden des Christkindlmarktes aufgebaut. Außerdem gibt es zwischenzeitlich einen Handwerkermarkt auf dem Haidplatz, einen kleinen Markt auf der Donauinsel im Stadtteil Stadtamhof und den Romantischen Weihnachtsmarkt auf dem Gelände des Schlosses St. Emmeram, dessen Besuch kostenpflichtig ist.

- Rothenbuch: Jeweils am ersten Adventswochenende findet vor dem Schloss Rothenbuch der Weihnachtsmarkt statt.
- Rothenburg ob der Tauber: Schon seit dem 15. Jahrhundert wird in Rothenburg ob der Tauber die Adventszeit durch einen Weihnachtsmarkt, den „Rothenburger Reiterlesmarkt“, begleitet. Rund 60 Stände rund um das Rathaus und auf dem Grünen Markt bieten Kunsthandwerk, Weihnachts-Gebäck und weißen Glühwein.
- Trausnitz: Weihnachtsmarkt / Adventsmarkt auf der Burg Trausnitz im Tal unter dem Motto „Winterzauber“. Der mittelalterliche Weihnachtsmarkt auf der Burg Trausnitz im Tal bietet Krippenausstellung, Händler, handwerkliche Vorführungen, Musik und Lichterzauber.
- Waldkraiburg: Der Christkindlmarkt Waldkraiburg findet am ersten Dezemberwochenende statt. Besonderheit sind die kulinarischen und oft auch musikalischen Angebote aus aller Welt, die mit der kulturellen Vielfalt der Waldkraiburger Bevölkerung zusammenhängen.[83]
- Weiden: Vor der Kulisse des Alten Rathauses wird der Weihnachtsmarkt abgehalten, der seit 1600 urkundlich nachweisbar ist. Jeden Tag im Dezember bis Heiligabend wird von zwei als Engel verkleideten Schulkindern wie bei einem Adventskalender ein Fenster des Alten Rathauses mit dahinter liegendem Motiv geöffnet.
- Wolfratshausen: Der Christkindlmarkt findet immer am ersten Adventwochenende mit rund 30 Ständen auf der dafür gesperrten Hauptstraße statt. Wegen angeblicher Saufgelage Jugendlicher beschloss der Stadtrat im Dezember 2011 ein Verbot von alkoholischen Getränken mit einem Alkoholgehalt von mehr als 15 Prozent auf dem Markt ab 2012.[12]

#### Brandenburg
- Bad Liebenwerda: Am letzten Adventswochenende findet rund um den Marktplatz der Kurstadt der Weihnachtsmarkt statt. Auch hier wird ein Stollen angeschnitten. In der benachbarten Kirche findet alljährlich ein Konzert statt.
- Cottbus: Der Cottbuser „Weihnachtsmarkt der 1000 Sterne“ findet von Ende November bis Ende Dezember auf dem Altmarkt, der Straße zum Spremberger Turm und dem Platz am Stadtbrunnen statt. Der Name rührt von den aufgehängten Herrnhuter Sternen her.[84]
- Potsdam: Der zentrale, historische Weihnachtsmarkt findet alljährlich während der Adventszeit auf der Brandenburger Straße und dem Luisenplatz statt und ist der größte Weihnachtsmarkt in Brandenburg.[85]

#### Bremen

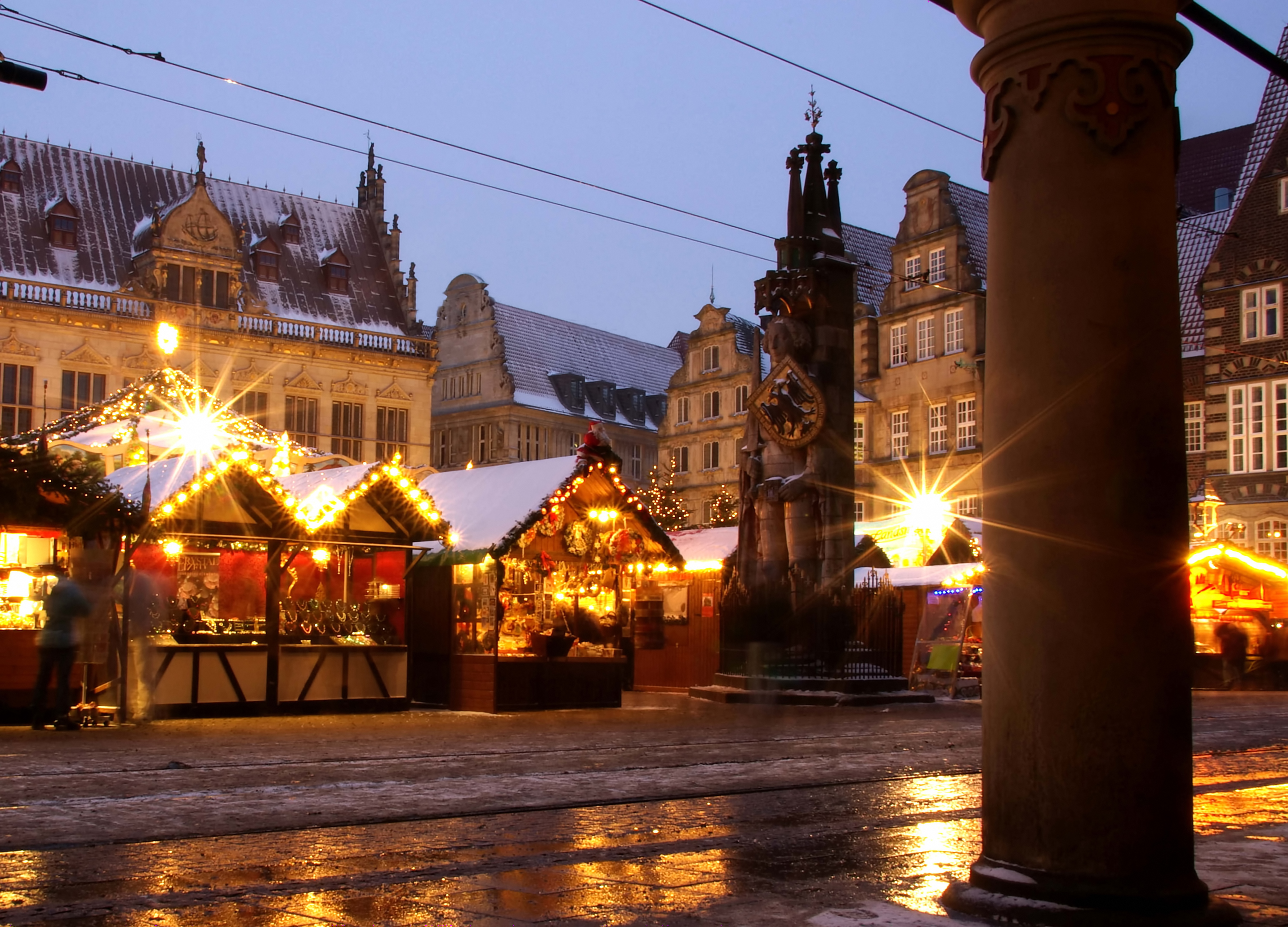
Bremer Weihnachtsmarkt, 2009

- Bremen: Der Bremer Weihnachtsmarkt bietet eine reich geschmückte Innenstadt und einen mittelalterlich anmutenden Teil am Weserufer.

- Bremerhaven: Die Bremerhavener Weihnachtswelt am Meer bietet einen Märchenwald und viele kleine Märchenbuden für Kinder. Außerdem gibt es regelmäßig eine Rodelbahn.

#### Hessen
- Erbach (Odenwald): An den Adventswochenenden findet jeweils freitags bis sonntags der Weihnachtsmarkt um das historische Schloss und in der historischen Altstadt statt. Der Weihnachtsbaum ist einer der höchsten in Deutschland. Es gibt ca. 60 Stände.[86][87]
- Fulda: In der Innenstadt rund um die historische Stadtpfarrkirche sowie auf dem Universitätsplatz, Jesuitenplatz, Borgiasplatz und im Museumshof findet der Weihnachtsmarkt mit ca. 80 Ständen statt.
- Homberg (Efze): Auf dem historischen Marktplatz findet jährlich um den Nikolaustag herum der als Clobesmarkt bekannte Weihnachtsmarkt statt.
- Kassel: Der Kasseler Weihnachtsmarkt, der auf dem Friedrichsplatz und dem Königsplatz stattfindet, nimmt sich die Märchen der Brüder Grimm zum Motto und nennt sich Märchenweihnachtsmarkt.
- Rüdesheim: Der Weihnachtsmarkt der Nationen hat jährlich mehrere Hunderttausend Besucher und Stände aus zwei Dutzend Ländern aus aller Welt.

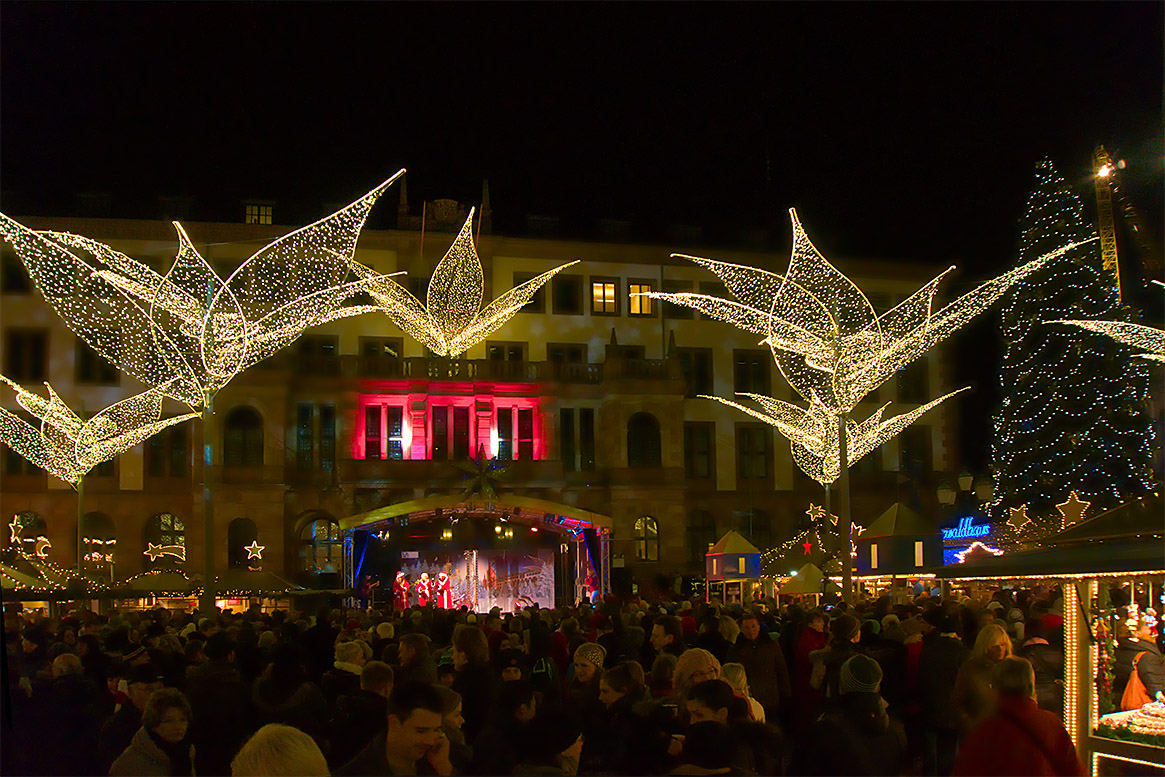
Sternschnuppenmarkt in Wiesbaden

- Wiesbaden: Der Wiesbadener Sternschnuppenmarkt findet von Dienstag nach Totensonntag bis zum 23. Dezember auf dem zentral gelegenen Schlossplatz und den angrenzenden Straßen rund um Schloss (Hessischer Landtag), Rathaus und Marktkirche statt. An rund 28 Veranstaltungstagen besuchen den Markt viele hunderttausend Besucher.

#### Mecklenburg-Vorpommern
- Greifswald: In Greifswald gibt es neben dem Weihnachtsmarkt auf dem historischen Marktplatz auch einen weihnachtlichen Kunsthandwerkermarkt im Gewölbekeller des Rathauses während der Adventszeit sowie am ersten Adventswochenende einen Kunsthandwerkermarkt im Pommerschen Landesmuseum. Zusätzlich besucht anlässlich des schwedischen Luciafestes am 13. Dezember (wie auch auf den Märkten in Stralsund und Wismar) eine Lucia mit Gefolge den Markt, um die Besucher mit traditionellen schwedischen Weihnachtsliedern zu erfreuen.
- Schwerin: Rund um den Altstädtischen Markt wird der Schweriner Weihnachtsmarkt abgehalten, inklusive einer großen Tanne mit 10.000 Lichtern und einer acht Meter hohen Weihnachtspyramide.
- Stralsund: Der Stralsunder Weihnachtsmarkt befindet sich in der Stralsunder Innenstadt vom Alten bis zum Neuen Markt und im Rathauskeller. Er lässt sich bereits in einem Privileg des Herzogs Bogislaw X. von Pommern von 1512 nachweisen und gilt damit als der älteste urkundlich belegte an der Ostseeküste.[88]
- Wismar: Von Ende November bis kurz vor Weihnachten findet auf dem historischen Marktplatz der Wismarer Weihnachtsmarkt statt. In im schwedischen Stil gefertigten Weihnachtshütten werden kulinarische Spezialitäten sowie Handwerks- und Weihnachtsartikel angeboten, neben der Wasserkunst befindet sich ein Märchenwald.

#### Niedersachsen
- Duderstadt: In der malerischen Kulisse der Duderstädter Innenstadt gibt es jedes Jahr ein kleines Adventsdorf.[89]
- Einbeck: Der Einbecker Weihnachtsmarkt findet jährlich auf dem Marktplatz Einbeck statt.[90]
- Goslar: Auf dem historischen Marktplatz und den umliegenden Gassen findet der Goslarer Weihnachtsmarkt statt. Besonderheit ist der für den Markt errichtete Tannenwald.[91]

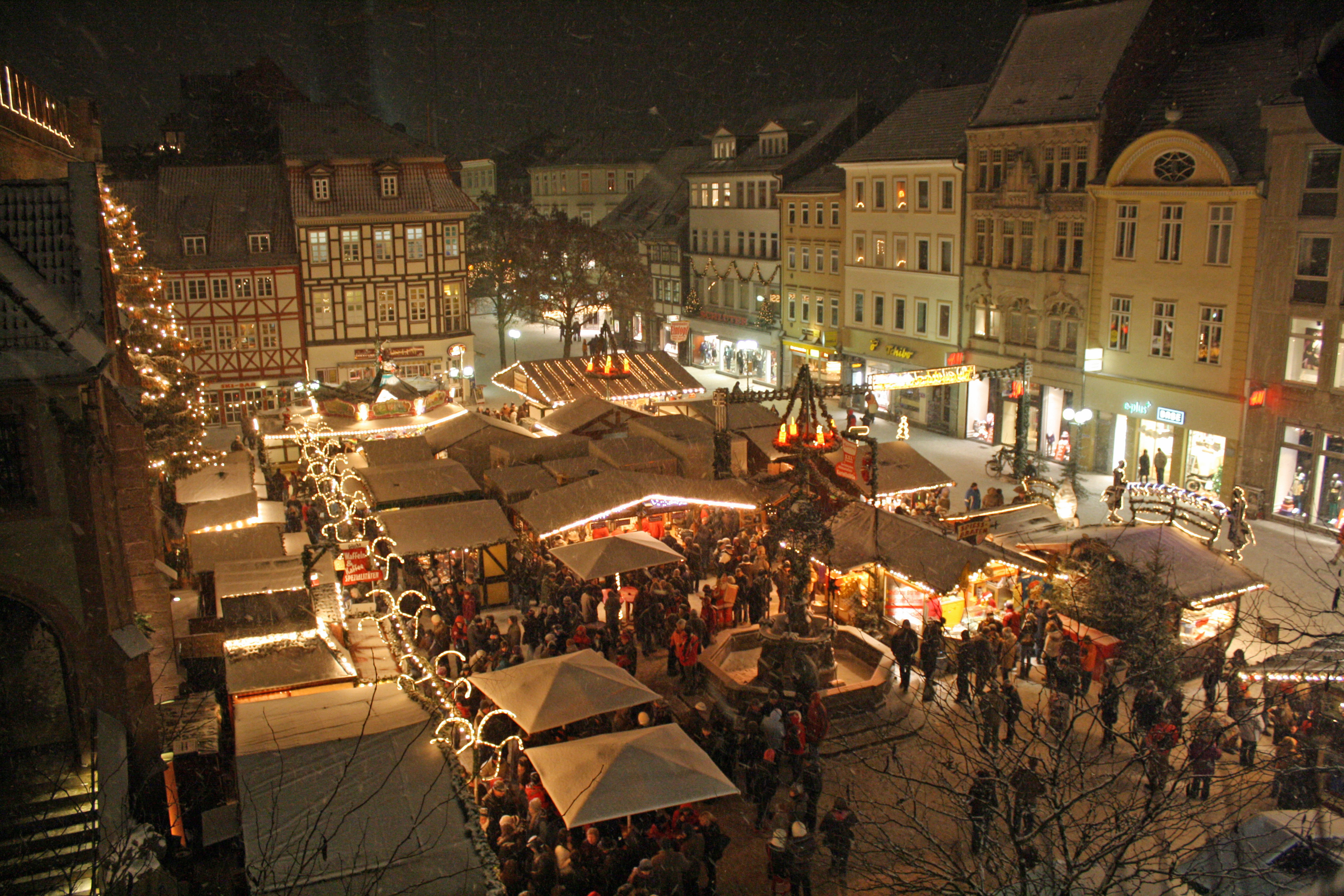
Weihnachtsmarkt vor dem Alten Rathaus (2009)

- Göttingen: Der Weihnachtsmarkt findet traditionell auf dem Platz vor dem Alten Rathaus sowie rund um die Johanniskirche statt.

- Hann. Münden: Auf dem Kirch- und Szeneplatz findet der Hann. Mündener Weihnachtsmarkt statt. Begleitet wird der Markt vom Lichterzauber. Überlebensgroße, dreidimensionale Lichtfiguren und mit Lichterketten umhüllte Bäume verwandeln die Altstadt in ein funkelndes Winterwunderland.[92]
- Hildesheim: Auf dem historischen Marktplatz der Stadt und dem Platz hinter dem Rathaus (die sogenannte Lilie) findet der Hildesheimer Weihnachtsmarkt statt.[93]
- Lüneburg: Auf dem Marktplatz vor dem historischen Rathaus Lüneburg findet jedes Jahr einer der schönsten Weihnachtsmärkte in Deutschland statt. Zudem gibt es in der alten Salz- und Hansestadt Lüneburg 11 weitere Weihnachtsmärkte.[94]
- Northeim: Auf dem Münsterplatz, vor historischer Kulisse des ehemaligen Klosters St. Blasien, findet seit vielen Jahren der Northeimer Weihnachtsmarkt statt.[95]
- Oldenburg: Der Oldenburger Lambertimarkt wird in der Woche vor dem Ersten Advent geöffnet und dauert in der Regel bis zum 22. Dezember. Inmitten der Fußgängerzone präsentieren rund um die Lambertikirche und vor dem Oldenburger Schloss über 125 Holzhütten Kunsthandwerk, Spielzeug, Christbaumschmuck und vieles mehr. Jeden Samstag um 17 Uhr ertönt festliche Posaunenmusik am Rathaus. Das Schloss ist in einen überdimensionalen Adventskalender verwandelt; täglich um 16 Uhr ab dem 1. Dezember öffnet sich am Schloss ein Türchen des Schloss-Kalenders. An der Lambertikirche ist eine große Weihnachtskrippe aufgebaut.[96]
- Osnabrück: Die Buden des Osnabrücker Weihnachtsmarktes stehen zwischen dem Rathaus und dem Dom. Auf dem Weihnachtsmarktgelände befinden sich die größte Weihnachtsspieldose der Welt, die sich zu den Klängen von 25 verschiedenen Weihnachtsliedern dreht, und ein über sechs Meter großer, voll funktionstüchtiger Nussknacker. Der Markt wird in der Woche vor dem Ersten Advent geöffnet und dauert in der Regel bis zum 22. Dezember. Der Weihnachtsmarkt Osnabrück wurde 2008 von ca. 600.000 Menschen besucht.[97] Seit 2022 steht neben dem Dom das „Osnabrücker Rad“ (= hier der Name eines Riesenrads).
- Osterode am Harz: Der große Kornmarkt im Zentrum der Altstadt verwandelt sich jedes Jahr zur Weihnachtszeit in einen romantischen Winterwald mit Buden- und Lichterzauber. Dabei wird das alte Postgebäude zum größten Adventskalender in Niedersachsen.[98]
- Walkenried: Auf dem Klostervorplatz vor der historischen Klosteranlage Walkenried findet jedes Jahr der Walkenrieder Weihnachtsmarkt mit Kulinarischem, Handwerk und Deko statt, dazu gibt es ein stimmungsvolles Rahmenprogramm im Kloster. Der Weihnachtsmarkt Walkenried öffnet traditionell am zweiten Adventwochenende.[99]
- Wolfenbüttel: Auf dem Weihnachtsmarkt vor dem historischen Rathaus von Wolfenbüttel ist es Tradition, dass jährlich am 1. Dezember eine norwegische Friedenstanne aufgestellt wird. 2012 wurde zum 50. Mal eine Tanne feierlich der Öffentlichkeit übergeben.[100]

#### Nordrhein-Westfalen
- Bielefeld: In Bielefeld findet der Weihnachtsmarkt mit etwa 120 Ständen auf dem Alten Markt, dem Klosterplatz und dem Jahnplatz sowie den angrenzenden Straßenzügen statt. Ebenso wird auf dem Siegfriedplatz an einem Adventssamstag ein Weihnachtsmarkt veranstaltet.
- Bonn: Ort für den Bonner Weihnachtsmarkt ist der Münsterplatz vor der Kulisse des Bonner Münsters. Seit mehreren Jahren erweiterte er sich in die Vivatsgasse und zum Mülheimer Platz bis zum Friedensplatz und umschließt den Gebäudekomplex des alten Bonner Postamtes. Auf dem Friedensplatz wird seit mehreren Jahren eine Schlittschuhbahn eingerichtet. Seit dem Jahr 2000 gibt die von der katholischen und der evangelischen Kirche organisierte „Kirchenmeile“ direkt am Bonner Münster dem Weihnachtsmarkt adventliche Impulse.[101]
- Duisburg: Der Weihnachtsmarkt befindet sich in der Innenstadt. Es gibt unter anderem ein Riesenrad, eine Eislaufbahn und über einhundert Verkaufsstände. Eine Besonderheit sind blaue Lichtkegel als Weihnachtsbeleuchtung.

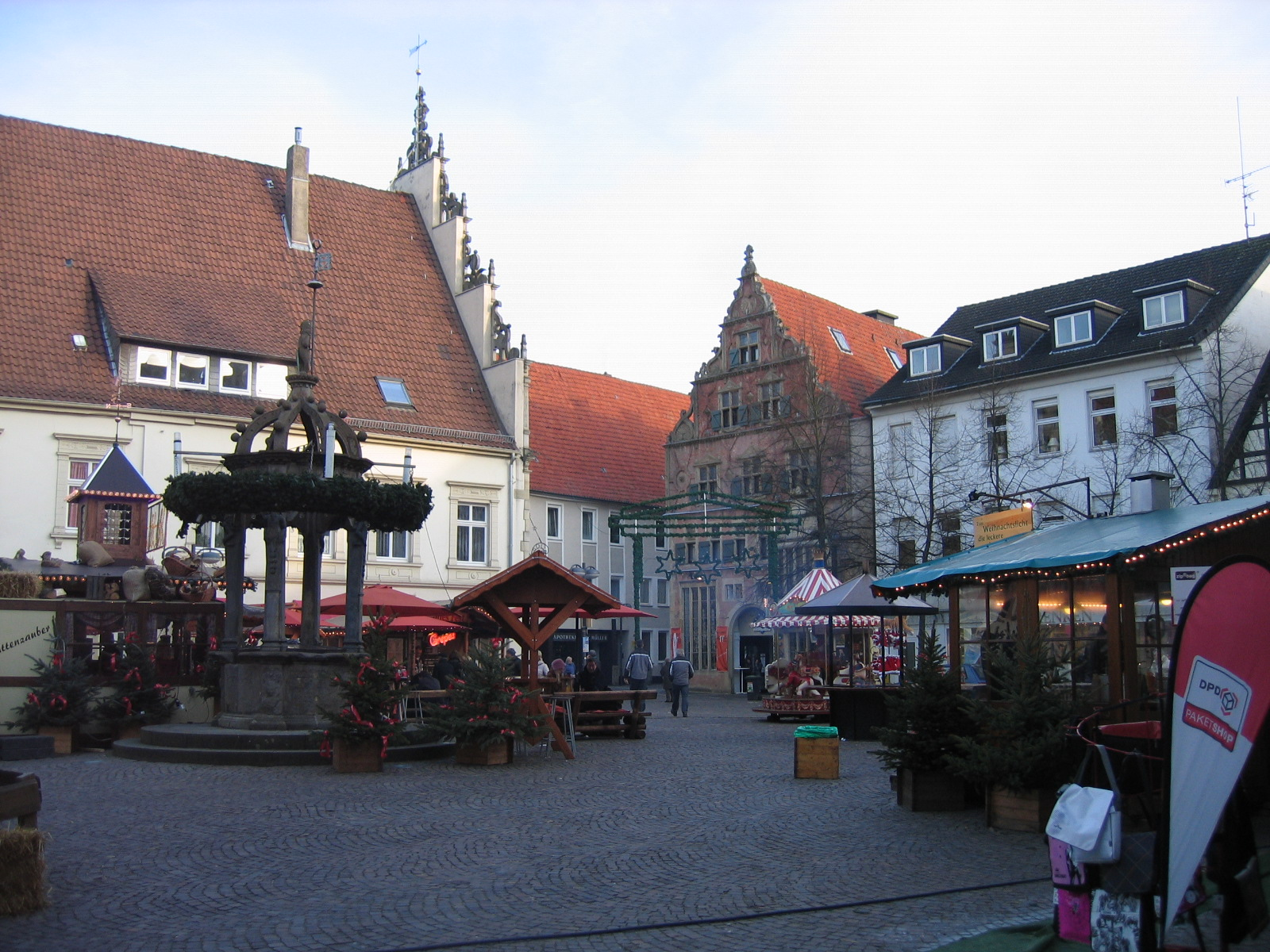
Herforder Weihnachtsmarkt auf dem Neuen Markt 2009

- Düsseldorf: Die Düsseldorfer Innenstadt beherbergt drei größere Weihnachtsmärkte: in der Altstadt vor dem Rathaus und rund ums Jan-Wellem-Reiterstandbild das sogenannte Nikolausdorf, den Engelchen-Markt an der Heinrich-Heine-Allee und den Weihnachtsmarkt auf Schadow- und Jan-Wellem-Platz im Bereich der Fußgängerzone Schadowstraße. Weitere kleinere Märkte gibt es am Stadtbrückchen, in diversen Fußgängerzonen der Altstadt sowie in den Stadtteilen.
- Herford: Der Herforder Weihnachtsmarkt findet jedes Jahr von Montag vor dem 1. Advent bis zum 30. Dezember auf den fünf Innenstadtplätzen Alter Markt, Neuer Markt, Gänsemarkt, Münsterkirchplatz und Linnenbauerplatz statt.

- Münster: In Münsters Innenstadt gibt es insgesamt sechs Weihnachtsmärkte mit etwa 320 Ständen. Der größte und älteste von ihnen ist der Markt im Rathausinnenhof (er besteht seit 1970). Der Lichtermarkt vor der Lambertikirche am Prinzipalmarkt, an dem eine rund 20 Meter hohe Tanne aufgestellt ist, sowie der Aegidiimarkt mit der Pferdegasse zählen zu den größeren Märkten. Dazu gibt es noch die Märkte am Kiepenkerl, seit 2009 den Giebelhüüskesmarkt an der Überwasserkirche und seit 2021 den X-MS Weihnachtsmarkt am Harsewinkelplatz mit ausschließlich regionalen Produkten.[102][103]
- Neuss: Weihnachtsmarkt in einer der ältesten Städte Deutschlands, vor dem St. Quirinus-Münster und dem historischen Vogthaus. Am Heiligabend wird die Krippe vom Weihnachtsmarkt in die Basilika übertragen.

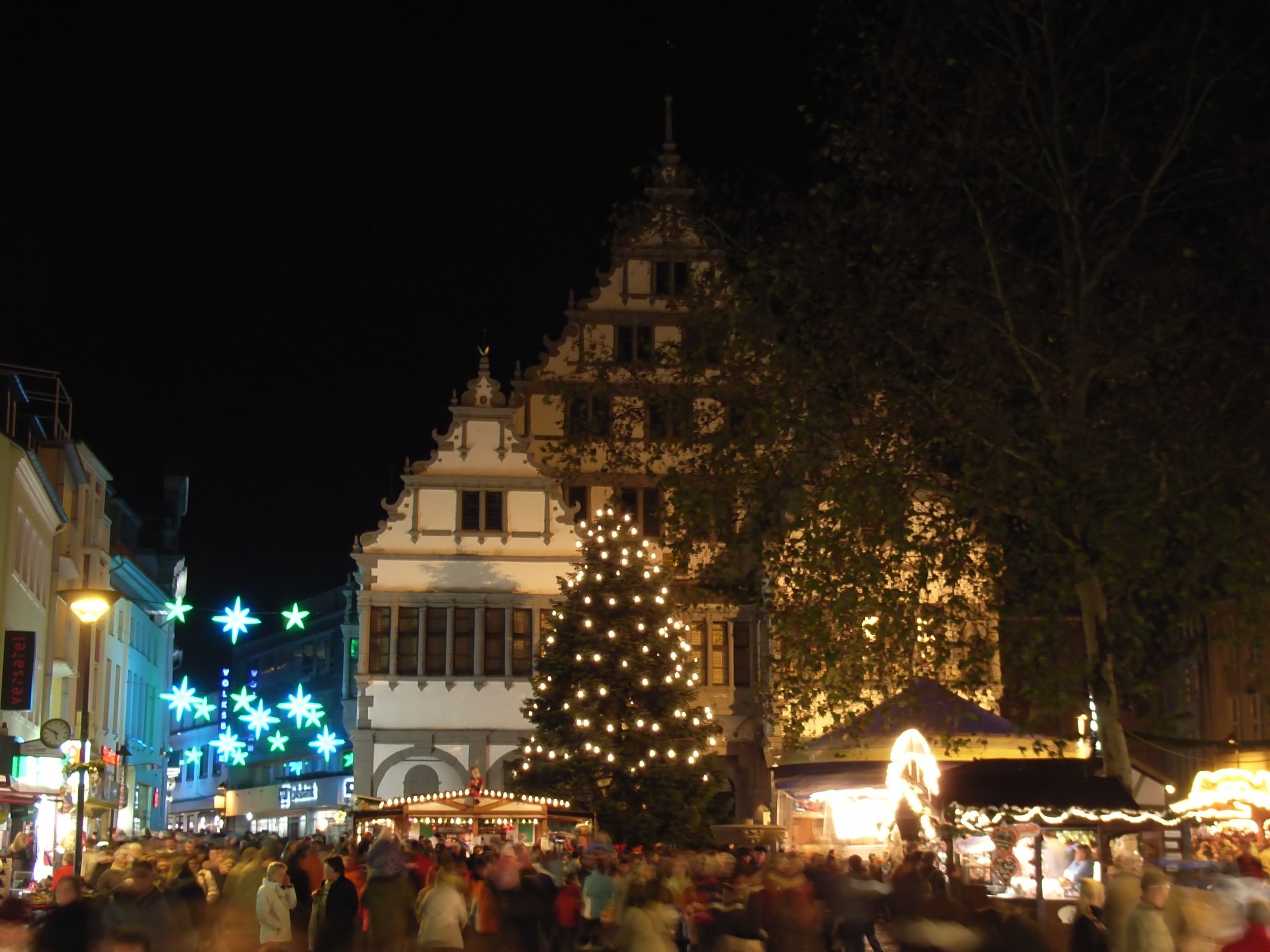
Weihnachtsmarkt in Paderborn

- Paderborn: Der Paderborner Weihnachtsmarkt findet auf dem Domplatz statt.
- Siegburg: Über drei Wochen ist der Siegburger Marktplatz der Schauplatz eines Mittelalterlichen Marktes zur Weihnachtszeit.
- Soest: Der Weihnachtsmarkt wird auf dem Petrikirchplatz, dem Marktplatz und dem Vreithof in der Soester Altstadt abgehalten.
- Unna: In der historischen Altstadt ist der Weihnachtsmarkt mit Rund 80 Ständen in der gesamten Adventszeit geöffnet.

- Wuppertal: In Wuppertal finden jedes Jahr mehrere Weihnachtsmärkte statt, zum einen der Elberfelder Lichtermarkt in der Fußgängerzone der Elberfelder Innenstadt und der mittelalterliche Märchenmarkt auf dem Laurentiusplatz. Der Barmer Weihnachtsmarkt findet auf dem Johannes-Rau-Platz statt, in direkter Nähe zum Barmer Rathaus. Des Weiteren finden sich in Vohwinkel zwei kleinere Weihnachtsmärkte, nämlich der traditionsreiche Weihnachtsmarkt am Schloss Lüntenbeck und der Weihnachtsmarkt auf dem Vorplatz der Kirche Mariä Empfängnis an der Edith-Stein-Straße/Gustavstraße.

#### Rheinland-Pfalz
- Kaiserslautern: Der Weihnachtsmarkt findet über die Kaiserslauterer Fußgängerzone und am Stiftsplatz statt und zeichnet sich besonders durch seine vielen Glühweinstände aus.

- Landau in der Pfalz: Der Thomas-Nast-Nikolausmarkt findet alljährlich auf dem Rathausplatz statt.[104]
- Mainz: Der Weihnachtsmarkt fand erstmals 1788 als „Nikolose Markt“ statt. Heutzutage findet der Weihnachtsmarkt rund um den Mainzer Dom statt.

- Saarburg: Am dritten Adventswochenende findet in der Alten Glockengießerei in Saarburg ein Viktorianischer Weihnachtsmarkt statt, der insbesondere bei Steampunk-Fans beliebt ist.[105]
- Worms: Der Weihnachtsmarkt in der „Nibelungenstadt“ wird als „Nibelungen Weihnacht“ vermarktet.[106] Die evangelische Luthergemeinde führt seit 2014 ein „alternatives Krippenspiel“ mit einer Sprechfolge von biblischen und zeitgenössischen Zitaten zum Thema „Nein zu Antisemitismus und Menschenfeindlichkeit“ auf, 2019 trotz Verbots seitens der Stadt Worms. Die NPD hatte 2019 auf einem Stand auf dem Weihnachtsmarkt Propagandamaterial für den sogenannten „Tag der deutschen Zukunft“ verteilt, dem die Gruppierung 2020 in Worms veranstalten will.[107]
- Trier: Der Weihnachtsmarkt fand 1978 erstmals auf dem Trierer Hauptmarkt statt. Seit 1999 wird auch der Domfreihof für Verkaufsstände genutzt.

#### Saarland
- Saarbrücken: Der Christkindlmarkt findet auf dem St. Johanner Markt und der Bahnhofstraße statt und zeigt zweimal täglich einen „fliegenden Weihnachtsmann“.

#### Sachsen
- Freiberg: Der Freiberger Christmarkt findet auf dem von mittelalterlichen Bürgerhäusern umgebenen Obermarkt der Bergstadt Freiberg statt. Dies verleiht dem Markt eine besondere unnachahmliche Stimmung und er ist damit ein typischer erzgebirgischer Weihnachtsmarkt, was durch den starken Bezug zum Bergbau und durch den typischen Weihnachtsschmuck dieser Region, Räuchermännchen, Schwibbögen, Bergmanns- und Engelsfiguren oder auch die Weihnachtspyramiden, zum Ausdruck kommt.

- Görlitz: Der Schlesische Christkindelmarkt (schlesisch: Schläscher Christkindlmoarkt) ist ein Weihnachtsmarkt im historischen Ambiente der Görlitzer Altstadt.

- Königstein: Auf der Festung Königstein historischer Markt der Spiel- und Handwerksleute mit unterirdischer Kasemattenweihnacht und nach eigenen Angaben längstem Adventskalender Deutschlands. Geöffnet an allen vier Adventswochenenden.
- Kürbitz: Die Weihnachtsausstellung mit Weihnachtsmarkt findet jährlich am zweiten Wochenende im Dezember statt. In der Ausstellung werden antike Spielsachen und Sammlerstücke gezeigt. Die Aussteller präsentieren alte Kaufmannsläden, Puppen, Puppenhäuser, Eisenbahnen, Dampfmaschinen und vieles mehr.
- Oelsnitz/Erzgeb. bildet alljährlich den Auftakt der bergmännischen Weihnachtsmärkte im Erzgebirge. Am Freitagabend vor dem 1. Advent wird feierlich die Stadtpyramide unter lautem Rufen der Kinder „Schieb an“ in Gang gesetzt. Den Höhepunkt des Weihnachtsmarktwochenendes bildet die Bergparade mit mehr als 175 Bergmusikern und Trachtenträgern. Den Höhepunkt des Adventssonntags bildete oft ein Märchenumzug.

#### Sachsen-Anhalt
- Quedlinburg: Der große Quedlinburger Weihnachtsmarkt findet auf dem Marktplatz statt. Daneben gibt es einen kleinen Weihnachtsmarkt beim Mathildenbrunnen. Adventsspezifische Angebote werden in ca. 20 Höfen hinter Fachwerkhäusern unterbreitet.

#### Schleswig-Holstein
- Barmstedt: Die ganze Innenstadt von Barmstedt ist mit über 150 Buden am ersten Adventswochenende Freitag bis Sonntag ein großes Fest für Jung und Alt. Besonders empfehlenswert ist der Handwerkermarkt um die Heiligen-Geist-Kirche sowie der mittelalterliche/historische Markt auf dem Marktplatz.
- Flensburg: Der Flensburger Weihnachtsmarkt erstreckt sich vom Nordermarkt bis zum Südermarkt, wo sich sein Schwerpunkt befindet. Er besitzt dank seiner zahlreichen dänischen Gäste aus dem Umland ein leicht skandinavisches Flair. Eingeleitet wird der Weihnachtsmarkt durchs Weihnachtsmann-Wecken beim Nordermarkt und der Illumination der großen Tanne auf dem Südermarkt. Etwas entfernt von der Flensburger Innenstadt im nördlich gelegenen Vorort Harrislee, wird am ersten Adventswochenende ebenfalls ein Weihnachtsmarkt auf dem dortigen Marktplatz veranstaltet. Es folgt am zweiten Adventswochenende der traditionelle Weihnachtsmarkt im Vorort Wees auf der Ostseite der Stadt. Am dritten Adventswochenende folgt ein Weihnachtsmarkt im angrenzenden Glücksburg. Der Flensburger Weihnachtsmarkt ist bekannt als der nördlichste der großen Weihnachtsmärkte Deutschlands. Er beginnt Ende November, von Montag bis Samstag haben die Buden geöffnet und er endet traditionell zum 31. Dezember.
- Heide (Holstein): Die Heider Winterwelt findet alljährlich zwischen Ende November bis Weihnachten auf dem größten unbebauten Marktplatz Deutschlands statt. Im Mittelpunkt des Weihnachtsmarktes steht eine 600 m² große Eisbahn, auf der auch der Eisstock-Cup veranstaltet wird. Im Jahr 2023 wurde ein Rekordversuch gestartet und die nach Angaben der Stadt größte Weihnachtspyramide Europas aufgestellt[108].
- Kiel: Der Weihnachtsmarkt in der schleswig-holsteinischen Landeshauptstadt findet in den Adventswochen in der Innenstadt statt. Verschiedene Anbieter preisen handgefertigte Waren an, es gibt aber auch kleine Leckereien für jeden Geschmack. Die Verkaufsbuden ziehen sich durch die Fußgängerzone hin, beginnend am Holstenplatz durch die Holstenstraße bis hin zum Alten Markt. Ein begehrtes Sammlerstück ist der Kieler Weihnachtsmarktbecher, der an verschiedenen Punschständen erworben werden kann und auf dem jährlich wechselnde Kieler Motive aufgetragen sind.[109]

- Lübeck: Der Weihnachtsmarkt findet jedes Jahr in der Hansestadt Lübeck statt. Neben dem traditionellen Weihnachtsmarkt mit zahlreichen Verkaufsständen auf dem Markt schließen sich in den Nebenstraßen der Lübecker Altstadt weitere Märkte an. Der Kunsthandwerkermarkt im Heiligen-Geist-Hospital am Koberg zählt jedes Jahr über 50.000 Besucher.

#### Thüringen
- Gera: Der Geraer Märchen-Weihnachtsmarkt befindet sich auf dem Platz vor dem historischen Rathaus sowie in der Johannisstraße, Bachgasse, dem Museumsplatz und der Schloßstraße. Dort stehen verschiedene Märchengestalten und 115 Stände. Ein Weihnachtsbaum wird mit 10.000 LED-Leuchten geschmückt.
- Jena: Der Jenaer Weihnachtsmarkt, der als der älteste Weihnachtsmarkt in Thüringen gilt,[110] wurde erstmals 1803 veranstaltet. Eine Besonderheit ist das täglich um 17 Uhr stattfindende weihnachtliche Turmblasen.
- Lauscha: Der Lauschaer Kugelmarkt hat sich zu einem Spezialmarkt für Christbaumschmuck aus Glas in Deutschland entwickelt. An den ersten zwei Adventswochenenden verwandelt sich die ganze Innenstadt in eine Fußgängerzone.

#### Besucherzahlen und wirtschaftliche Bedeutung
Weihnachtsmärkte stellen einen Wirtschaftsfaktor für die Kommunen, den Einzelhandel und die Marktbeschicker dar. Für den Städtetourismus gelten sie als Impulsgeber, die Besucher von außerhalb in die Stadt bringen. Rund 2 Mio. Besucher sollen aus dem Ausland kommen; in Köln etwa kommen Besuchergruppen aus den Benelux-Ländern und Großbritannien.
Nach einer Studie der IFT Freizeit- und Tourismusberatung aus 2012 hatten die deutschen Weihnachtsmärkte 2012 85 Millionen Besucher, das waren 70 % mehr als im Jahr 2000. Der Gesamtumsatz auf den Weihnachtsmärkten erreicht nach Meldungen aus dem Jahr 2013 2,5 Mrd. €. Der Bundesverband der Schausteller und Marktkaufleute, der auch Kleinstmärkte berücksichtigt, rechnet dagegen mit 160 Millionen Besuchen auf 2.500 Märkten und 5 Mrd. € Umsatz. Nach Angaben dieses Verbandes bieten die Weihnachtsmärkte 188.000 Vollzeitkräften Arbeit. Jeder Besucher gibt demnach auf den Weihnachtsmärkten durchschnittlich 12 € und im Umfeld noch einmal 20 € aus. Allein der Nürnberger Weihnachtsmarkt bringt IVG Research zufolge der Nürnberger Hotellerie 170.000 zusätzliche Übernachtungen. 90 % der Schaustellerbetriebe beteiligen sich an Weihnachtsmärkten und erwirtschaften dort 28,5 % ihres Jahresumsatzes von insgesamt 3,7 Mrd. €. Daneben profitieren vor allem Gaststätten, Hotels, Taxis sowie Bus- und Bahnunternehmen von den Weihnachtsmärkten.

#### Diskussion um Umbenennungen
Mit Auftreten der Pegida-Bewegung, spätestens aber seit der Flüchtlingskrise in Europa ab 2015 häufen sich in den sozialen Netzwerken und vereinzelt auch in Presseberichten Meldungen, wonach immer mehr Weihnachtsmärkte „aus Rücksicht auf Muslime“, die sich an dem christlichen Bezug stören könnten, mit neutraleren Bezeichnungen wie „Wintermarkt“ versehen werden. Diese Meldungen und Befürchtungen werden immer wieder als Belege einer vermeintlichen Islamisierung und Aufgabe kultureller Identität dargestellt, wahrgenommen und entsprechend kommentiert, obschon sie sich in den identifizierbaren Fällen als Fehlinformation oder -interpretation herausstellten:
- Die AfD-nahe Ex-CDU-Politikerin Erika Steinbach kritisierte am 14. November 2017 in einem Tweet den „Lichtermarkt“ in Elmshorn, für den auf einem Plakat mit einem dunkelhäutigen Kind als Engel geworben wird, womit Deutschland seine „Kultur und Tradition so über Bord wirft“. Sie löste damit eine Welle von Hasskommentaren auf Facebook und Twitter aus. Tatsächlich war die Umbenennung bereits 2007 bei einem Betreiberwechsel unter Anspielung auf ein neues Beleuchtungskonzept vorgenommen worden, während das Plakatmotiv seit 2011 genutzt und keine dieser Entscheidungen aus kultureller Rücksichtnahme getroffen wurde.[116]
- Ein Beitrag eines anonymen Bloggers über einen Weihnachtsmarkt in einem Wiener Bezirk wurde von mehr als 1000 Facebook-Nutzern geteilt. Darin dienten Fotos von Verkaufszelten ohne Weihnachtsbeleuchtung und -schmuck als Beleg dafür, dass man beabsichtige, die „Horden von Invasoren nicht mit der abendländischen Unkultur zu belästigen“. In Wirklichkeit zeigten die Bilder einen Weihnachtsmarkt im Aufbau (der Beitrag wurde am 10. November 2017 veröffentlicht), und auf einem Foto war sogar ein Gabelstapler zu sehen. Der betreffende Meidlinger Christkindlmarkt wurde erst am 28. November eröffnet.[117]
- Auch ein „Wintermarkt“ im München Airport Center wird alljährlich in rechtspopulistischen Kreisen als Beispiel für eine „islamisierte“ Veranstaltung dargestellt, obwohl dieser Markt schon seit 2006 so heißt, da er über die Weihnachtstage hinaus bis zum Jahresende geöffnet bleibt und die Betreiber dies begrifflich darstellen wollten.[118][116]
- Die Bild am Sonntag verbreitete im Dezember 2014 eine Geschichte, wonach in Berlin-Kreuzberg ein Weihnachtsmarkt auf Beschluss des „Bezirksparlaments“ verboten worden sei, da keine Genehmigungen von „Veranstaltungen von Religionsgemeinschaften im öffentlichen Raum erteilt werden“. Der Markt müsse daher neuerdings „Winterfest“ heißen. Dazu brachte das Blatt auch eine Umfrage heraus, in der sich die meisten Deutschen gegen Umbenennungen von Weihnachtsmärkten aussprachen. Die gesamte, von rechtspopulistischen Gruppen, aber auch von anderen Zeitungen, Blogs und Politikern immer wieder geteilte und kommentierte Meldung stellte sich jedoch als Fehlinformation heraus: Zwar hatte das zuständige Bezirksamt im Jahr 2007 anlässlich des Verbots einer Ramadan-Feier festgelegt, Formen „religiöser Selbstdarstellung im öffentlichen Raum“ einzuschränken, jedoch waren zu keinem Zeitpunkt Weihnachtsmärkte davon betroffen, denn man habe, so das Bezirksamt, „große Zweifel, ob die üblichen Weihnachtsmärkte überhaupt noch etwas mit Religionsausübung zu tun haben“, sie seien eher „dem Bereich Kommerz zuzuordnen“. Während im Bezirk Kreuzberg jährlich mehrere Weihnachtsmärkte unbehelligt stattfinden, hatten sich die Veranstalter des in dem Jahr erstmals stattfindenden „Kreuzberger Wintermarkts“ aus freien Stücken für die andere Bezeichnung entschieden. Auch das Bezirksamt stellte klar, dass es keine Verordnung zur Umbenennung gebe und die Eigenbezeichnung der Märkte „total egal“ sei.[114][116][115][119]
- 2017 schrieb die AfD Sachsen auf ihrer Homepage, dass „in diesem Jahr immer öfter“ mit einem Lichtermarkt geworben werde, und behauptete, in einer „Serie des kulturellen, deutschen Kotau“ vor Moslems werde Weihnachten „systematisch abgesetzt“. Die sieben von der AfD genannten Beispiele für Lichtermärkte gibt es jedoch seit Jahren, einige sogar seit Jahrzehnten, so den Lichtermarkt in Münster, einen der dortigen fünf Weihnachtsmärkte, den es seit 1987 gibt und der überdies im Namen den Zusatz St. Lamberti trägt, benannt nach der dortigen Kirche St. Lamberti. Der ebenfalls von der AfD genannte Lichtermarkt Bergkamen ist überhaupt kein Weihnachtsmarkt, sondern findet jährlich Ende Oktober statt und ist eine Veranstaltung mit Schwerpunkt auf Licht-, Feuer-, Theater- und Kunstdarbietungen.[120][121]

### Österreich

#### Wien

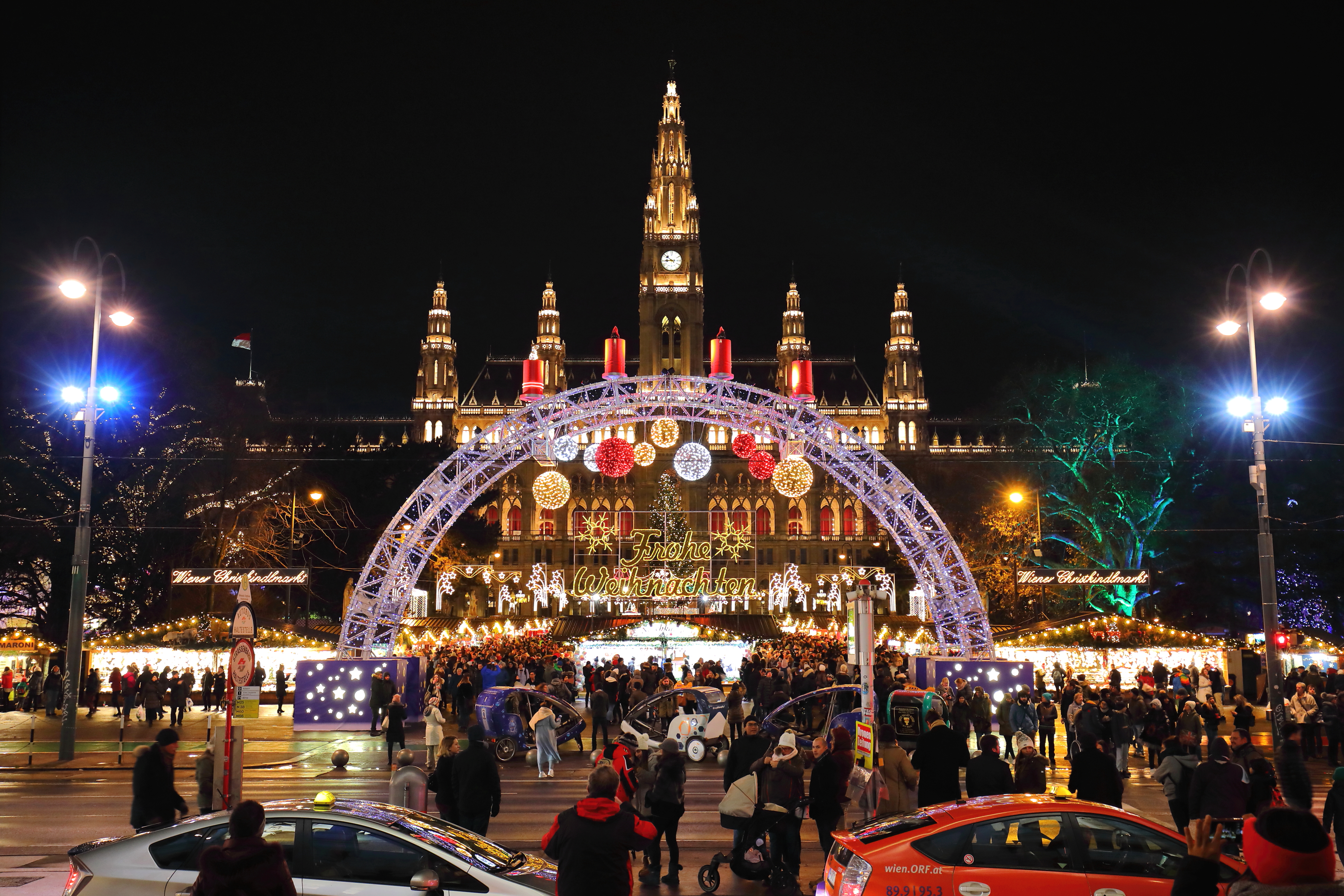
Wiener Christkindlmarkt am Rathausplatz (2017)

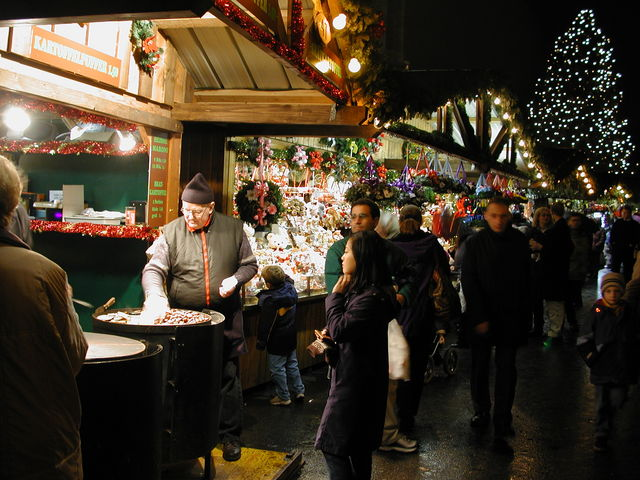
Maronibrater am Wiener Christkindlmarkt

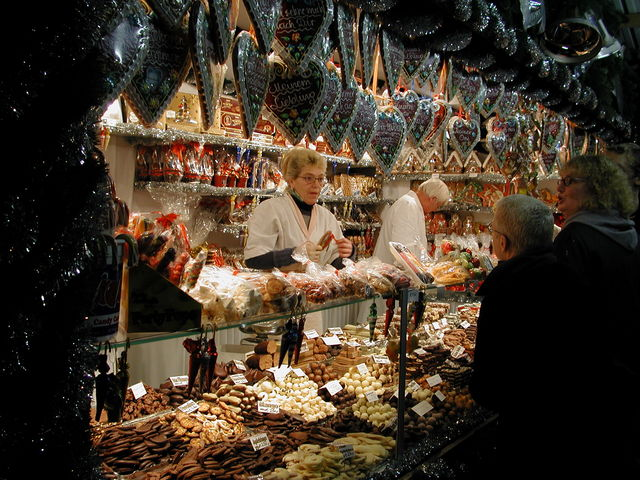
Traditionelle Zuckerlfrau am Wiener Christkindlmarkt

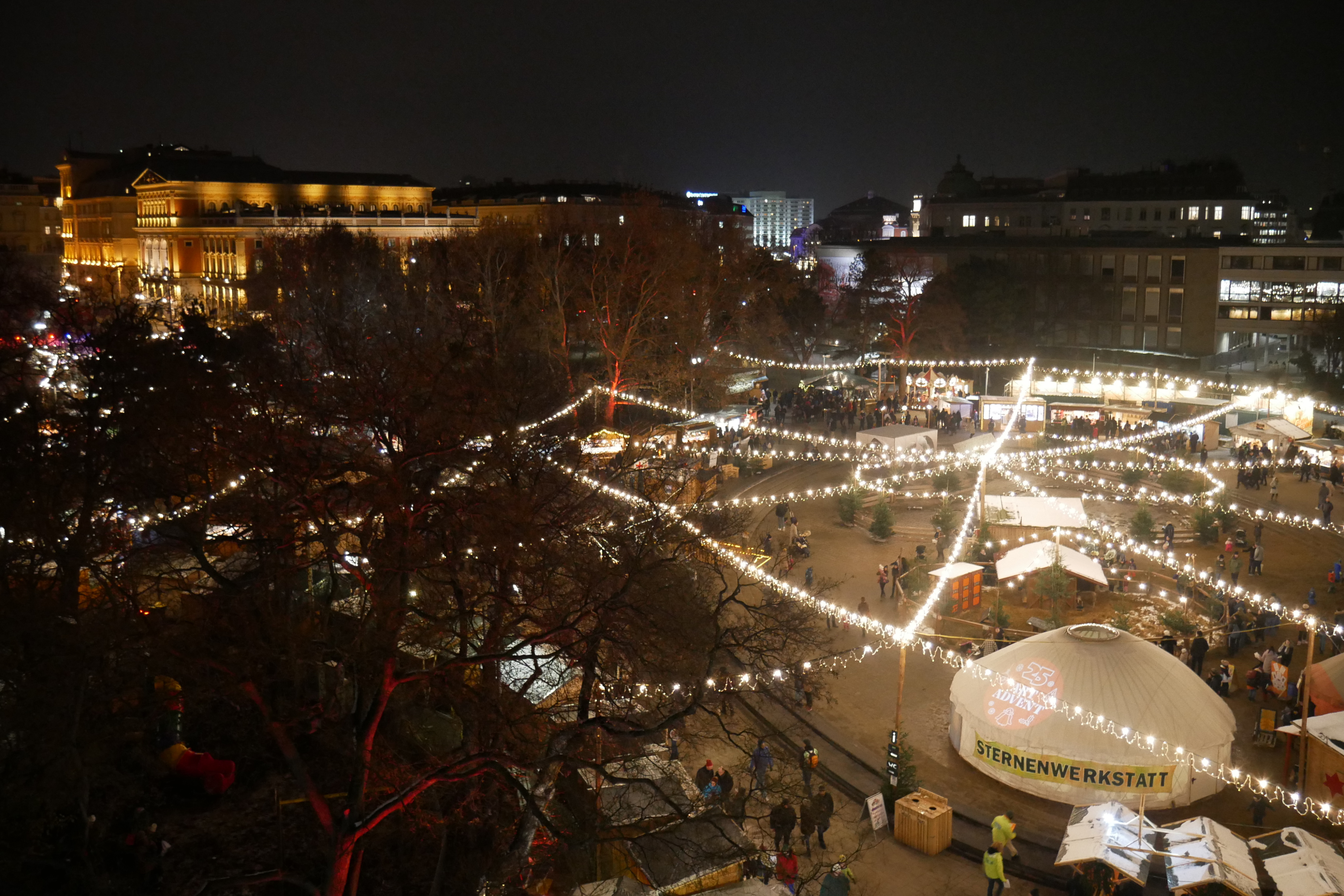
Weihnachtsmarkt auf dem Wiener Karlsplatz (2018)

1296 wurde das Privileg zum Abhalten eines Dezembermarktes von Herzog Albrecht I. erteilt. Den Katharinenmarkt, der 14 Tage vor und 14 Tage nach dem 25. November andauerte, gab es ab 1382.
Alte Wiener Aufzeichnungen ergeben, dass von 1600 bis 1781 die Verkaufsstände des Thomasmarktes am Graben und auf der Brandstätte, also vor dem Stephansdom standen. Dieser dem später so genannten Christkindlmarkt ähnliche Markt wurde in der Zeit von 16. Dezember bis 9. Januar abgehalten, und es wurden Waren von Peckn, Lebzelter und Zuggerpacher angeboten.
Der moderne Wiener Christkindlmarkt führt auf das Jahr 1764 zurück. Er wechselte im Laufe der Jahrhunderte oftmals seinen Standort, da er anfangs mit den traditionellen Jahrmärkten konkurrierte. So wechselte er von der Freyung auf den Platz Am Hof, war auch am Neubaugürtel und vor dem Messepalast. Zuletzt musste er 1975 wegen des Baus einer Tiefgarage seinen Platz räumen und zog deshalb in den Rathauspark.
Der Wiener Christkindlmarkt vor dem Wiener Rathaus ist der größte österreichische Christkindlmarkt (2012: 148 Stände, 39 davon verkaufen Lebensmittel (Maronibrater, Süßwaren, Punsch- und Essensstände)). Als Wiener Adventzauber ist er zu einem beachtlichen Wirtschaftsfaktor geworden. So kamen 2010 mehr als drei Millionen Besucher, davon 500.000 aus dem Ausland, zu diesen Veranstaltungen.
Eine Attraktion des Wiener Christkindlmarkts ist der Weihnachtsbaum vor dem Rathaus mit rund 1000 LED-Lampen. Der Baum kommt traditionell aus einem der österreichischen Bundesländer:
- 2012 war er ein Geschenk von Niederösterreich. Die etwa 120 Jahre alte und 32 Meter hohe Fichte kam aus Schwarzenbach an der Pielach.
- 2015 stammte der Baum am Rathausplatz aus Pfunds, Bezirk Landeck, weshalb die Eröffnungsrede mit Einschalten der Illumination des Baums am Samstag, 14. November um 17:30 Uhr durch Bürgermeister Michael Häupl und den Tiroler Landeshauptmann Günther Platter (ÖVP) vorgesehen war.

2015 öffnete der Markt erstmals schon um einen „inoffiziellen“ Tag früher, mit dem 13. November als Probebetrieb, und war zwei Tage länger, bis zum 26. Dezember, geöffnet. Der Baum stand bis 6. Januar 2016. Die Terroranschläge am 13. November 2015 in Paris waren Anlass für Häupl, die Eröffnungsfeier und die Illumination abzusagen und den Hochstrahlbrunnen am Schwarzenbergplatz bis zu seinem Einwintern einige Tage in den französischen Nationalfarben leuchten zu lassen. 1600 LED-Leuchten am Weihnachtsbaum wurden getauscht, um ab der Illumination am 19. Dezember ebenfalls solidarisch in den Farben Blau, Weiß und Rot zu leuchten.
In Wien gab es 2011 neben dem Christkindlmarkt am Rathausplatz 17 weitere große Weihnachtsmärkte. Auszugsweise waren dies:
- auf der Freyung (Altwiener Christkindlmarkt)
- am Spittelberg im siebenten Wiener Gemeindebezirk
- vor dem Schloss Schönbrunn
- im ersten Hof des Campus der Universität Wien
- am Karlsplatz vor der Karlskirche
- vor dem Oberen Belvedere
- Am Hof
- in der Mahlerstraße im ersten Wiener Gemeindebezirk
- am Wiener Naschmarkt: Pink Christmas (queer) mit 70 Hütten[126]
- am Maria-Theresien-Platz
- im Palais Pálffy am Josefsplatz
- vor der Mariahilfer Kirche
- am Viktor-Adler-Platz
- am Meidlinger Platzel
- im Türkenschanzpark
- am Franz-Jonas-Platz

#### Kärnten
- Villach: Villach hat einen Christkindlmarkt, der vor allem bei Italienern beliebt ist.
- Klagenfurt: Der Christkindlmarkt fand bis 2011 vor dem Rathaus am Neuen Platz statt, seit 2012 wird er auf dem Neuen Platz und dem Domplatz abgehalten. Viele Nebenstraßen sind mit einbezogen. Reichhaltiges Rahmenprogramm, z. B. Chorgesang, Hirtenmusik, Adventkranzbinden, Eislaufplatz (aus Kunststoffplatten).

#### Niederösterreich
- Wiener Neustadt: In Wiener Neustadt wird jährlich die gesamte Innenstadt mit Lichterketten dekoriert und am Hauptplatz findet ein Christkindlmarkt mit Eislaufplatz und vielen Attraktionen statt, er wird unter dem Motto Zauber im Advent veranstaltet.

#### Oberösterreich

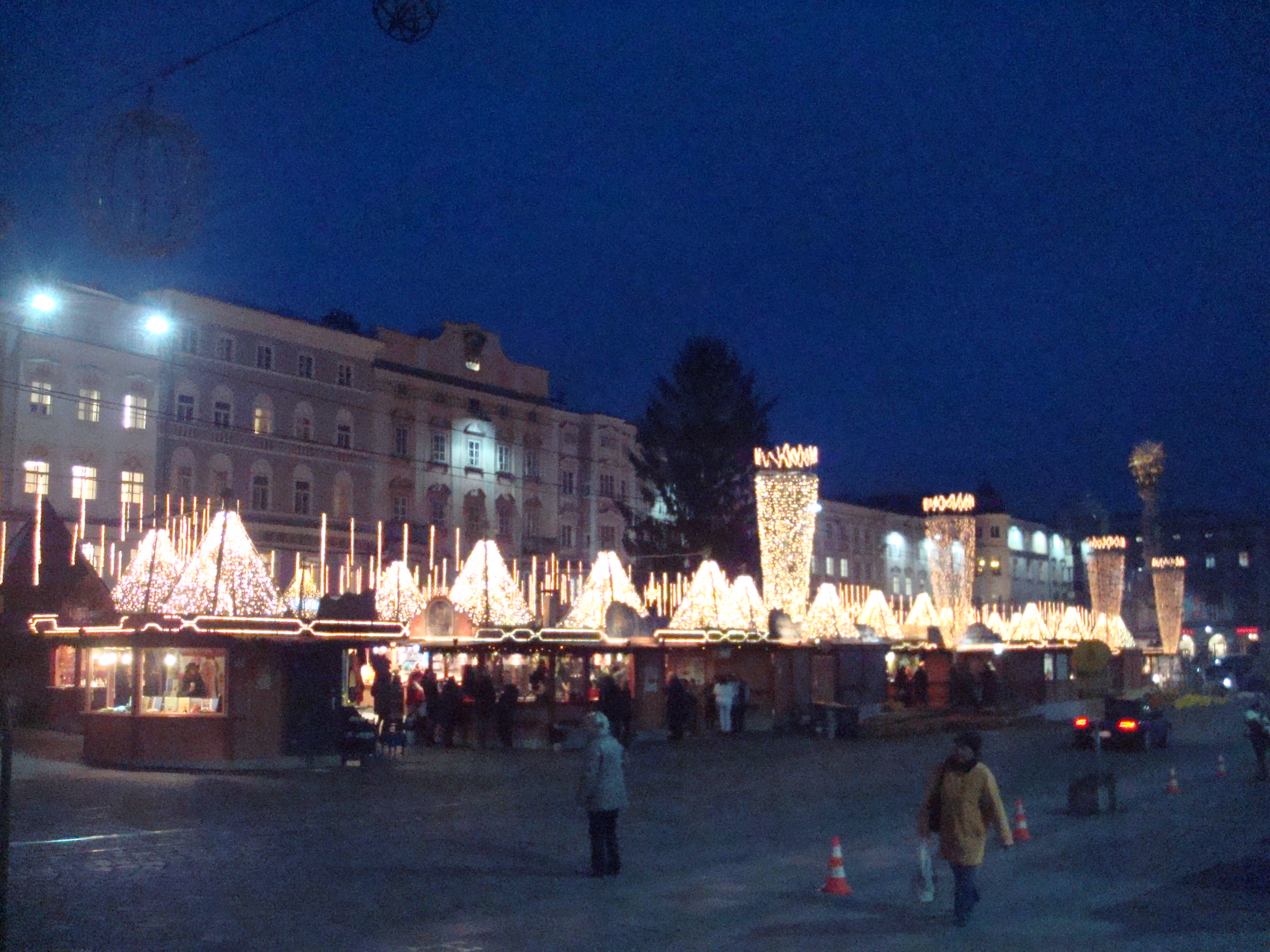
Christkindlmarkt am Linzer Hauptplatz

- Linz: Am Hauptplatz, im Volksgarten und am Domplatz werden drei große Adventmärkte abgehalten, die meist Mitte/Ende November beginnen. → Hauptartikel: Linzer Christkindlmärkte
- Wels: Die Welser Weihnachtswelt umfasst die Bergweihnacht am Stadtplatz, den Christkindlmarkt im Pollheimerpark und den Gösser Biergarten Advent. → Hauptartikel: Welser Christkindlmarkt
- Schloss Weinberg: Ein kunsthandwerklicher Adventmarkt mit rund 150 Ausstellern im Schloss Weinberg, immer am 2. Adventwochenende.
- Gmunden: Beim Schloss Ort finden jährlich der Schlösser Advent und die Traunsee Weihnacht statt.[127]
- Mondsee: Der Adventmarkt in Mondsee wird alljährlich an den Adventwochenenden vor der Mondseer Basilika und im Kreuzgang des ehemaligen Klosters Mondsee abgehalten.
- Steyr: Der Christkindlmarkt in Steyr (beim Werndl-Denkmal) beginnt jährlich Ende November und findet an den Wochenenden statt. Es werden jährlich rund 90.000 Besucher erwartet, die ihre Glückwünsche an das Christkindl im Weihnachtspostamt versenden können.
- Perg: Mit musikalischer Vielfalt und rund 45 Ausstellern aus den Bereichen Kunsthandwerk, Geschenkideen und Gastronomie wird der „Musikalische Christkindlmarkt Perg“ seit 1977 jeweils am 2. Adventwochenende veranstaltet.

#### Salzburg

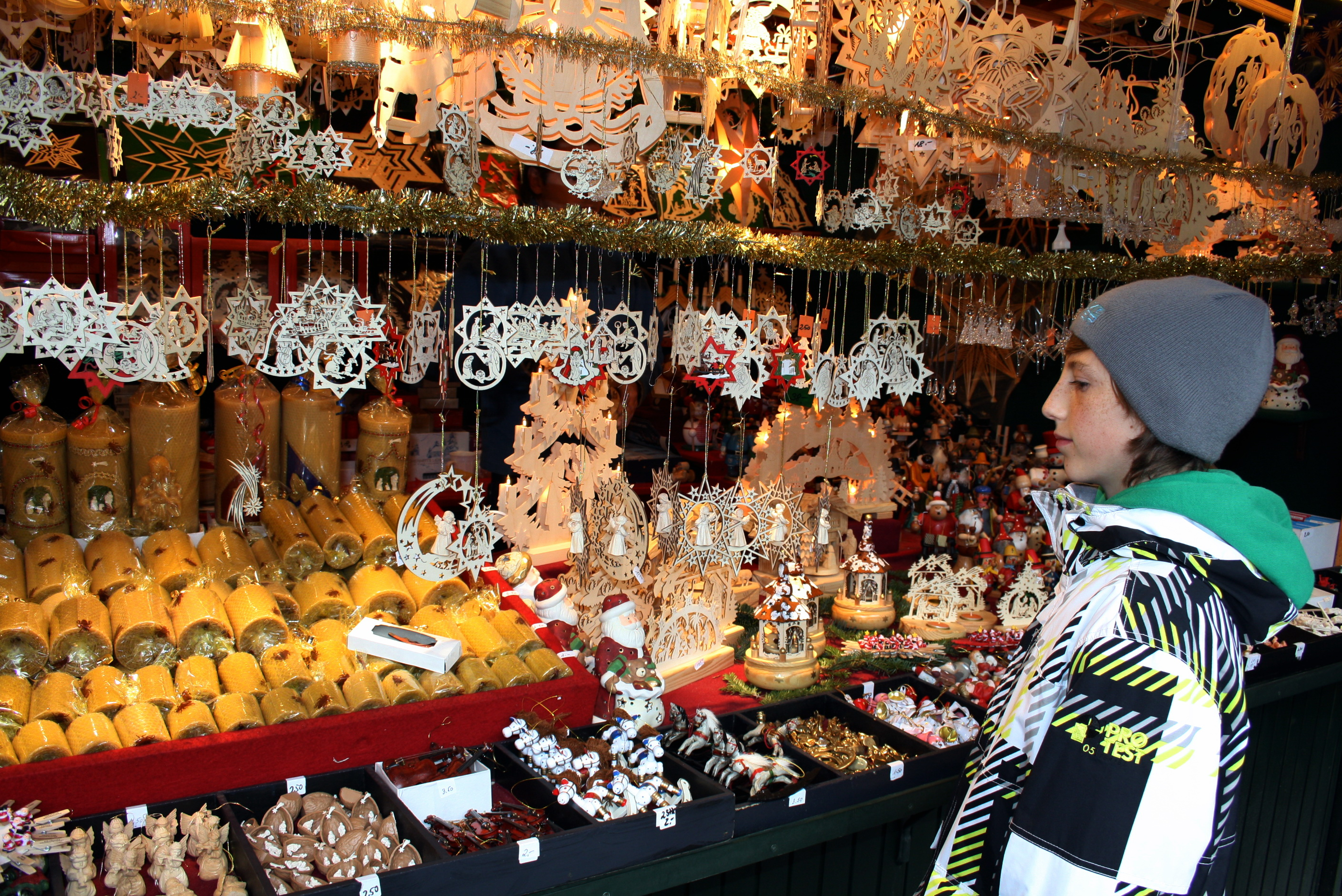
Stand in Salzburg am Christkindlmarkt

- Salzburg: Traditioneller Weihnachtsmarkt in der Altstadt (Christkindlmarkt), dessen Wurzeln ins ausgehende 15. Jahrhundert zurückgehen.[128] Daneben gibt es noch kleinere Adventsmärkte,[129] zum Beispiel in Schloss Hellbrunn, Waldklang im Waldbad Anif.[130]
- St. Leonhard bei Grödig: 1973 gründete Franz Nikolasch den Adventmarkt in St. Leonhard, der seither alljährlich an den Adventwochenenden am Fuß des Untersberges in der Gemeinde Grödig bei Salzburg stattfindet. Fester Bestandteil sind die Adventsfeiern und musikalisch gestalteten Festmessen in der Wallfahrtskirche St. Leonhard.[131]

#### Steiermark
- Graz: Der Grazer Advent bietet einige Märkte: Hauptplatz (Christkindlmarkt), Franziskanerplatz (Altgrazer Christkindlmarkt), Am Eisernen Tor (Advent-Genuss), Tummelplatz (Buntes aus aller Welt), Mariahilferplatz (Wonderlend), Glockenspielplatz und Mehlplatz (Adventmärkte), Färberplatz (Kunsthandwerk), Karmeliterplatz (Winterwelt).[132]
- Mariazell: Mariazeller Advent, Partner der Dachmarke Advent Austria. Spezielle religiöse Komponente, da Wallfahrtsort. Spezielle Angebote zur Anreise mit der Mariazellerbahn.
- Leoben: Großer Adventmarkt direkt am Leobener Hauptplatz gelegen, täglich im Advent geöffnet. Mit eigenem Christkindlpostamt, Kunsthandwerksmarkt, täglich bespielter Weihnachtsbühne und seit 2009 einem eigenen Leobener Christkind.[133]
- Burgau: Großer Weihnachtsmarkt in Schloss Burgau, von Anfang November bis 24. Dezember täglich geöffnet. Mit über hundert Kunsthandwerkern aus Österreich, Christkindlpostamt und Kaffeehaus.[134]

#### Tirol

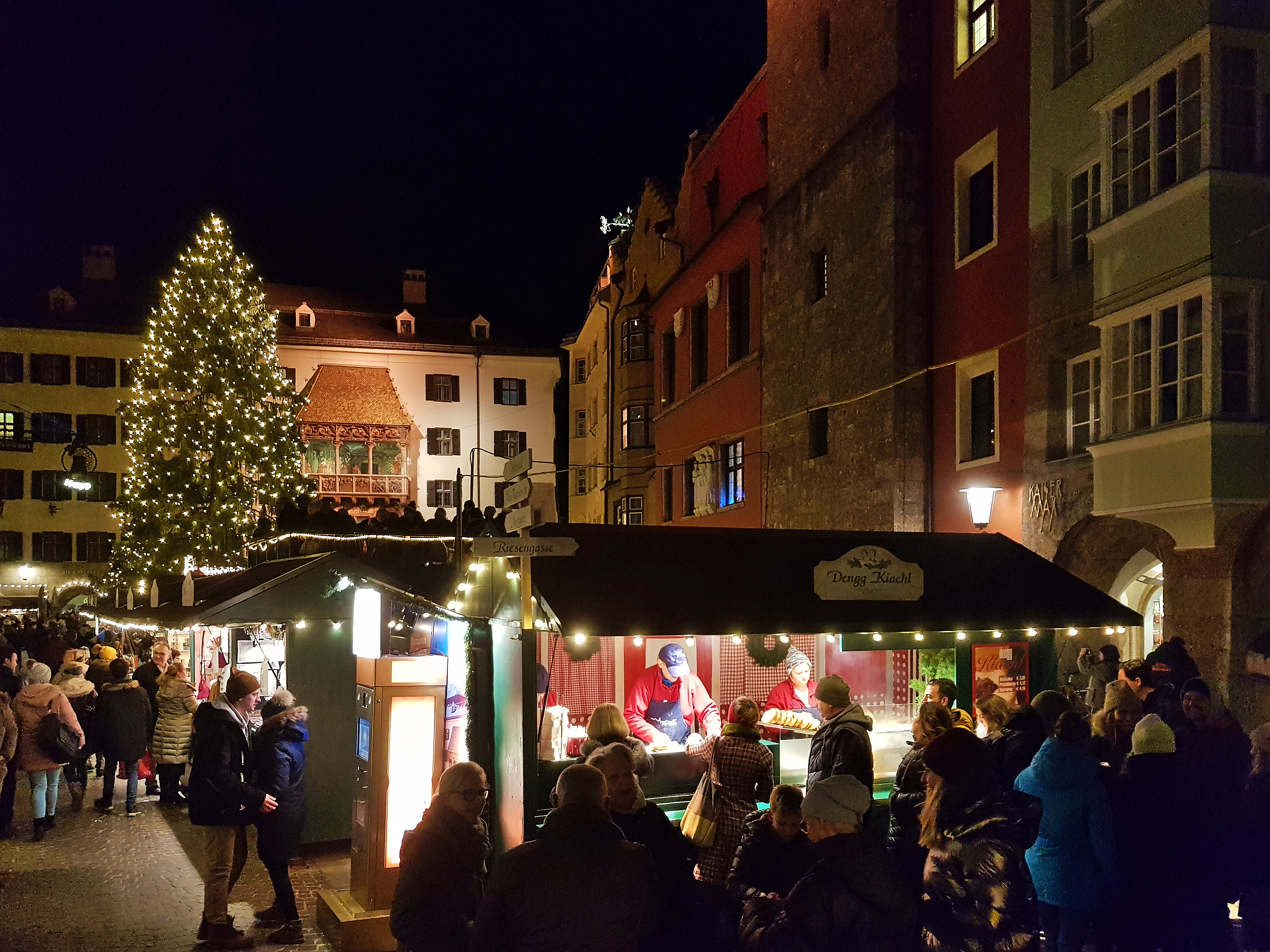
Christkindlmarkt in der Innsbrucker Altstadt

- Innsbruck: Ab 1657 wurde am 5. und 6. Dezember der Nikolausmarkt abgehalten, zunächst am Stadtplatz, ab 1861 in der Maria-Theresien-Straße und ab 1926 in der Wilhelm-Greil-Straße. Noch älter war der Thomasmarkt, der 1648 erstmals erwähnt wurde und am Montag in der Quatemberwoche, also um den 15. Dezember, abgehalten wurde. Anfang des 20. Jahrhunderts hatte er seine größte Ausdehnung und füllte mehrere Straßenzüge der Innenstadt. 1960 wurden der Nikolausmarkt und der Thomasmarkt auf den Marktplatz und den Innrain verlegt, im selben Jahr gab es erstmals vom 20. bis 24. Dezember einen kleinen Weihnachtsmarkt in der Altstadt. Seit 1965 findet der Christkindlmarkt regelmäßig in der Herzog-Friedrich-Straße vor dem Goldenen Dachl statt, wo bereits seit 1930 der große Christbaum aufgestellt wird.[135] Von 1994 bis 2006 gab es zusätzlich einen Christkindlmarkt am Landhausplatz, der 2006 auf den Marktplatz verlegt wurde. Weitere Märkte werden seit 2007 in der Maria-Theresien-Straße und auf der Hungerburg und seit 2013 in St. Nikolaus veranstaltet. Auf dem Christkindlmarkt am Marktplatz wird seit 2012 ein 16 Meter hoher Kristallbaum mit 170.000 Swarovski-Kristallen aufgestellt.[136]
- Kitzbühel: Der Kitzbüheler Christkindlmarkt ist Teil des Advent in den Bergen.
- Kufstein: Neben dem Weihnachtsmarkt im Stadtpark, der von Ende November bis 23. Dezember geöffnet ist, findet zusätzlich an den Adventswochenenden auf der Festung unter der Bezeichnung Weihnachtszauber ein Markt mit kulinarischen und heimischen kunsthandwerklichen Angeboten und Geschenkideen statt.

#### Vorarlberg
- Bregenz: Mehrere kleinere Märkte. Der größte Markt in der Weihnachtszeit ist der „Klosamarkt“ (Nikolausmarkt), der am 6. Dezember in der Innenstadt stattfindet.
- Dornbirn: Kleiner Christkindlemarkt.

### Luxemburg
- Der größte Weihnachtsmarkt in Luxemburg ist der Weihnachtsmarkt in der Hauptstadt Luxemburg auf der Place d’Armes und der angrenzenden Rue du Curé und mit 70 Ständen für deutsche Ansprüche eher klein.
- Der zweitgrößte Weihnachtsmarkt in Luxemburg ist der Weihnachtsmarkt in Esch an der Alzette. Der Weihnachtsmarkt mit 25 Ständen befindet sich auf der Place de la Résistance und der Rue de l’Alzette. Eine große Attraktion sind die lebensgroßen Figuren der Weihnachtskrippe auf der Place de la Résistance.

### Schweiz

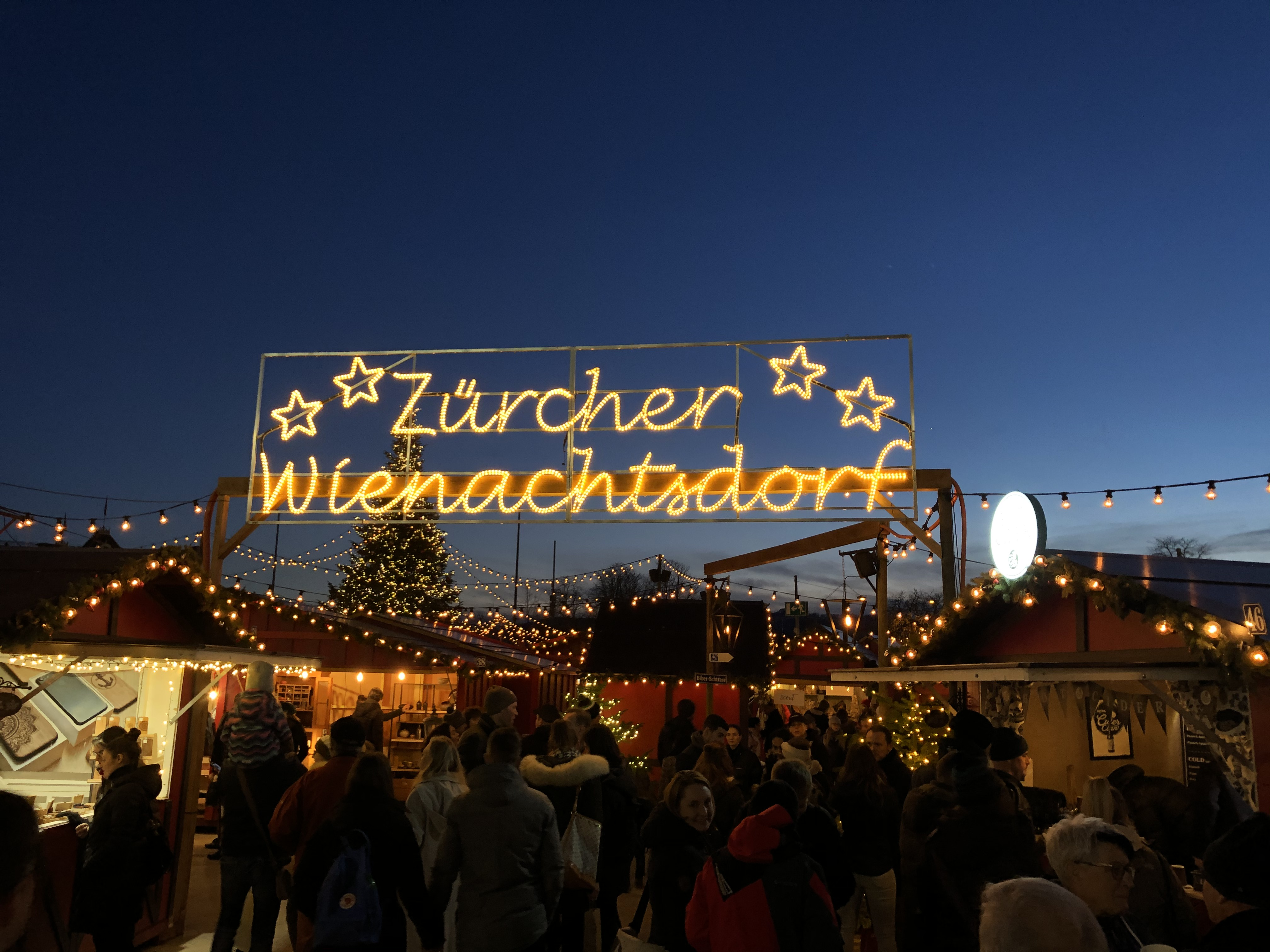
Weihnachtsmarkt auf dem Sechseläutenplatz in Zürich

- Basel: Der Weihnachtsmarkt in Basel ist Bestandteil der «Basler Weihnacht». Er findet auf dem Barfüsserplatz und seit 2011 auf dem Münsterplatz statt und umfasste 2012 188 Stände. Mit 600.000 Besuchern gilt er als der Weihnachtsmarkt mit den meisten Besuchern in der Schweiz.[137]
- Bern: Der Berner Weihnachtsmarkt auf dem Münsterplatz hat etwa 40 Stände, auf dem Waisenhausplatz weitere 60, bis 23. Dezember.
- Bremgarten AG: Mit über 100.000 Besuchern und über 300 Marktständen hat Bremgarten den größten Weihnachtsmarkt der Schweiz, der Markt findet Anfang Dezember an vier Tagen statt.[138]
- Luzern: In den ersten zwei Dezemberwochen findet der Luzerner Weihnachtsmarkt mit etwa 80 Ständen auf dem Franziskanerplatz statt.[139] Ein zweiter Markt, der Luzerner Christkindlimarkt im Bahnhof, fand in den Jahren 2003 bis 2017 von Ende November bis vor dem Heiligen Abend statt.[140]
- Einsiedeln: Weihnachtsmarkt mit rund 130 Ständen in der Zentralschweiz vor dem Kloster.
- Solothurn: Mit über 70 Ständen startete der Solothurner Weihnachtsmarkt neu ab 2010.
- Stein am Rhein: Seit 2001 – «Märlistadt» – den ganzen Monat Dezember (bis 31. Dezember) eine Märchenstadt in der kleinen Altstadt.
- Winterthur: «Weihnachts Märt» – seit 2001 in der Altstadt etwa 110 Holzchalets jeweils bis 23. Dezember, 2013 mit 300.000 Besuchern.[141]
- Rapperswil-Jona: «Christkindlimärt» – seit 2002 in der Altstadt von Rapperswil, jeweils Mitte Dezember, etwa 20.000 Besucher.
- Zürich: Zürcher Christkindlimarkt im Hauptbahnhof ab Ende November bis Heiligabend, über 150 Markthäuser unter einem Dach, ferner im Niederdorf, auf dem Werdmühleplatz und auf dem Sechseläutenplatz mit 100 Hütten und Eisbahn.[142]

### Italien

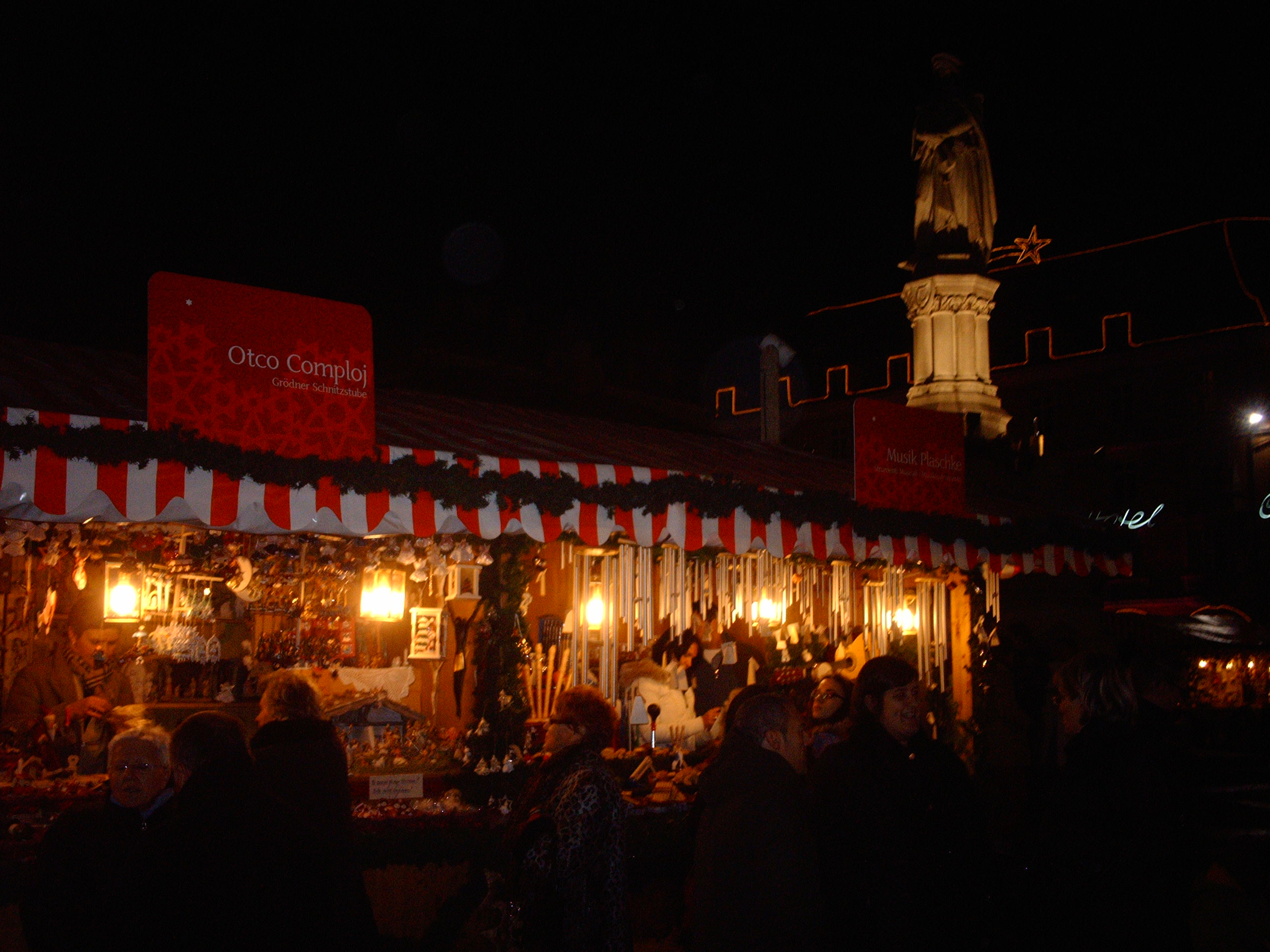
Bozner Christkindlmarkt

#### Bozen
Der Bozner Christkindlmarkt wurde 1990 begründet und ist der größte und italienweit erste Christkindlmarkt. Er findet am Bozner Waltherplatz statt. Der Markt hat rund 80 Stände. Seit 2006 gibt es in Bozen einen zweiten Weihnachtsmarkt mit ungefähr 15 weiteren Ständen, der Winterwald genannt wird. Er befindet sich im Garten des Palais Campofranco. In der Bozner Altstadt gibt es weitere Nebenmärkte wie den Handwerksmarkt am Rathausplatz, den Christkindlmarkt der Solidarität in einigen Straßen der Altstadt und am Kornplatz (ungefähr 30 Stände). Insgesamt gibt es in der Altstadt etwa 150 Stände. 2005 besuchten rund 1,2 Millionen Personen den Bozener Christkindlmarkt (2004: 850.000). Er ist der meistbesuchte Weihnachtsmarkt Südtirols und Italiens.

#### Meran

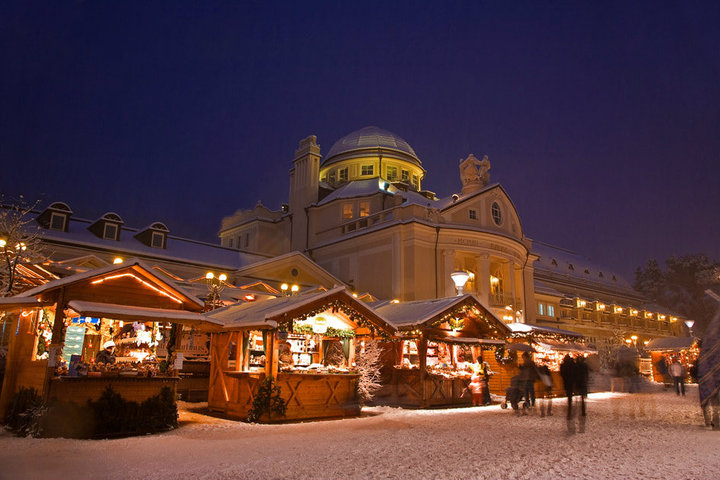
Verkaufsstände und Kurhaus Meraner Christkindlmarkt

Der Meraner Adventmarkt wurde im Jahre 1992 erstmals veranstaltet. Kaufleute der Laubengasse, einer zentralen Einkaufsstraße der Meraner Innenstadt, wollten eine Veranstaltung zu dem bereits bestehenden und von der Meraner Altstadtvereinigung durchgeführten traditionellen Meraner Advent organisieren und schlossen sich zu diesem Zweck zum Verein Kaufleute Aktiv zusammen. Dafür wurden an zwei zentralen Plätzen rund 35 Verkaufsbuden aufgestellt. Wenige Jahre später wurde der „Meraner Adventmarkt“ in die Freiheitsstraße sowie die angrenzende Sparkassenstraße verlegt. Der Weihnachtsmarkt wuchs auf 60 Stände an. Seit dem Jahre 2001 präsentiert sich der nach Bozen zweitgrößte Christkindlmarkt Südtirols auf der neugestalteten Passerpromenade, vor der Jugendstilfassade des Meraner Kurhauses und verfügt über etwa 80 Verkaufsstände. Im Jahr 2000 erregte der „Meraner Adventmarkt“ mit der Installation des so genannten Meraner Winterlichtbaumes des Künstlers Georg Lechner, welcher aus Laaser Marmor besteht, Aufmerksamkeit. Aufgrund der Größe und des Gewichtes wurde die Kunstinstallation ins Guinness-Buch der Rekorde aufgenommen. Seit 2013 liegt die Planung, Organisation und Durchführung des Weihnachtsmarktes bei der Meraner Kurverwaltung.

#### Lana
In Lana wird an den Adventswochenenden der „Sterntaler-Weihnachtsmarkt“ mit 20 Weihnachtsständen veranstaltet.

#### Weitere Weihnachtsmärkte in Italien
Nach dem touristischen Erfolg der Südtiroler Weihnachtsmärkte beim italienischen Publikum, zu welchem auch die offiziellen Christkindlmärkte von Sterzing, Brixen und Bruneck beitrugen, wurden in anderen Teilen Italiens in den letzten Jahren eigene Christkindlmärkte nach Südtiroler Vorbild eröffnet, zuerst in Trentino, das in Anlehnung an seine österreichisch-ungarische Vergangenheit das Flair der Märkte in deutschsprachigen Ländern zu reproduzieren versucht. Obwohl viele angebotene Waren wirklich der Trentiner Tradition entstammen (etwa der Zelten), wurden viele andere auch neu eingeführt. Der Markt in Trient zählt etwa 70 Stände.
In Italien gibt es kleinere Weihnachtsmärkte zum Beispiel in Arco (Trentino), Belluno, Turin, Florenz, Livigno und Udine.

### Frankreich
Traditionelle Weihnachtsmärkte gibt es auch in Frankreich, vorwiegend im Elsass und in Lothringen. Große Weihnachtsmärkte finden daher vor allem in Colmar, Metz, Nancy, Ribeauvillé, Reichenweier, Straßburg, Mömpelgard und Metz statt. Tatsächlich gibt es inzwischen aber auch etliche Weihnachtsmärkte in anderen Landesteilen, zum Beispiel in der Hauptstadt Paris, darunter überregionale bekannte Märkte wie der Weihnachtsmarkt in den Tuilerien und jener unterhalb des Eiffelturms, sowie unter anderem auch in Aix-en-Provence, Amiens, Arras, Avignon, Bordeaux, Lille, Lyon, Marseille Nantes, Perpignan, Reims und Toulouse.

#### Straßburg (Elsass)

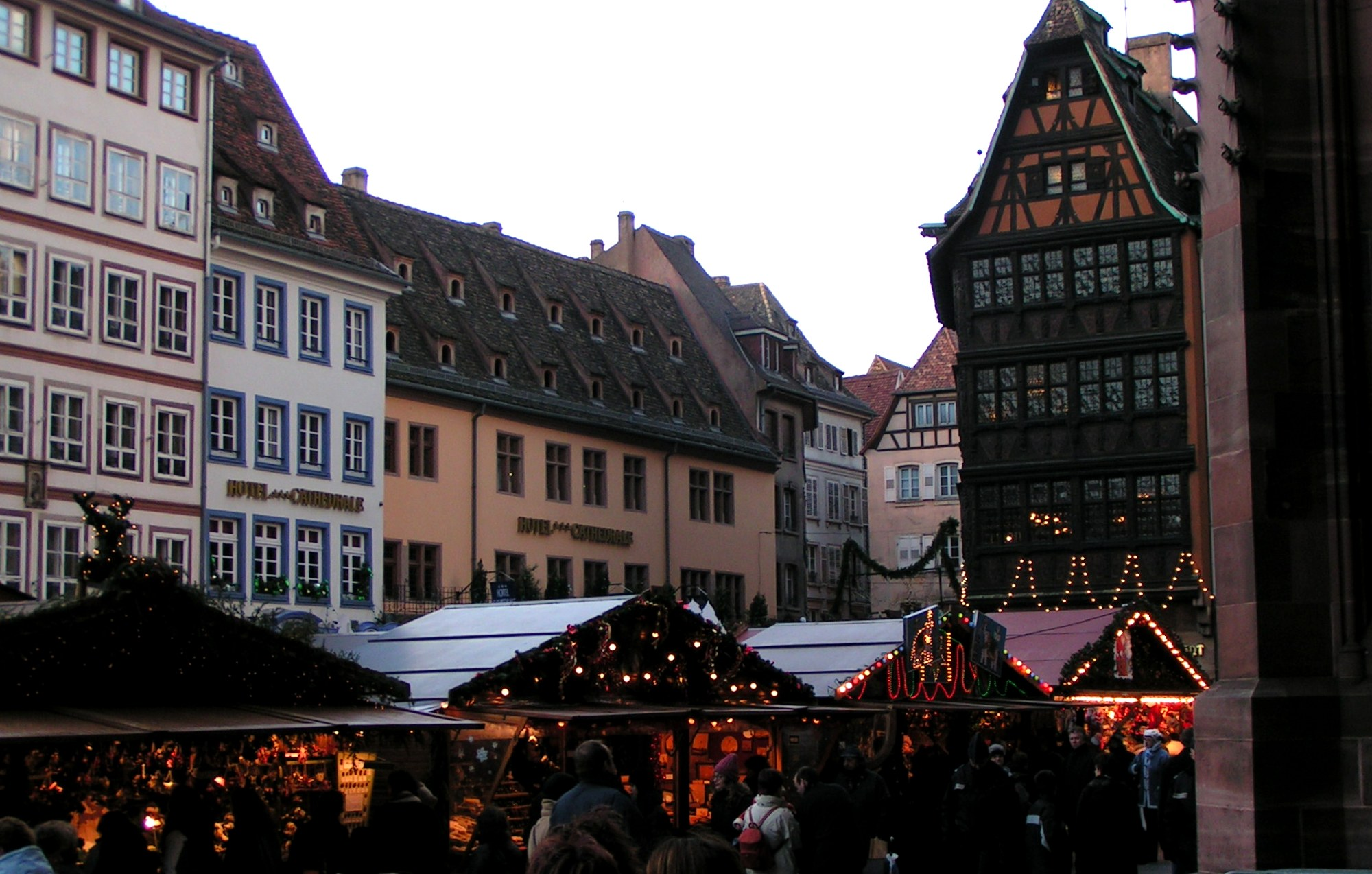
Weihnachtsmarkt vor dem Straßburger Münster

Der Straßburger Weihnachtsmarkt ist der größte Weihnachtsmarkt außerhalb (des heutigen) Deutschlands. Der Christkindelsmärik genannte Weihnachtsmarkt wird spätestens seit 1570 abgehalten und ist damit älteste Markt Frankreichs. Die über 300 Marktstände verteilen sich in der gesamten Altstadt. Jährlich kommen über zwei Millionen Besucher zum Weihnachtsmarkt nach Straßburg. Straßburg bezeichnet sich selbst als  (La) Capitale Noël.

#### Metz
Die Weihnachtsmärkte in Metz verteilen sich während der Weihnachtszeit über fünf Plätze in der Metzer Innenstadt, darunter die großen Stadtplätze Place Saint Louis, Place d'Armes nahe der Kathedrale Saint Etienne und Place de La République. Zudem gibt es den sogenannten Lichterweg, der mehrere große Lichtinstallationen mit weihnachtlichen Motiven in der Innenstadt verbindet.

### Nordeuropa

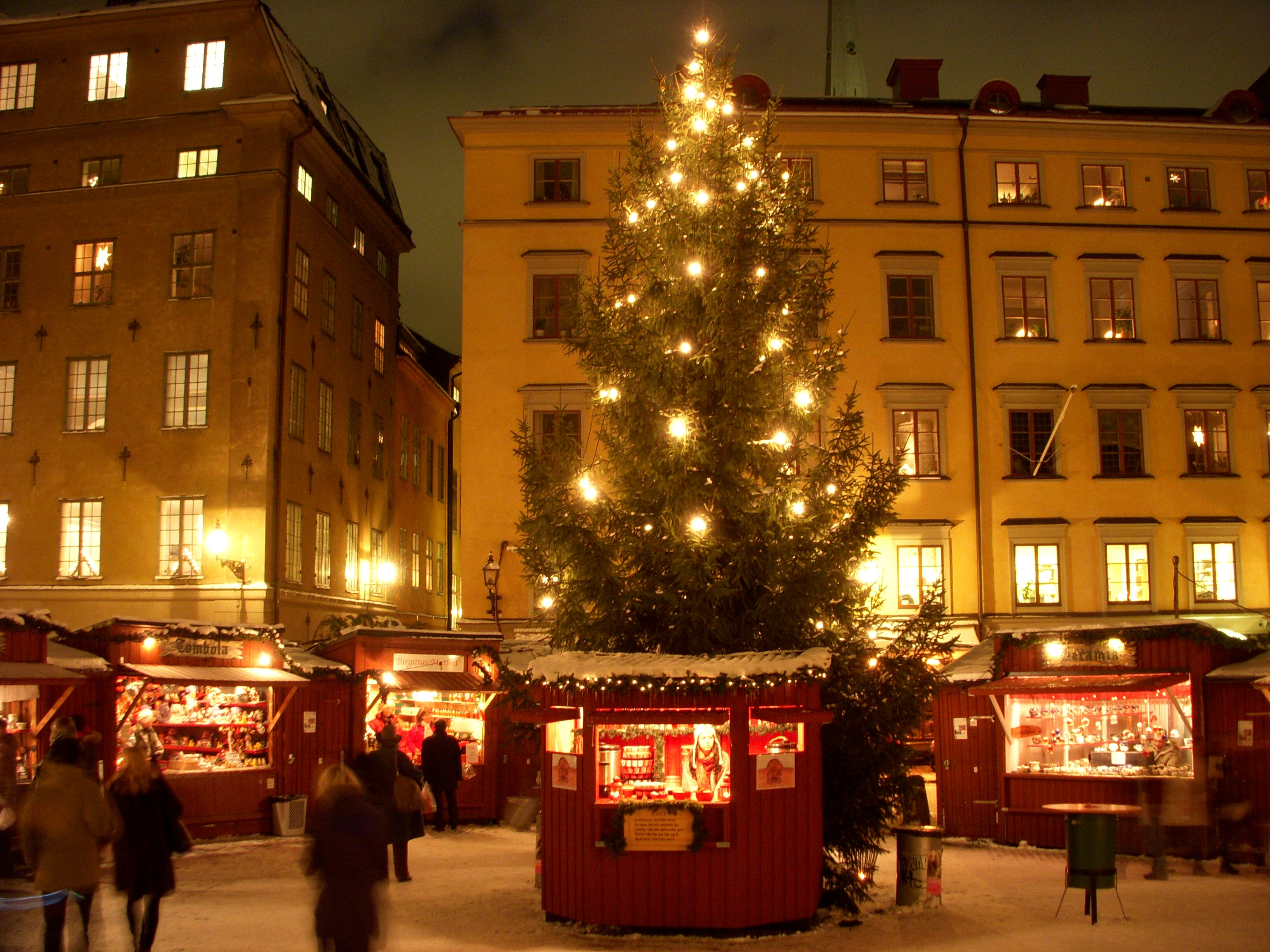
Weihnachtsmarkt in Gamla stan, Stockholm

Der traditionelle Stockholmer Weihnachtsmarkt (Julmarknad) findet jährlich in der Altstadt (Gamla stan) statt. Seit 1915 befinden sich auf dem Stortorget 38 falunroten Stände, die traditionelle schwedische Produkte wie Knäckebrot, Räucherlachs, Würste, Süßigkeiten und Glögg (schwedischer Glühwein) sowie handwerkliche Gegenstände anbieten. Der Markt beginnt einen Monat vor Weihnachten und endet am 23. Dezember. Der Weihnachtsmarkt im Stockholmer Freiluftmuseum Skansen findet seit 1903 an allen Wochenenden in der Adventszeit statt.
In Oslo finden mehrere Weihnachtsmärkte statt, unter anderem im Stadtzentrum in Spikersuppa.
Der größte und älteste Weihnachtsmarkt in Helsinki befindet sich im Stadtzentrum auf dem Senatsplatz.
Auf Island gibt es keine traditionellen Weihnachtsmärkte, lediglich in Hafnarfjörður öffnet an den Adventswochenenden ein Weihnachtsdorf Jólaþorpið, an welchem isländische Weihnachtsgesellen, Jólasveinar, auftreten und an dessen Ständen auch lokales Kunsthandwerk vertrieben wird.

#### Dänemark
In Kopenhagen wird um den pittoresken Nyhavn jährlich ein Weihnachtsmarkt veranstaltet.

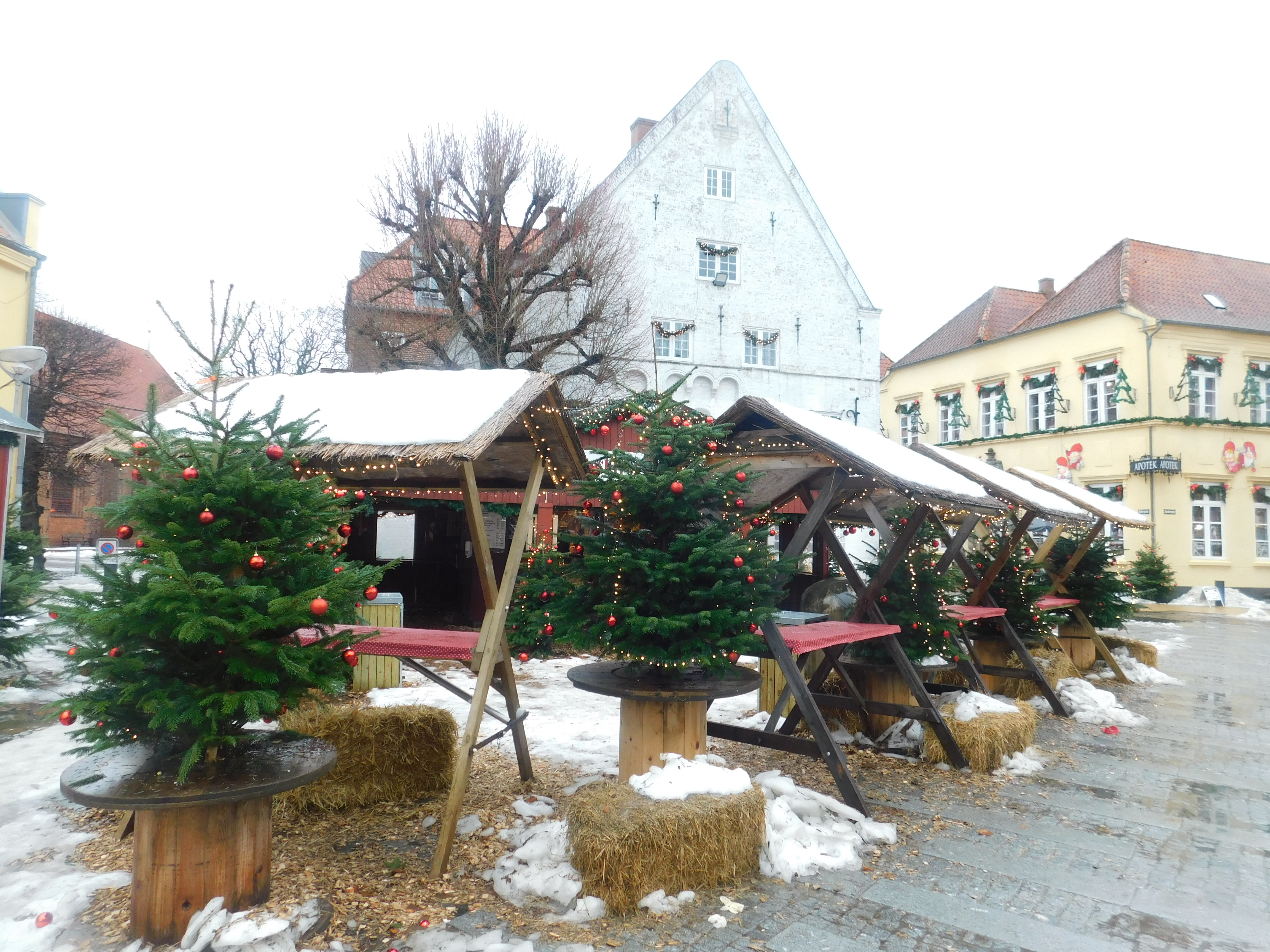
Weihnachtsmarkt Tondern mit Det Gamle Apothek

Im dänischen Tondern beginnt die Weihnachtssaison schon Anfang November. Fast zwei Monate lang ist die ganze Stadt weihnachtlich geschmückt. Dabei findet der Weihnachtsmarkt hauptsächlich rundum den Kaakmann am Marktplatz statt. Hier befindet sich mit Det Gamle Apothek (deutsch: Die Alte Apotheke) ein Kaufhaus für Dekorationsartikel und Möbel, das ganzjährig Weihnachtsartikel verkauft. Das Kaufhaus wurde selbst zur Weihnachtszeit eröffnet.

### Östliches Mitteleuropa und Südosteuropa
Im Östlichen Mitteleuropa und Südosteuropa ist die Weihnachtsmarkttradition seit Ende der Habsburgermonarchie stark zurückgegangen. Seit 1999 gibt es auf dem Vörösmarty tér in Budapest wieder einen Adventsmarkt, der bis zum 6. Januar geöffnet ist. In Bratislava findet seit dem Jahr 1993 ein Weihnachtsmarkt auf dem Hlavné námestie statt. Er wurde auch auf andere Plätze wie den Franziskanerplatz oder den Hviezdoslavovo námestie ausgedehnt.
Erst seit Beginn des neuen Jahrtausends gibt es auch in Polen wieder eine Reihe von Weihnachtsmärkten, darunter als ältesten den in Krakau (mit Krippenbauerwettbewerb), die Märkte in Allenstein (mit Eskimodorf, Hundeschlittenrennen und Lagerfeuer), Breslau, Danzig, Thorn (bekannt für die Lebkuchen), Posen oder Warschau. Viele der Weihnachtsmärkte gehen auf deutlich ältere Weihnachtsmärkte aus preußischer und habsburgischer Zeit zurück.
Am bekanntesten in Tschechien ist der Weihnachtsmarkt in Prag. Daneben sind auch die Weihnachtsmärkte z. B. in Krumau, Budweis oder Brünn zu erwähnen. In baltischen Städten wie Riga oder Tallinn werden ebenfalls Weihnachtsmärkte abgehalten. In der kroatischen Hauptstadt Zagreb findet alljährlich der Weihnachtsmarkt rund um den Josip-Jelačić-Platz statt. Dort werden in traditionellen Holzhäuschen Souvenirs, Lebkuchen, Weihnachtsdekorationen usw. verkauft. Des Weiteren ist auch eine Eislaufbahn während der Adventszeit auf dem Zagreber Weihnachtsmarkt zu finden.

### Englischsprachige Länder

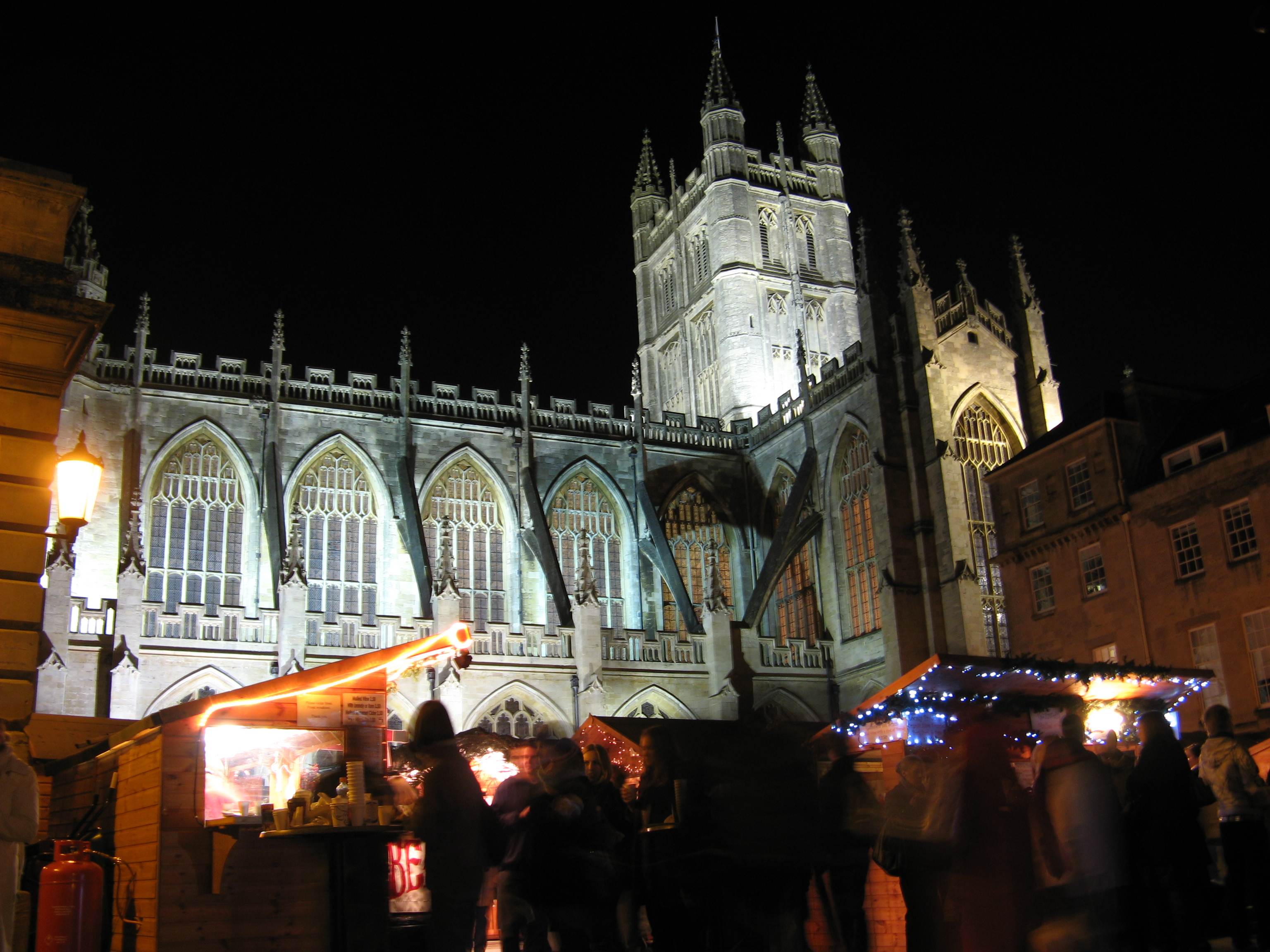
Christmas Market in Bath (England)

Im englischsprachigen Raum gab es traditionell keine Weihnachtsmärkte, jedoch wird das Konzept in neuerer Zeit mancherorts übernommen. Mittlerweile gibt es Weihnachtsmärkte (meist als „German Christmas Market“, „Christkindlmarket“ oder „Holiday Market“) unter anderem in Kitchener (Kanada), Chicago (seit 1996), New York (seit 1995), Denver (seit 1999), Baltimore, Birmingham (seit 1997), Bristol (1998), Manchester (seit 1999), Edinburgh (seit 2000), Phoenix (seit 2008), Leeds, Nottingham und Kingston upon Thames. Der größte authentische deutsche Weihnachtsmarkt außerhalb von Deutschland und Österreich ist nach eigener Darstellung der Frankfurt Christmas Market in der Frankfurter Partnerstadt Birmingham, mit ca. 180 Marktständen und fast 3 Millionen Besuchern (Tendenz steigend).
Mit dem Aufkommen der Billigfluglinien werden zum Beispiel in Großbritannien vermehrt Wochenendausflüge zu deutschen Weihnachtsmärkten, etwa nach Köln, als Pauschalreisen angeboten.

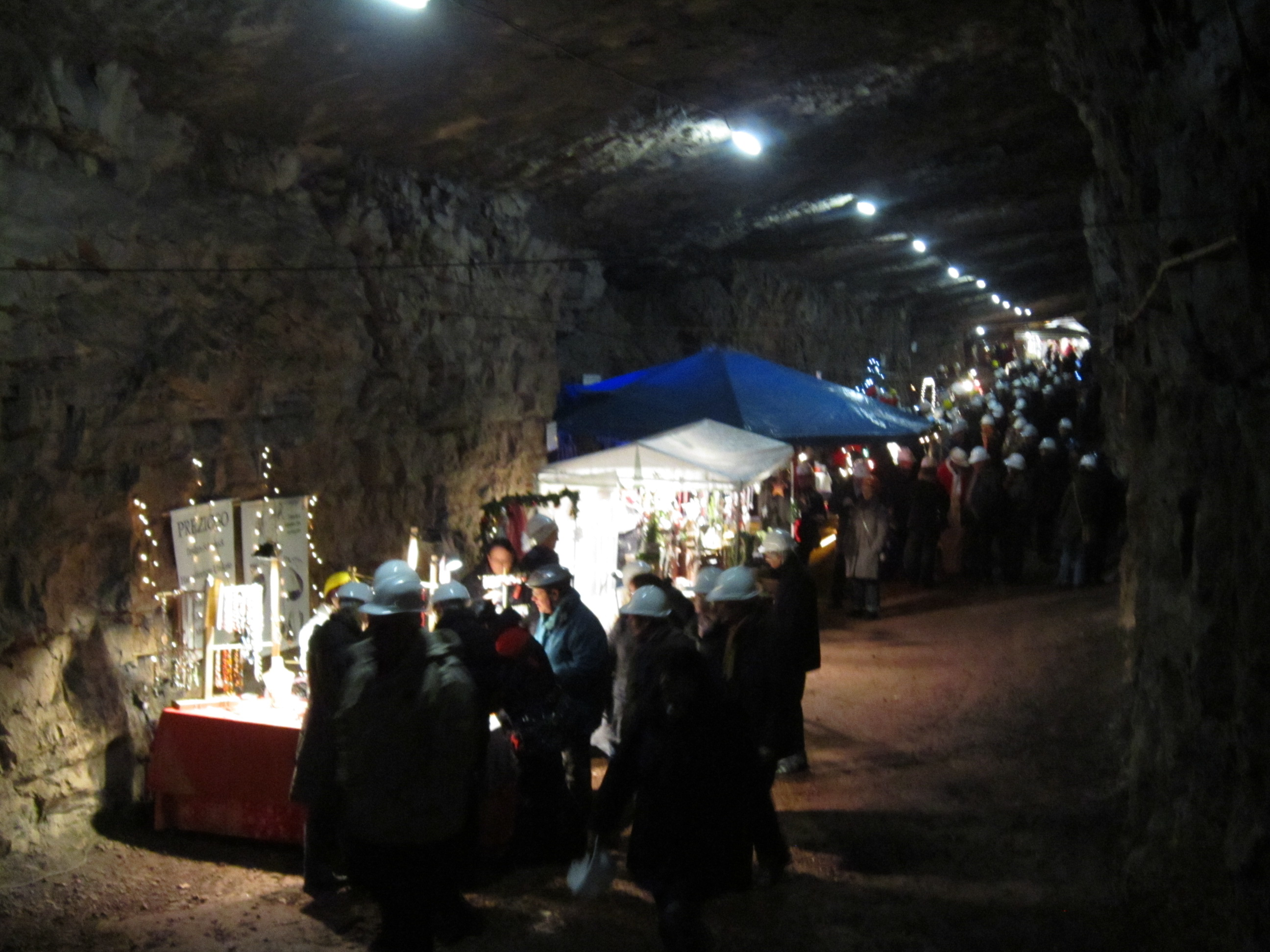
Weihnachtsmarkt im Besucherbergwerk Kleinenbremen

## Sonderformen

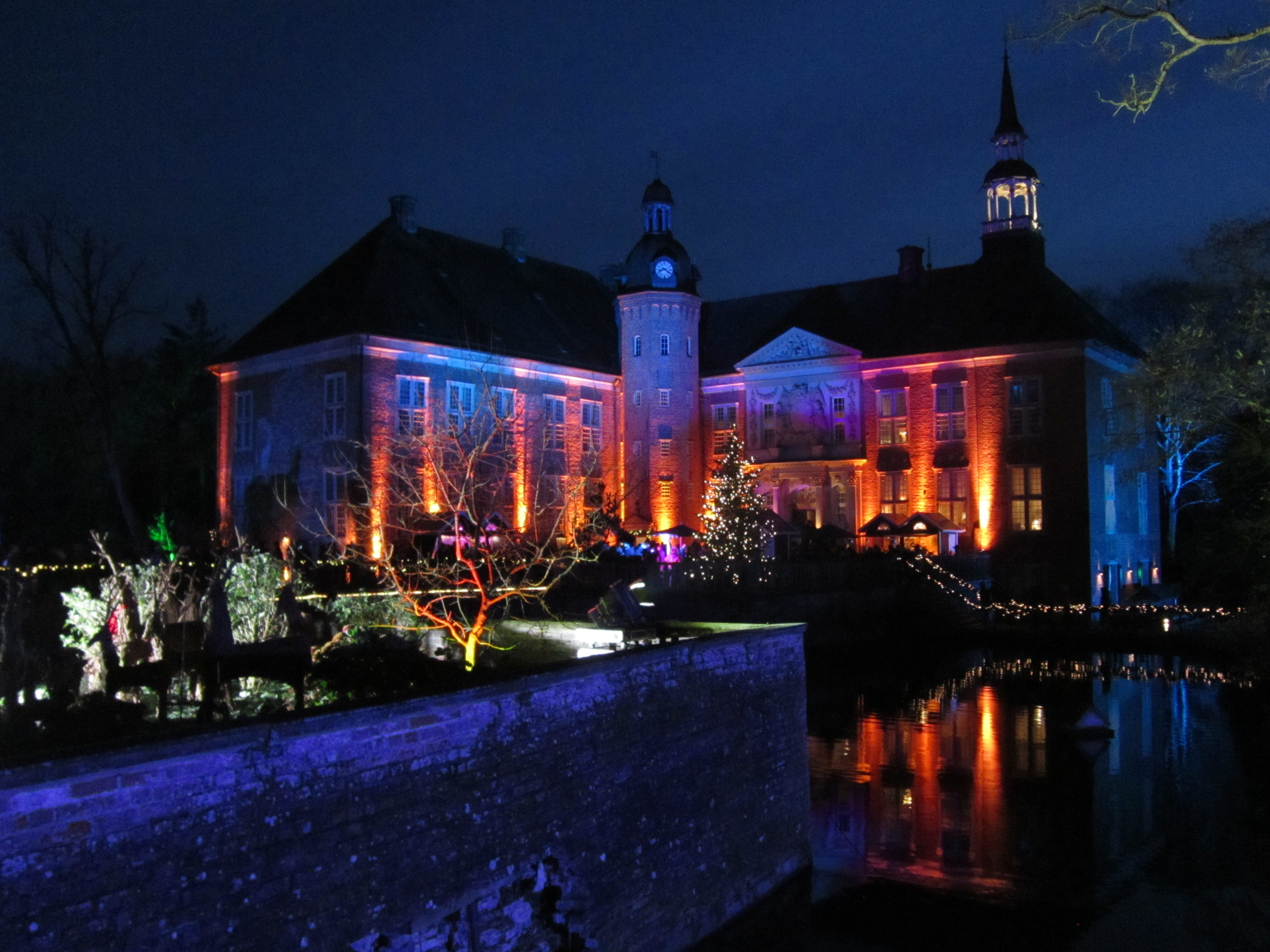
Veranstaltung „Weihnachten auf Schloss Gödens“

Zu den Sonderformen von Weihnachtsmärkten gehören Märkte an ungewöhnlichen Orten, z. B. in einem Besucherbergwerk oder wie in Traben-Trarbach in großen Weinkellern. Neben diversen „mittelalterlichen Weihnachtsmärkten“ findet in der ehemaligen Glockengießerei Mabilon in Saarburg ein viktorianischer Weihnachtsmarkt statt. Neben Burgen und Schlössern haben auch Freilichtmuseen den Weihnachtsmarkt als zusätzliche Attraktion außerhalb der Hauptsaison entdeckt. Weihnachtsmärkte in Freilichtmuseen mit langer Tradition sind beispielsweise die Märkte im LWL-Freilichtmuseum Hagen, im Freilichtmuseum Glentleiten und im Volkskunde- und Freilichtmuseum Roscheider Hof. In einigen Städten finden auch sogenannte Weihnukkamärkte statt. In etlichen Städten Europas und der Welt gibt es auch die „Rosa Weihnachtsmärkte“ (auch „Pink Christmas“ oder „Pink Market“), die sich vorwiegend an LGBTQ-Publikum richten, bzw. das Verständnis für queere Seinsformen fördern möchten.